# Wahlrecht in den deutschen Einzelstaaten bis 1918
Die deutschen Einzelstaaten nehmen in der Geschichte des Wahlrechts in Deutschland eine besondere Rolle ein, da es sie wesentlich früher gab als einen deutschen Gesamtstaat. Entwicklungen wie die Einführung von gewählten Parlamenten an sich oder die Diskussionen zum Beispiel um ein geheimes Wahlrecht hatten konkreten Bezug auf die Einzelstaaten. Daneben fand aber bereits eine gesamtdeutsche Debatte in Zeitungen und Literatur statt. Die Märzrevolution von 1848/1849 hatte größten Einfluss auf die Einzelstaaten, fast überall wurden die Verfassungen und Wahlgesetze geändert oder wenigstens Neuwahlen durchgeführt.
Weniger sichtbar in der Wahlrechtsgeschichte der Einzelstaaten ist die Gründung des Norddeutschen Bundes (1867–1870/1871) und des Deutschen Kaiserreiches (1871–1918). Doch das allgemeine und gleiche Wahlrecht zum Reichstag feuerte die Diskussion in den Einzelstaaten an, in denen ein solches Wahlrecht selten realisiert wurde.

## Einzelstaaten und Gesamtstaat
Ursprünglich waren die deutschen Einzelstaaten souverän und konnten eigenständig Wahlrecht einräumen oder einschränken. Der Deutsche Bund (1815–1866) forderte von den Einzelstaaten zwar eine landständische Verfassung, was dies aber bedeutete, war nicht genau definiert. Die beiden größten Staaten, Österreich und Preußen, haben sich gar erst 1848/49 erstmals eine Verfassung mit gesamtstaatlicher Volksvertretung gegeben. Allerdings wirkten Gesetze des Deutschen Bundes auf die politische Situation der Einzelstaaten, beispielsweise die Einschränkung der Meinungs- und Vereinsfreiheit durch die Karlsbader Beschlüsse 1819. Besonders rege war diese Gesetzgebung in den 1830er- und 1850er-Jahren.

### Märzrevolution 1848/1849
Im Frühjahr 1848 waren in vielen deutschen Einzelstaaten Liberale in die Regierungen eingetreten (Märzregierungen). Da sie oft Erfahrungen in den Landtagen des Vormärz gemacht hatten, erschienen ihnen die Landtage bereits als legitime Organe der Volksvertretung. Auch die Linke dachte damals noch kaum daran, zum Beispiel in solchen Staaten neue Wahlgesetze zu fordern, die vor 1848 schon Repräsentativverfassungen hatten. Erst mit den Beschlüssen, die zur gleichen und relativ allgemeinen Wahl zur Nationalversammlung führten, wurde das Bewusstsein dafür größer, dass überall wenigstens Neuwahlen angebracht waren. Nur vereinzelt kam es in Diskussionen zur Forderung, dass die Märzregierungen ein neues Wahlrecht oktroyieren sollten.
In der Frankfurter Nationalversammlung gab es schon zu Beginn zwei Auffassungen. Nach der gemäßigteren sollten die Verfassungen der Einzelstaaten nach Vorgabe der (noch zu erarbeitenden) Reichsverfassung überarbeitet werden. Radikaler war die Auffassung, dass Bestimmungen in Verfassungen von Einzelstaaten automatisch ungültig waren, wenn sie der künftigen Reichsverfassung widersprachen. Die große Mehrheit der Nationalversammlung folgte im Großen und Ganzen der zweiten Auffassung. Dies ist von Bedeutung für das Selbstverständnis der Nationalversammlung, für die gesamte Reformgesetzgebung und damit auch das Wahlrecht. Die Märzrevolution brachte in fast allen deutschen Einzelstaaten Veränderungen des Wahlrechts mit sich. Fortschritte wurden jedoch oft bei Einsetzen der Reaktion rückgängig gemacht; die Reichsverfassung und das Wahlrecht von 1849 blieben Vorschläge, die nicht umgesetzt wurden.

### Norddeutscher Bund und Kaiserreich 1867–1918
1871 wurde ein deutscher Nationalstaat gebildet; dabei blieben die Wahlgesetze in der Regel dieselben. Die Erfahrungen des allgemeinen und gleichen Reichstagswahlrechts hatten immerhin Einfluss auf die Wahlrechtsdebatte in den einzelnen Bundesstaaten. Es gab Ansätze, das Reich für Reformen auf Ebene der Bundesstaaten einzusetzen. Mecklenburg hatte als einziger Bundesstaat nur eine landständische Verfassung und war das Objekt einer Initiative des Reichstagsabgeordneten Friedrich Büsing. Der Nationalliberale aus Mecklenburg-Schwerin forderte am 2. November 1871 eine Erweiterung der Reichsverfassung: Alle Bundesstaaten sollten ein Organ haben, das „aus Wahlen der Bevölkerung“ hervorging und dessen Zustimmung für Landesgesetze und den Haushalt nötig war. Zwar nahm der Reichstag den Antrag an, doch der Bundesrat lehnte 1875 ab. Immerhin sprach der Bundesrat seine Erwartung aus, dass die Verfassung in Mecklenburg reformiert werde und akzeptierte damit implizit die entsprechende Kompetenz des Reiches.
1908 scheiterte ein langjähriger Versuch, den mecklenburgischen Herzogtümern wenigstens eine teilweise gewählte Volksvertretung zu geben, am Widerstand der Ritterschaft. Die liberalen Fraktionen im Reichstag drängten den Bundesrat, aktiv zu werden. Doch sie erhielten als Antwort, dass ein Eingreifen des Reiches den föderativen Grundsätzen widerspräche. Es könne nicht angehen, dass die Bundesstaaten ihre Verfassung aus den Händen von Reichstag und Bundesrat erhielten.
Insbesondere die Sozialdemokraten bemühten sich, den Kampf um das allgemeine und gleiche Wahlrecht in den Einzelstaaten wie Preußen auf die Reichsebene zu ziehen. Dazu brachten sie am 2. Dezember 1905 im Reichstag einen Antrag ein, die Reichsverfassung zu ändern. Sie sollte den Bundesstaaten ein allgemeines, gleiches und geheimes Wahlrecht vorschreiben. Konservative, Zentrum und Christlich-Soziale lehnten den Antrag jedoch als Einmischung des Reiches in Angelegenheiten der Bundesstaaten ab. Die Nationalliberalen waren wie die Linksliberalen der Meinung, dass das Reich dazu das Recht habe, lehnten aber den Antrag trotzdem ab, der schließlich scheiterte.
Im Oktober 1918, gegen Ende des Ersten Weltkriegs, kam es in Preußen schließlich zu einem Gesetzesentwurf, der das allgemeine und gleiche Männerwahlrecht eingeführt hätte. Daraufhin protestierten Frauenrechtlerinnen gemeinsam – von der bürgerlichen Feministin Gertrud Bäumer bis hin zur Sozialistin Marie Juchacz, Gewerkschafterinnen ebenso wie Liberale –, denn der Entwurf zeigte, dass die Reformer nicht an sie dachten. Die Sozialdemokraten des Reichstags wollten den Prozess beschleunigen, und am 8. November brachten die Fraktionen des Interfraktionellen Ausschusses einen Gesetzentwurf ein. Die Reichsverfassung sollte in einem geänderten Artikel 20 für den Reichstag und alle Landtage das allgemeine, gleiche, direkte und geheime Verhältniswahlrecht für Männer und Frauen ab 24 Jahren verlangen.

## Einzelstaaten in der Napoleonischen Zeit bis 1815

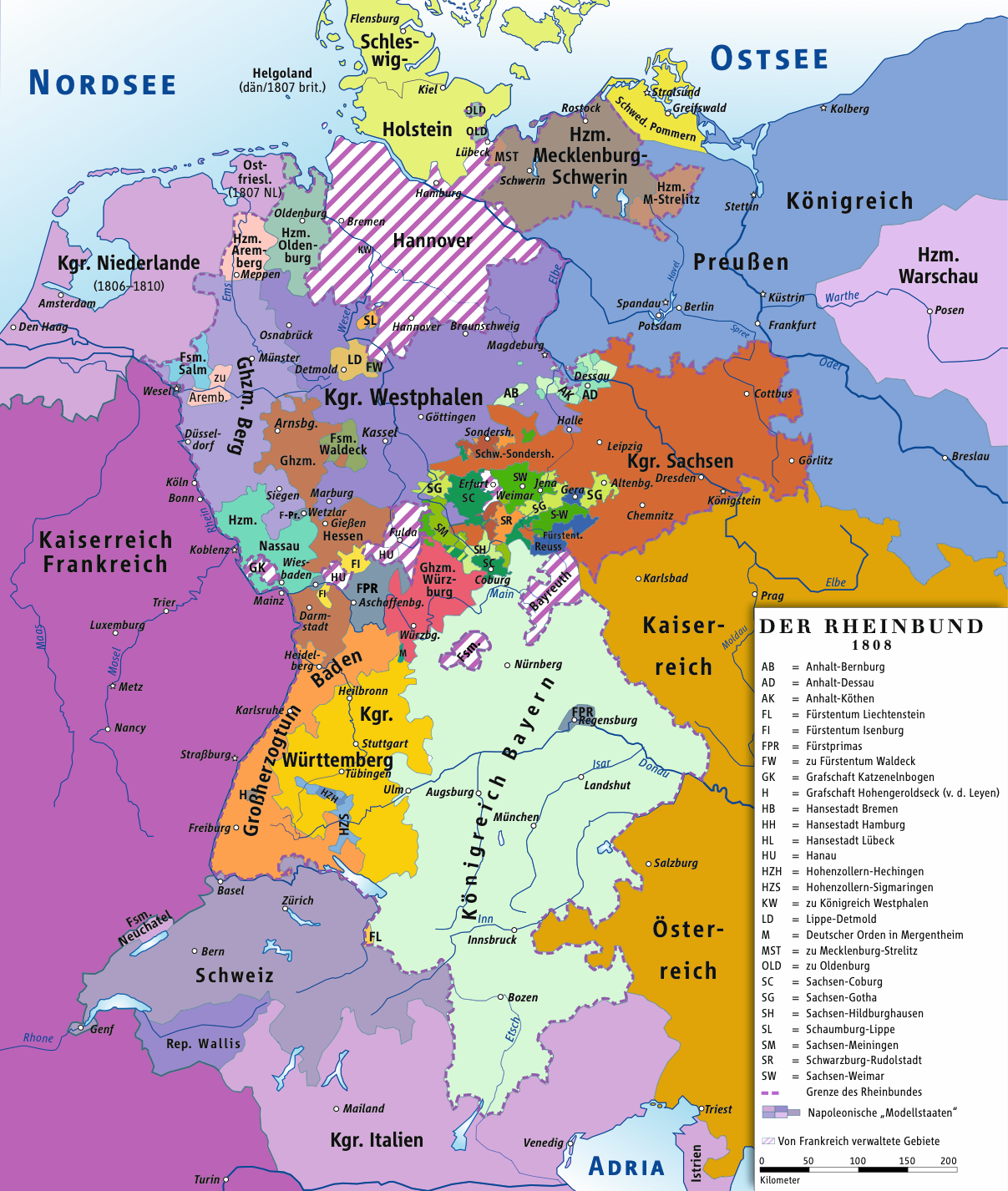
Deutschland zur Zeit des Rheinbunds, 1808

### Modellstaaten
Napoleon, seit 1804 selbsternannter Kaiser von Frankreich, schuf 1807 in Westdeutschland das Königreich Westphalen, das Großherzogtum Berg und 1810 das Großherzogtum Frankfurt. Die ersten beiden sollten als Modellstaaten den Deutschen eine liberale Regierung nahebringen und sie damit dem angeblichen Willkürregiment Preußens entfremden; Frankfurt war den beiden Vorbildern Westphalen und Berg sehr ähnlich. Die Einführung des französischen Code civil war ein echter Fortschritt, ansonsten verhüllten die Verfassungen nur dürftig die Alleinherrschaft des Königs beziehungsweise Großherzogs. Auf diese Weise konnte die Sympathie der Bevölkerung nicht gewonnen werden. Die Ständeversammlungen wurden nur ein- beziehungsweise zweimal einberufen und hatten allein schon deshalb keine Vorbildfunktion. Im kaiserlichen Scheinkonstitutionalismus in Napoleons Frankreich selbst hatte das Corps législatif wenigstens eine nachgeordnete Funktion.
Die alten sozialen Verhältnisse, geprägt von Feudalstruktur und Kirche, blieben bestehen. Trotz der bürgerlichen Gleichheit und Freiheit im Rechtswesen setzte sich in diesem napoleonischen Scheinkonstitutionalismus ein „System aristokratisch-bürokratischer Oligarchie“ (Huber) durch.
Westphalen bestand nach französischem Vorbild aus Departements, deren Collegien die Mitglieder der Reichsstände wählten. Diese Ständeversammlung durfte letztlich nur beratend an der Gesetzgebung mitwirken, die ansonsten allein Sache des Königs war. Der König war wiederum ein Bruder Napoleons. Schon 1810 regierte der König nur noch mit Verordnungen, doch für die Zeit davor lässt sich durchaus sagen, die westphälischen Reichsstände seien in Deutschland die erste repräsentative Versammlung ohne ständische Grundlage gewesen.
Die Departements-Collegien in Westphalen wurden vom König ernannt. Zu vier Sechsteln sollten die Mitglieder zu den Höchstbesteuerten des Departements gehören, zu einem weiteren Sechstel aus reichen Kaufleuten und Fabrikanten und zu einem letzten Sechstel aus besonders ausgezeichneten Künstlern und Gelehrten und verdienten Bürgern. Die Verfassung bestimmte ebenso die soziale Herkunft derjenigen, die von den Departements-Collegien gewählt werden durften. Von den hundert Deputierten, also den Mitgliedern der Ständeversammlung, mussten siebzig Grundeigentümer sein; fünfzehn Kaufleute oder Fabrikanten; die übrigen aus der Klasse derjenigen, die sich um den Staat verdient gemacht hatten. Ferner sollte bei der Wahl auch die regionale Herkunft der Deputierten berücksichtigt werden.
Bei den Ständewahlen von 1808 zeigte sich in Westphalen dann, dass die Hälfte der Gewählten dem grundbesitzenden Adel angehörte. Ansonsten waren es Vertreter der reichen Oberschicht, die Gelehrten waren außer Professoren oftmals Staatsbeamte. Die Ständeversammlung repräsentierte also kaum die Bevölkerung, sondern war eine Notabelnversammlung. Ein echtes Wahlrecht gab es in Westphalen damit nicht.
Die westphälischen Wahlmänner wählten geheim per Stimmzettel und in der Regel einander. Nach einer Sitzungsperiode 1808 kam es nur noch zu einer weiteren, vom Januar bis März 1810. Laut Grundsatzrede des Abgeordneten Wachler sollte es gar keine Beratungen der Gesetze geben, außerdem legte man den laufenden Staatshaushalt den Ständen erst jetzt vor. Als damals Teile von Hannover dem Königreich Westphalen zugeschlagen wurden, verteilte man die neuen Departements auf die hundert Ständemitglieder um. Der Historiker Helmut Stubbe da Luz nannte die Stände „eine politische Sandkiste“.
Die napoleonische Verfassung von Frankfurt war der westphälischen ähnlich. Das neu errichtete Großherzogtum Frankfurt umfasste außer der alten Reichsstadt noch einige östlichere Gebiete mit Aschaffenburg und Fulda. Aschaffenburg war die Residenzstadt. Die dortige Ständeversammlung bestand aus zwölf Großgrundbesitzern, vier reichen Kaufleuten oder Fabrikanten und vier Gelehrten. Sie wurden alle drei Jahre zu einem Drittel neu gewählt. Wie in Westphalen waren die Wähler die Departements-Collegien, die wiederum vom Großherzog eingesetzt wurden. Ebenso gab es in Frankfurt Regeln über die soziale Zusammensetzung der Departements-Collegien.
Im Großherzogtum Berg gab es gar keine geschriebene Verfassung. Ein Kollegium vom 15. März 1812 sollte 85 Mitglieder haben, die von den Kantonsversammlungen der Notabeln zu wählen waren, zehn sollte der Großherzog bestimmen. Aus 7.500 Höchstbesteuerten bestimmte man von oben her 2.860 Notabeln. Diese sollten dann aus einer Liste von 600 höchstbesteuerten Kandidaten wählen. Die Kantonsversammlungen hätten wie im Kaiserreich Frankreich sich nicht beraten, sondern nur gewählt. Eine Liste von 550 Kandidaten wurde Kaiser Napoleon in Paris vorgelegt, die er noch hätte auffüllen können. Erst Anfang 1813, nach dem Russlandfeldzug, kam er dazu, die Liste zu genehmigen. Die Beratende Versammlung Bergs kam gar nicht mehr zusammen, und im Oktober 1813 endete das Großherzogtum bereits.

### Süddeutsche Reformstaaten

Baden bis 1801 in orange. Erst in der napoleonischen Zeit wurde aus der kleinen Markgrafschaft ein mittelgroßer Staat.

Bayern, Württemberg und Baden gelang es in der napoleonischen Zeit, ihr jeweiliges Staatsgebiet erheblich zu vergrößern und eine Rangerhöhung für ihre Fürsten zu erlangen, so wurde aus den erstgenannten Königreiche und aus Baden ein Großherzogtum. Die Herrscher setzten teilweise antiständische Reformen durch, die dem Absolutismus in jenen Ländern erst richtig zum Durchbruch verhalfen. Dies alles hatte auch nach 1815 Bestand. Gewählt wurden die Mitglieder der Ständeversammlungen kaum, sondern normalerweise von den Städten, Universitäten oder kirchlichen Kapiteln ernannt. Die Ritter kamen persönlich zu den Landtagen.
Im spätabsolutistischen Württemberg gab es keine Wahlrechtsfragen, wohl aber in Bayern und Baden. Das Königreich Bayern hatte seit 1808 eine Verfassung, laut der in den einzelnen Kreisen eine allgemeine Versammlung von Wahlmännern zusammentreten solle. Die Wahlmänner suchte der König aus, und zwar aus den vierhundert Grundbesitzern, Kaufleuten oder Fabrikanten, die im Kreis am meisten Grundsteuer zahlten. Die Ernennung der Wahlmänner galt auf Lebenszeit, so dass man anzweifeln kann, ob es sich überhaupt um einen Wahlakt handelte. Die Wahlmänner wählten dann sieben Abgeordnete in die National-Repräsentation, und zwar aus der Gruppe der 200 Höchstbesteuerten. Das Ziel dieser Regelungen war es, eine neue Elite an die Stelle des Adels zu setzen.
Im Großherzogtum Baden kam es nicht zu einer Ständeversammlung. Einem Entwurf von 1808 zufolge sollte der Landrat 24 Mitglieder haben. Sie waren nach Berufsgruppen zu bestimmen. Drei hätten aus der Klasse der „landtafelmäßigen“ Gutsbesitzer zu stammen, wobei alle wahlberechtigt waren. Neun sollten aus der Landwirtschaft kommen, wählen durften aber nur die Ortsvorsteher. Neun hätten Handel und Gewerbe zu entstammen, gewählt von den Städten, und drei von den Wissenschaften, gewählt von den „Gelehrten“. Die Wahlen sollten jeweils nur in einem Bezirk stattfinden.
Für die zu Wählenden in Baden galt:
- Sie mussten der Klasse entstammen, die sie wählte;
- mussten in der jeweiligen Provinz seit mindestens sechs Jahren leben;
- mussten mindestens 40 Jahre alt sein;
- durften nicht in ausländischen Diensten stehen;
- durften nicht in einer Zentralbehörde Badens arbeiten;
- mussten unbescholten sein.

Die Vertreter der Landschaft mussten eigenen Boden haben, die Gewerbevertreter eigenes Gewerbe. Der Entwurf für Baden war also ständischer geprägt als die bayerische Verfassung.

### Preußen

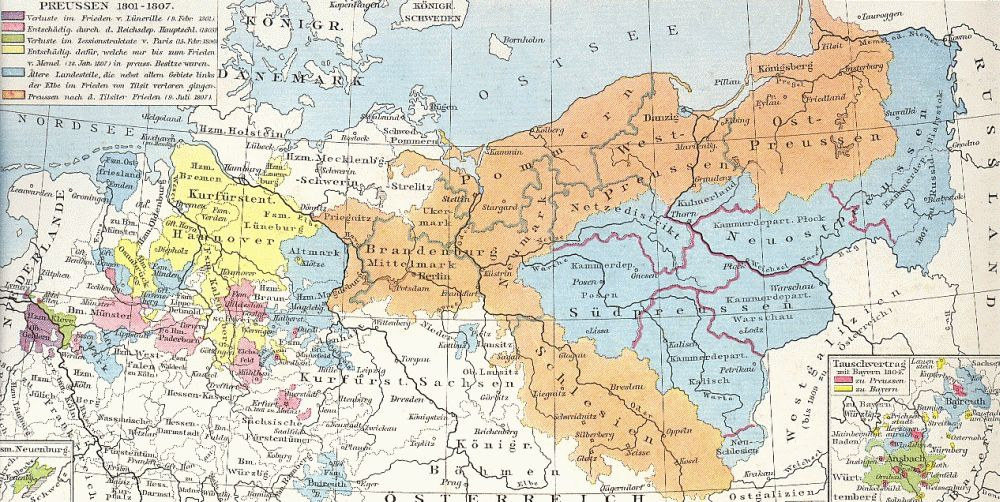
In hellbraun die Gebiete, die Preußen 1807 behalten durfte.

In Preußen wurden durch die Niederlage gegen Napoleon 1806/1807 innenpolitische Reformen angestoßen. Zu einer modernen Verfassung und einer Repräsentativversammlung kam es allerdings nicht, trotz Versprechen des Königs. Eine vom König ernannte Notabelnversammlung vom Februar 1811 wurde im September wieder aufgelöst, nachdem die 64 Mitglieder sich zerstritten hatten.
Eine interimistische Nationalrepräsentation von 1812–1815 mit 42 Mitgliedern wurde tatsächlich von verschiedenen Gruppen und Gremien zusammengestellt:
- 18 von den adligen Grundbesitzern über die altständischen Kreistage
- 12, später 14 von den Stadtverordnetenversammlungen
- 9 von den nichtadligen Grundbesitzern, die mindestens eine Hufe Land besaßen

Die Versammlung hatte keinen nennenswerten Einfluss, forderte aber am 10. April selbst die Verabschiedung einer Verfassung und eine letztendliche Repräsentation. In seinem Verfassungsversprechen vom Mai 1815 kündigte der König einen beratenden Landtag für die gesamte Gesetzgebung an, der von den Provinzialständen zu wählen sei. In so einer indirekt gewählten Nationalrepräsentation wären die Besitz- und Bildungsbürger in den beteiligten Ständen wahlberechtigt gewesen. Nach der Auflösung der interimistischen Nationalrepräsentation im Juli 1815 blieb die Verfassungsentwicklung allerdings stehen.
Durch die Städteordnung von 1808 kam es jedoch zu Wahlen auf kommunaler Ebene. Wählen durften männliche Inhaber des Bürgerrechts, die in der jeweiligen Stadt als Hauseigentümer ansässig waren oder ein bestimmtes Steueraufkommen vorweisen konnten (je nach Größe der Stadt 150–200 Taler Jahreseinkommen). Sie wählten direkt, pro Bezirk, die Stadtverordnetenversammlung. Diese wiederum wählte den Magistrat, die Stadtregierung. In Berlin durften sieben Prozent der Stadtbevölkerung wählen, das war ein Drittel der männlichen Erwachsenen. Die Abgeordneten waren Repräsentanten der ganzen Gemeinde, nicht mehr nur eines Standes.
Laut einem Organisationsplan des Freiherrn vom Stein, vom 23. November 1807, sollten die Provinzialstände gewählt werden. Wahlrecht hätten alle Grundeigentümer gehabt und damit die adligen Grundeigentümer sowie Bürger und Bauern. Stein zufolge hätten nur selbständige Eigentümer die Reife für eine Mitbestimmung in öffentlichen Angelegenheiten gehabt. Im Gesetz über die Provinzialstände von 1825 wurde dann dem bürgerlichen Grundbesitz ein Drittel der Sitze in den Provinzialständen zugewiesen, dem adligen und bäuerlichen insgesamt zwei Drittel. Die Provinzialstände hatte aber nur eine beratende Funktion für Angelegenheiten des preußischen Gesamtstaates, beschließen durfte sie nur provinziale Angelegenheiten.

## Süddeutsche Einzelstaaten 1815–1918
In Süddeutschland setzte sich 1818/1820 das Zweikammersystem durch und lieferte damit ein Beispiel für viele weitere deutsche Staaten bis 1918. Das Parlament bestand jeweils aus einer Ersten Kammer, die großteils ernannte Mitglieder hatte, und einer Zweiten Kammer, deren Mitglieder großteils gewählt wurden. Dieses System bewahrte die alten sozialen Unterschiede. So konnten beispielsweise Adlige, die in der Rheinbundzeit mediatisiert wurden, in den jeweils neuen Staat integriert werden, indem sie einen Sitz in der Ersten Kammer erhielten. Das Zweikammersystem sollte auch bewusst Adel und Bürgertum voneinander trennen. Beide Kammern sollten trotz der unterschiedlichen Zusammensetzung das gesamte Volk repräsentieren, wobei die Erste einen Rest der adligen Privilegien in das konstitutionelle System hinüberrettete.
Ein Gesetz konnte in allen vier Staaten nur vom Fürsten bzw. seiner Regierung vorgeschlagen werden und nur beschlossen werden, wenn beide Kammern zustimmten. Einberufen wurden die Kammern vom jeweiligen Fürsten; das Mandat der gewählten Abgeordneten war frei und dauerte sechs (in Baden: acht) Jahre. Die Auflösung erfolgte ebenfalls durch den Fürsten, nicht durch die Abgeordneten selbst. Wählen durften Männer, die mindestens 25 Jahre alt waren; gewählt werden konnten vermögende Männer ab 30 Jahren.

### Bayern
In Bayern hieß die Erste Kammer „Kammer der Reichs-Räte“. Ihre Mitglieder waren die königlichen Prinzen, die Kronbeamten, die beiden Erzbischöfe, ein weiterer (katholischer) Bischof, der Präsident des protestantischen Generalkonsistoriums, Häupter mediatisierter Familien, und schließlich vom König berufene (auf Lebenszeit oder erblich) Personen.
Die Mitglieder der Zweiten Kammer wurden von den einzelnen Ständen in Klassen gewählt. Ein Achtel der Abgeordneten: adlige Grundbesitzer mit gutsherrlicher Gerichtsbarkeit, ein weiteres Achtel der Abgeordneten: katholische und protestantische Geistliche, ein Viertel der Abgeordneten: Vertreter der Städte und Märkte, die Hälfte der Abgeordneten: die übrigen Grundbesitzer, unabhängig davon, ob sie adelig waren oder nicht, und schließlich je ein Vertreter der drei Universitäten. Das Wahlverfahren in den einzelnen Klassen war unterschiedlich, so war die Wahl in der ersten Klasse und den Universitäten direkt, in den anderen Klassen zum Teil mehrfach indirekt. Auch die Anforderungen, um zu wählen und gewählt zu werden, waren in jeder Klasse verschieden, bei den Grundbesitzern mit Gerichtsbarkeit und den Geistlichen reichte die Zugehörigkeit zur entsprechenden Klasse, bei der Klasse der Universitäten eine ordentliche Professur. Nur in den Klassen der Städte und der übrigen Grundbesitzer wurde ein Zensus gefordert. Dieser schränkte die Zahl der passiv Wahlfähigen vor allem in der letzten Klasse stark ein. Bei der Wahl im Jahr 1818 gab es bei 673164 Familien in dieser Klasse nur 6689 passiv Wahlfähige, in einigen Landgerichtsbezirken fand sich kein einziger.
In der Märzrevolution kam es zu einem neuen Wahlgesetz am 4. Juni 1848. Wählen durfte, wer überhaupt Steuern zahlte, die Wahl sollte gleich und indirekt sein.
Nach der Revolution versuchte der hochkonservative Innenminister Graf Reigersberg erfolglos 1854, das alte Wahlsystem von 1818 wieder zur Geltung zu bringen, und die Regierung wagte es nicht, es nach preußischem Vorbild zu oktroyieren. 1858/1859 überlegte die Regierung wegen der Konflikte mit den Kammern dies erneut, fürchtete aber Ansehensverlust in Deutschland und trat zurück.
Mit Änderungen des Wahlgesetz von 1848 wurde 1881 die geheime Wahl eingeführt.
In Bayern waren Nichtsteuerpflichtige vom Wählen ausgeschlossen, was neben der Wahlkreiseinteilung den Liberalen zugutekam. Neben den Sozialdemokraten drängten auch das Zentrum und der Bauernbund auf eine Reform. Sie wollten eine Verhältniswahl mit allgemeinem und direkten Wahlrecht. Nach einem Versuch 1903 kam es nach den Wahlen von 1905 zu einer Reform. Laut Wahlgesetz vom 9. April 1906 war die Wahl weiterhin eine Zensuswahl. Statt seit 6 Monaten musste man nun sogar ein Jahr eine direkte Steuer entrichten, um wählen zu dürfen. Die Wahl war jedoch fortan direkt. Als einer der wenigen deutschen Bundesstaaten führte Bayern die relative Mehrheitswahl ein. Allerdings galt der Sieg eines Kandidaten nur, wenn er mindestens ein Drittel der abgegebenen Stimmen erhalten hatte. Von den 163 Abgeordneten wurden 103 in Einerwahlkreisen und 60 in 30 Zweierwahlkreisen gewählt. Die Zahl der Einwohner je Abgeordneter war – im Gegensatz zur Wahlkreiseinteilung für Reichstagswahlen – in den einzelnen Wahlkreisen annähernd gleich.

### Württemberg

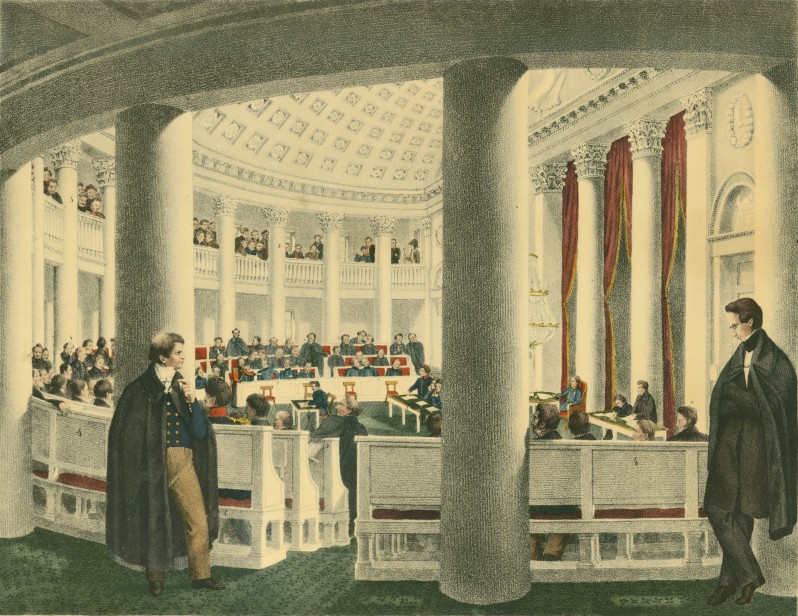
Der Halbmondsaal der Zweiten Kammer der Württembergischen Landstände in Stuttgart, 1833

In Württemberg befanden sich in der Ersten Kammer ebenfalls vor allem die Königssöhne, bestimmte Familienhäupter und vom König ernannte Mitglieder; die Vertreter der Kirche saßen allerdings in der Zweiten Kammer. In der Zweiten Kammer saßen 13 Mitglieder des ritterschaftlichen Adels, die sechs protestantischen Generalsuperintendenten, drei hohe katholische Geistliche, der Kanzler der Universität, je ein Abgeordneter der sieben bedeutendsten Städte sowie je ein Abgeordneter der 64 Oberämter (eine lokale Verwaltungseinheit). Wählen durften die Männer im Wahlalter, die direkte Steuern zahlen, wobei es damals in Württemberg als solche nur die Grundsteuer gab. Etwa 17,4 Prozent der Einwohner waren im Jahr 1844 Urwähler.
Eine neugewählte Ständeversammlung beschloss am 1. Juli 1849 ein neues Wahlgesetz. Demnach sollten die beiden Kammern durch eine einzige ersetzt werden, die die Verfassung revidierte. Doch die konservative Wende setzte bereits ein: Der König entließ im Oktober die liberale Regierung und löste die Landesversammlung vom 1. Dezember 1849 bald wieder auf. Die neue vom März 1850 allerdings hatte ebenfalls eine radikaldemokratische Mehrheit und ging davon aus, dass die Frankfurter Reichsverfassung dem Deutschen Bund ein Ende bereitet habe; die Mehrheit lehnte daher die Außenpolitik Württembergs ab, die gemeinsam mit Österreich die preußische Unionspolitik hintertrieb. Der Konflikt blieb auch nach Wahl einer dritten Landesversammlung, sodass der König eine Neuwahl nach dem alten Wahlsystem anordnete. Mit diesem Staatsstreich hatte er Erfolg, denn die Demokraten nahmen an den Neuwahlen 1851 teil. Eine liberal-konservative Mehrheit unterstützte dann letztlich die Reaktionspolitik des Königs.
Zwar gab es in den 1880er-Jahren eine Mehrheit in der Zweiten Kammer für eine Verfassungsreform. Die „Privilegierten“, die Vertreter der Ritterschaften, Kirchen und der Universität, sollten bei Einführung der allgemeinen und gleichen Wahl die Kammer verlassen. Die Regierung verlangte aber für den Fall ein konservatives Element wie ein teilweises Zensuswahlrecht. Eine Wahlniederlage der Regierungsparteien 1895 führte zu einem Reformvorschlag der Regierung, der vom Zentrum 1898 wegen Meinungsverschiedenheiten um ein anderes Thema verworfen wurde. Ein weiterer Anlauf führte am 16. Juli 1906 zum Ziel, nachdem auch zwei der Privilegierten einem Regierungsentwurf zugestimmt hatten und damit eine Zwei-Drittel-Mehrheit ermöglicht hatten. Die Privilegierten gingen von der Zweiten in die Erste Kammer über. Die Abgeordneten der Zweiten Kammer wurden nach allgemeinem und gleichem Wahlrecht bestimmt. Die 63 Abgeordneten der Bezirke und einiger größerer Städte wurden nach Mehrheitswahl gewählt, die sechs Abgeordneten für Stuttgart sowie 17 Abgeordnete in zwei Landeswahlkreisen nach Verhältniswahl.

### Baden

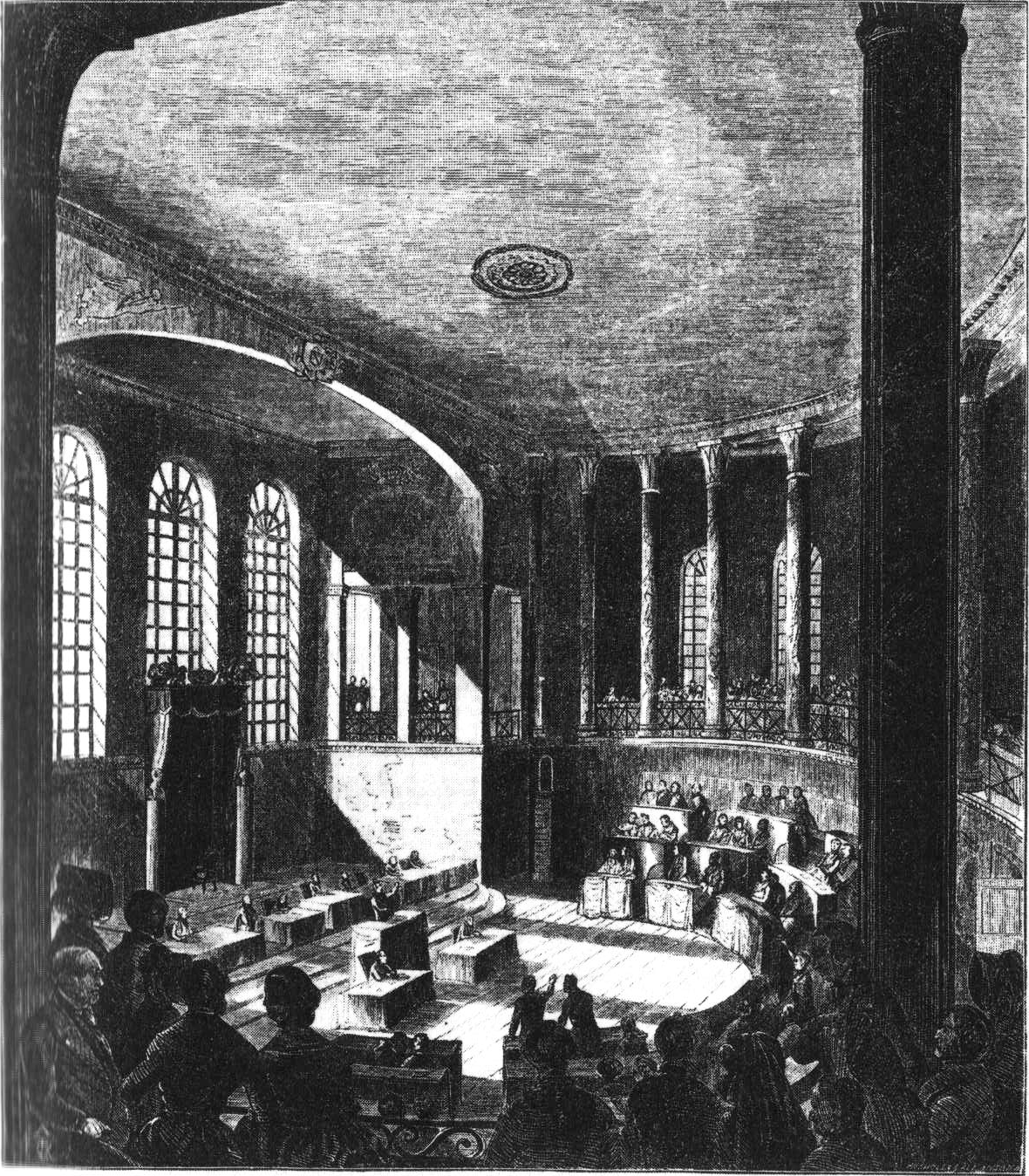
Sitzung der Zweiten Kammer der Badischen Ständeversammlung, 1845

Die Erste Kammer vereinte in Baden die Prinzen, die Häupter der standesherrlichen Familien, den Erzbischof von Freiburg, einen protestantischen Prälaten (vom Großherzog auf Lebenszeit ernannt), acht Vertreter des grundherrlichen Adels, zwei Abgeordnete der Universitäten Freiburg und Heidelberg, sowie weitere vom Großherzog berufene Personen. In Baden war also nicht nur der hohe, sondern auch der niedere Grundadel in der Ersten Kammer vertreten. Dort gab es nur gewählte Vertreter der Städte und Landgemeinden, im Gegensatz zu den anderen süddeutschen Zweiten Kammern. Das zeigt den besonders fortschrittlichen, liberalen Charakter Badens. Wählen durfte, wer angesessener Bürger war (also Grundeigentum hatte) oder ein öffentliches Amt innehatte, womit also auch die einflussreiche Schicht der öffentlichen Beamten wählen durfte. Bei der Kammerwahl 1845 waren 16,8 Prozent der Bevölkerung Urwähler.
Nach der Märzrevolution beendete der letzte Landtag de facto seine Tätigkeit am 14. Mai 1849, und Großherzog Leopold erklärte ihn für geschlossen. Die ausgeschiedenen Radikaldemokraten wurden durch Ersatzwahlen ersetzt, und nach dem 6. März 1850 hatte der Landtag eine liberal-konservative Mehrheit.
Seit 1869 war das Wahlrecht in Baden allgemein und gleich, während zuvor nur wahlberechtigt war, wer im Wahldistrikt das Bürgerrecht hatte oder ein öffentliches Amt bekleidete. In der Wahlrechtsdebatte ging es um die Einführung der direkten Wahl, die 1904 erfolgte. Seit dem Wahlgesetz vom 24. August 1914 hatte die Zweite Kammer 73 Abgeordnete, allgemein, direkt, gleich und geheim zu wählen. Ein Wähler musste über 25 sein und seit mindestens zwei Jahre die badische Staatsangehörigkeit besitzen, dazu in Baden wohnen. Wer vor der Wahl mindestens ein Jahr lang am selben Wohnsitz in Baden gewohnt hat, durfte auch nach nur einem Jahr Staatsangehörigkeit wählen. Sieger im Wahlkreis war, wer im ersten Wahlgang die absolute Mehrheit erringen konnte, sonst genügte im zweiten die relative. Am zweiten Wahlgang durfte nur teilnehmen, wer im ersten Wahlgang Platz eins, Platz zwei oder mindestens ein Zehntel der Stimmen erhalten hatte. Weiterhin gab es eine Erste Kammer mit Mitgliedern qua Geburt oder Amt sowie wegen Grundbesitzes Gewählte.

### Großherzogtum Hessen (Hessen-Darmstadt)
Das Großherzogtum Hessen hatte laut seiner Verfassung von 1820 eine Erste Kammer mit Vertretern des hohen Adels, der Kirchen und der Universitäten. Der niedere Adel befand sich in der Zweiten Kammer. Von den Abgeordneten der Zweiten Kammer wurden 34 aus dem Land und zehn aus den größeren Städten gewählt, sechs aus dem grundbesitzenden Adel. Es galt ein Zensuswahlrecht, bei dem das Wahlrecht von der Steuerlast abhing.
Die hessischen Kammern hatten ein streng auf die Gleichheit achtendes Wahlgesetz beschlossen, doch das liberale Ministerium ließ es erst im September 1849 verkünden. Die im Dezember neu gewählten Kammern wurden schon im Januar 1850 vom Großherzog aufgelöst, da die Liberalen zwar die Erste Kammer, die Radikaldemokraten hingegen die Zweite dominierten.
Im Konflikt um die Unionspolitik entließ der Großherzog das liberale Ministerium, und als die im Juni 1850 neu gewählte Kammer die Steuerfeststellung verweigerte, löste der Großherzog die Kammer wieder auf. Durch Notverordnungen verbot er politische Vereine, hob die Pressefreiheit auf und oktroyierte ein indirektes Zensuswahlrecht. Die neuen Kammern (seit 1851) folgten der Regierung.
1856, 1872, 1875 und 1885 kam es zu kleineren Wahlrechtsänderungen, aber dauerhaft durfte nur wählen, wer eine direkte Staatssteuer zahlte. Das System bescherte den Nationalliberalen große Mehrheiten. Nach Verlusten der Nationalliberalen und einem Reformversuch von 1903 kamen am 3. Juni 1911 drei Gesetze zustanden, die die Wahl zur Zweiten Kammer geheim und direkt machten. Der Zensus blieb, und zusätzlich erhielten Wähler über fünfzig Jahre eine zweite Stimme. Sieger war der Kandidat mit einer absoluten Mehrheit im Wahlkreis, eventuell nach einer Stichwahl. Zur Wahlberechtigung musste man im vorherigen Rechnungsjahr eine direkte Gemeinde- oder Staatssteuer entrichtet haben, mit Ausnahmen beispielsweise für Militärbeamte und Invalide.

## Nord- und mitteldeutsche Einzelstaaten 1815–1918
In Nord- und Mitteldeutschland dauerte es häufig bis nach der französischen Julirevolution von 1830, bis ein Bundesstaat eine Repräsentativverfassung erhielt. Sie lieferte einen Vorgeschmack der Märzrevolution 1848/49, in deren Folge fast alle übrigen Staaten diesen Schritt vornahmen. Einzig die beiden mecklenburgischen Herzogtümer hatten noch 1918 nur eine altständische Verfassung.

### Hannover bis 1866

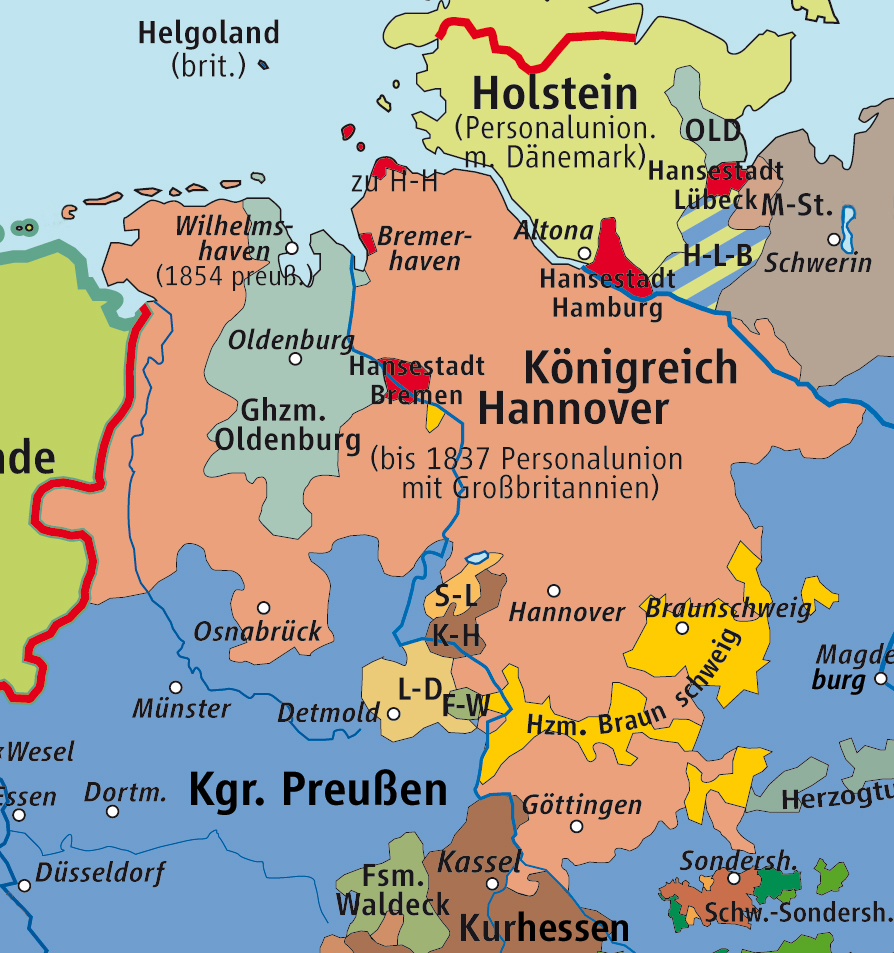
Königreich Hannover vor der preußischen Annexion 1866. Heutzutage macht sein Grundgebiet den größten Teil des Bundeslandes Niedersachsen aus.

Im Königreich Hannover waren die Verfassungen von 1833 und 1840 Repräsentativverfassungen. Das Staatsgrundgesetz von 1833 sprach von Zwei Kammern. Die Erste vertrat weiterhin den Adel, die Zweite hatte als Mitglieder zehn Prälaten, 37 städtische und 38 bäuerliche Abgeordnete. Wahlrecht hatten in der Stadt die selbständigen Bürger, auf dem Land die selbständigen Bauern. Der Landtag bestimmte über Gesetze, Steuern und Haushalt, bei einschränkenden Vorrechten des Königs.
Doch die Zeit des konstitutionellen Systems währte nur kurz. 1837 erklärte der neue König, Ernst August, er sei nicht an die Verfassung gebunden, da er seinerzeit nicht um Zustimmung gefragt worden sei. Diese Verfassung schränke aber die Rechte des Königs ein; Ernst August argumentierte letztlich damit, dass sein königliches Erbe dadurch gemindert würde. Nach heftigen Protesten innerhalb und außerhalb Hannovers vereinbarten König und Landtag 1840 eine neue Verfassung, die zwar das monarchische Prinzip stärker hervorhob, aber letztlich den konstitutionellen Zustand nicht so aushöhlte, dass sich die drei Jahre schweren Streits gelohnt hätten.
Die Erste Kammer hatte der Verfassung von 1840 zufolge sechzig Mitglieder (im Jahre 1848), von denen die meisten zu den gewählten ritterschaftlichen Abgeordneten gehörten. Die Zweite Kammer umfasste ständische Abgeordnete, die vom König, den Kirchen bzw. der Universität ernannt wurden oder von den Provinziallandschaften gewählt. 37 Abgeordnete wurden von den Städten und Flecken und 39 von den ländlichen Grundbesitzern gewählt, die die historischen Landschaften repräsentierten. Gerade letztere Abgeordnete vertraten höchst unterschiedliche Bevölkerungsmengen, der eine 8697, der andere 57.452 Einwohner. Wahlberechtigt für die Zweite Kammer war in der Regel, wer nach den Bestimmungen an seinem Heimatort dort auch für die Gemeinde wählen durfte. Dies waren normalerweise nur Haus- und Grundbesitzer. Die Wahlen waren indirekt. Für das passive Wahlrecht war eine bestimmte Steuerleistung erforderlich, ein Mindestalter von 25 Jahren sowie die christliche Konfession.
Manfred Botzenhart:

„Wenn man bedenkt, daß neben der so gebildeten allgemeinen Ständeversammlung auch noch die Provinziallandschaften der einzelnen Gebiete des Königreiches weiterbestanden, so darf wohl behauptet werden, daß kein anderer deutscher Staat in den Einrichtungen der Volksrepräsentation so viel historisch Gewachsenes, lokal Eigentümliches und dem Geist der Zeit Widersprechendes im Rahmen einer noch nach der Juli-Revolution erlassenen Verfassung bewahrt hat, während sich vor allem in den süddeutschen Staaten nach den Wirren der napoleonischen Zeit in besonderem Maß das Bedürfnis zur Geltung gebracht hatte, alte und neue Besitzungen durch eine die Staatseinheit eigentlich erst begründende, dabei aber nivellierende und antihistorische Verfassung zu einem neuen Ganzen zu verschmelzen.“

In der Märzrevolution 1848 forderten Ende März sogenannte „Kondeputierten“ eine Reform der Ständeversammlung. Ähnlich wie beim Vorparlament auf Bundesebene handelte es sich um Vertreter aus Gemeindeversammlungen oder Volksversammlungen ohne eigentliche rechtliche Legitimation. Sie traten im April wieder auf, nachdem ein Ausschuss beider Ständekammern und die Regierungsvorschläge unter anderem keinen Vorschlag zur Revision der Ersten Kammer gemacht hatte. Sie wollten das Wahlrecht des Vorparlaments durchgesetzt sehen, mit dem Kriterium der Selbständigkeit anhand der Zahlung einer direkten Steuer. Bei der Forderung, dass auf 15.000 Einwohner ein Abgeordneter kommen solle, protestierten die bislang bevorrechteten kleineren Orte, so dass man schließlich bat, ihnen ihre bisherige Zahl an Abgeordneten zu lassen. Die Erste Kammer sei abzuschaffen. Regierung und Ständeversammlung nahmen die Forderungen recht kühl auf.
Die Verfassungskommission der Ständeversammlung stritt um die Zusammensetzung der Ersten Kammer; vor allem um die erblichen Virilstimmen und die Zahl der Gewählten. Letztere sollte erhöht und das Wahlrecht auf insgesamt 5000 Wähler ausgeweitet werden. Einer grundlegenden Reform der Zweiten Kammer standen die Eigeninteressen der bisherigen Abgeordneten entgegen, die keine Wahlkreise mit gleicher Einwohnerzahl wollten. Jedoch sollte das Wahlrecht künftig für alle Männer über 25 Jahre gelten, die unbeschloten waren, eine direkte Landessteuer entrichteten, nicht unter Kuratel oder väterlicher Gewalt standen. Der Zensus war minimal, doch waren etwa zehn Prozent der volljährigen Männer ausgeschlossen, die in Hannover die Frankfurter Nationalversammlung hatten mitwählen dürfen. Die Erste Kammer lehnte die Vorschläge eines Details ab, gab aber auf, unter anderem, nachdem die Zweite Kammer im Juni mit der Einberufung einer verfassungsgebenden Versammlung für Hannover gedroht hatte.
Am 5. September 1848 wurde die Verfassung von 1840 nach diesen Maßgaben revidiert, so dass sie inhaltlich der von 1833 glich. Ein Wahlgesetz vom 26. Oktober regelte weitere Einzelheiten. Einzelnen vorliegenden Zahlen zufolge hatten zwischen 56 und 80 Prozent der volljährigen Männer das Wahlrecht.
Nach der Revolution blieb die deutsche Frage Konfliktstoff zwischen gemäßigt-liberaler Regierung und Zweiter Kammer. König Ernst August, der gegen die Einheitsbestrebungen gerichtet war, löste Anfang 1849 die Kammer auf. Die Wiederversammlung der neu gewählten geschah erst am 8. November. Ein gemeinsamer Ausschuss beider Kammern schlug 1853 eine stärkere Berücksichtigung der Ritterschaften in der Ersten Kammer vor, was die Zweite Kammer jedoch mehrheitlich ablehnte. Der König löste sie daher am 21. November 1853 auf. Ein Bundestagsbeschluss bestätigte die Auffassung der hannoverschen Regierung, dass das Verfassungsgesetz von 1848 den Rittern ihre Vertretung ungerechtfertigterweise geraubt habe. 1855 erklärte die Regierung die seinerzeitige Verfassungsänderung für aufgehoben.

### Oldenburg
Der Großherzog von Oldenburg erließ am 10. März 1848 ein Patent, mit dem er 34 Abgeordnete eines Verfassungsausschusses wählen ließ. Die Wahl solle künftig allgemein sein und die repräsentative Volksvertretung Gesetzen zustimmen müssen. Der Ausschuss folgte dem liberalen Modell von Kurhessen, und der Großherzog ordnete die Wahl des konstituierenden Landtags an. Urwähler mussten volljährige, männliche Staatsangehörige sein, die einen eigenen Haushalt hatten (also Ausschluss des Gesindes). Diese Urwähler wählten, bei sehr geringer Wahlbeteiligung, Wahlmänner. Regierung und Landtag vereinbarten das Staatsgrundgesetz vom 18. Februar 1849. Die einzige Kammer wurde nach dem allgemeinen (ohne Gesinde) und indirekten Wahlrecht gewählt.
Ab 1909 hatte der Landtag von Oldenburg 45 Abgeordnete. Die Wahlen waren allgemein und geheim, doch nicht gleich, da man mit über vierzig Jahren eine Zusatzstimme abgeben durfte. Wähler und Wahlberechtigte mussten mindestens seit drei Jahren im Großherzogtum wohnen.

### Braunschweig
Nach der Erneuerten Landschaftsordnung vom 25. April 1820 erhielten die freien Bauern im Landtag des Herzogtums Braunschweig zwanzig Abgeordnete. Nach einem erfolglosen herzoglichen Staatsstreich kam es 1832 zu einer Neuen Landschaftsordnung, die Herzog Wilhelm und die Stände gemeinsam vereinbarten. Sie war nun eine wirkliche Repräsentativverfassung. Die einzige Kammer hieß weiterhin Landschaft, wählen durfte, wer Steuern zahlen musste.
Das Wahlgesetz vom 11. September 1848 führte das allgemeine Wahlrecht für Männer ein. Ungleich wurde die Wahl dadurch, dass knapp die Hälfte der Abgeordneten den Höchstbesteuerten vorenthalten blieb. Am 6. Mai 1899 bestimmte das braunschweigische Wahlgesetz, dass 18 Abgeordnete von den Berufsständen zu wählen seien und dreißig durch allgemeine Wahlen. Für letztere galt das indirekte Dreiklassenwahlrecht. Am 20. Mai 1908 führte ein neues Gesetz die Direktwahl ein und milderte die Klassenwahl. Die Wähler der dritten Klasse (siebzig Prozent aller Wahlberechtigten) hatten eine Stimme, die der zweiten Klasse zwei (zwanzig Prozent) und die der ersten Klasse (zehn Prozent) drei. Pro Klasse in einem Bezirk wurden vier Wahlmänner bestimmt. Die Wahlmänner bestimmten dann insgesamt dreißig Abgeordnete. Hinzu kamen 18 von den Berufsständen (wie Geistlichkeit, Großgrundbesitzer, Höchstbesteuerte usw.) gewählte Abgeordnete.

### Lippe
Lippe-Detmold wählte seine 21 Landtagsmitglieder geheim und direkt nach einem Dreiklassenwahlrecht. Im Gegensatz zu Preußen wählte jede Klasse nicht ein Drittel der Wahlmänner, sondern ein Drittel der Abgeordneten.

### Schaumburg-Lippe
Schaumburg-Lippe bekam, trotz Verfassungsversprechen 1848, von seinem Fürsten erst 1868 eine Verfassung mit stark ständischen Zügen. Der Landtag hatte 15 Mitglieder, die teilweise von ritterlichen Grundbesitzern, Predigern und bestimmten Berufsvertretern gewählt wurden (zwei vom Landesherrn). Die Städte wählten drei und die Kreise sieben Abgeordnete. Grundbesitzer mussten nicht unbedingt Staatsangehörige sein.

### Kurhessen (Hessen-Kassel) bis 1866

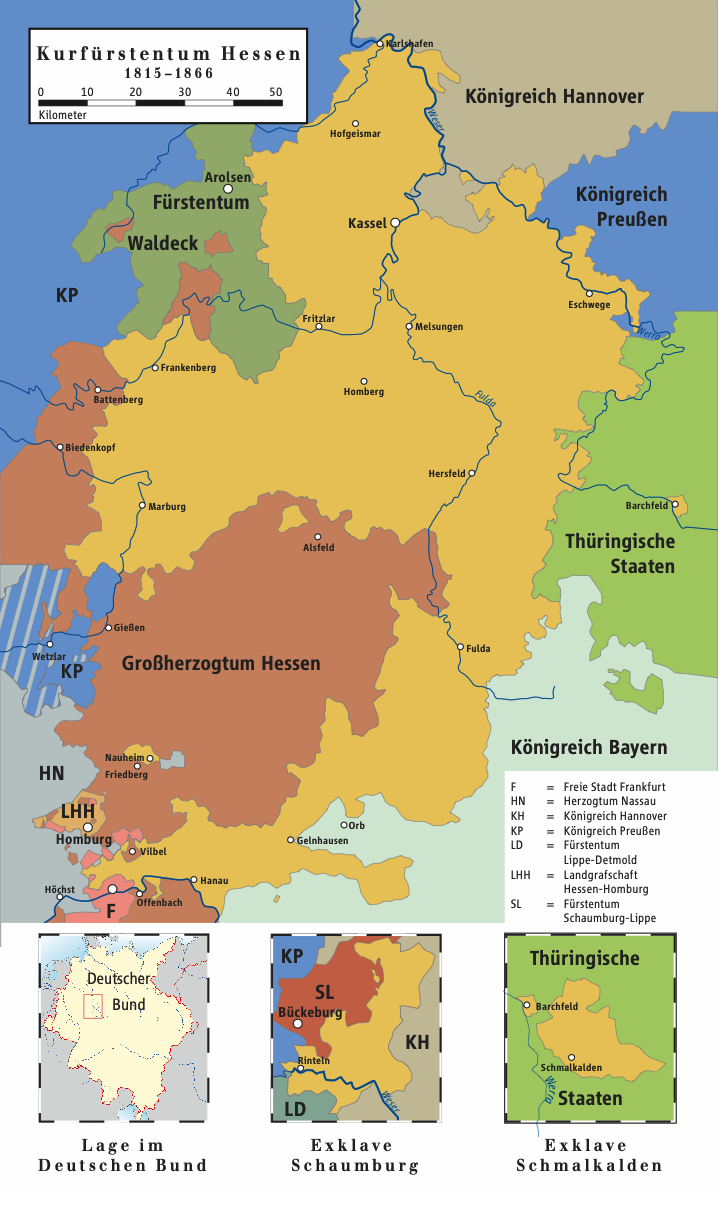
Kurfürstentum Hessen, Kurfürstentitel seit 1803, von Preußen 1866 annektiert

Das Kurfürstentum Hessen (Hessen-Kassel) war nach der Befreiung von Napoleon ohne Verfassung geblieben, trotz Versprechen des Fürsten. 1830 führte ein Aufstand zum Zusammentritt eines Landtags, der am 5. Januar 1831 zu einer vereinbarten Verfassung führte. Sie beendete die Verfassungskonflikte nicht, da sie für die damalige Zeit besonders radikal war.

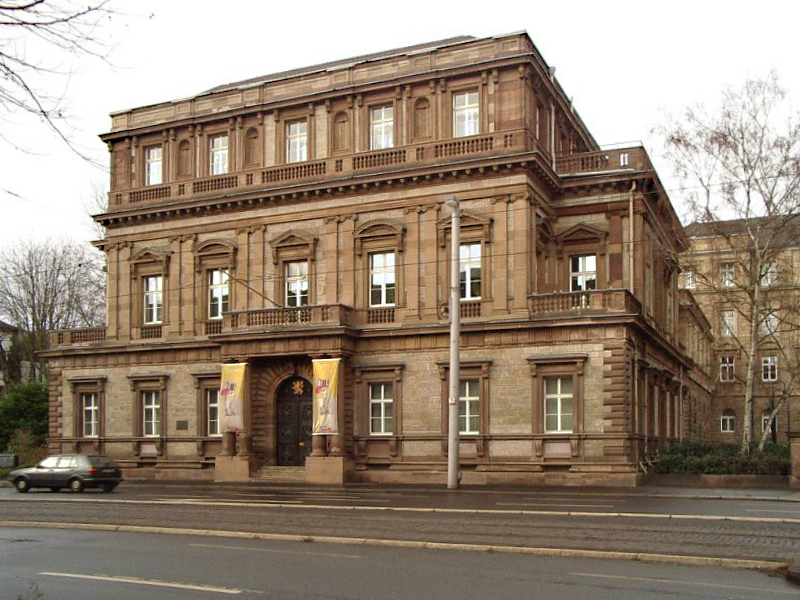
Ständehaus in Kassel

Die Ständeversammlung war die einzige Kammer, sie vereinte einerseits die Prinzen, die Häupter der mediatisierten Familien, Abgeordnete des ehemals reichsunmittelbaren Adels und der Ritterschaft. Hinzu kamen andererseits je 16 Abgeordnete der Städte und der Landbezirke, von denen je die Hälfte Besitz vorweisen musste können. Laut Wahlgesetz vom 16. Februar 1831 war die Wahl indirekt. Gesetze brauchten die Zustimmung von Ständeversammlung und Fürst, beide hatten die Gesetzesinitiative. Die Verfassung sicherte die Grundrechte der Untertanen, und die Ständeversammlung konnte Minister wegen Verfassungsverletzung vor dem obersten Gericht anklagen.
Die freiheitliche Verfassung entging der reaktionären Politik nach 1849 nicht. Die revidierte (und oktroyierte) Verfassung von 1852 führte ein Zweikammersystem mit striktem Zensuswahlrecht ein. Die Kammern hatten nicht mehr das Recht zur Gesetzesinitiative, und bei Verfassungskonflikten entschied nicht mehr das einheimische Gericht, sondern der Bundestag. Wie zu erwarten, brachte der neu gewählte Landtag vom 16. Juli 1852 eine konservative Mehrheit bei Dezimierung der Liberalen und Fortfall der Linken mit sich. Trotzdem blieb der Konflikt in Hessen erhalten.

### Nassau bis 1866
Das Herzogtum Nassau hatte seit 1818 eine Ständeversammlung. Es erhielt im Laufe der Märzrevolution ein Einkammersystem mit indirekter und allgemeiner Wahl, und eine mit jenem Landtag vereinbarte Verfassung vom 28. Dezember 1849. 1851 hob die Regierung die Verfassung auf und erließ ein neues Wahlgesetz. Die Wähler der Zweiten Kammer waren in drei Klassen unterteilt und stimmten mündlich ab. In der Ersten Kammer gab es neben den Prinzen, Besitzern der Standes- und Grundherrschaften, dem katholischen und dem evangelischen Bischof weitere Mitglieder, die von den jeweils höchstbesteuerten Grundbesitzern und Gewerbetreibenden gewählt wurden. Die Liberalen forderten die Wiederherstellung der Verfassung von 1849 und errangen trotz Landtagsauflösungen 1864 und 1865 die Mehrheit. Der neue Landtag hatte zwei Kammern. 1866 wurde Nassau von Preußen annektiert.

### Waldeck
Das Fürstentum Waldeck erhielt 1816 eine neue Verfassung statt der alten landständischen. Am 14. Juni 1848 wurde eine verfassungsgebende Versammlung einberufen, die nach einem neuen Wahlgesetz zustande gekommen war. Zu dieser Versammlung hatte auch der bis dahin verfassungslose Landesteil Pyrmont Mitglieder entsandt. Im Mai 1849 hatte Waldeck eine neue Verfassung. Die Regierung oktroyierte am 8. August 1851 ein neues Wahlgesetz. Ein Wähler musste Staatsangehöriger, über 25 Jahre alt, selbständig und unbescholten sein, das passive Wahlrecht hatte, wer mindestens seit drei Jahren Staatsangehöriger war. Die Wahl war direkt. 1856 nahm der Landtag den Regierungsvorschlag an, demzufolge das Wahlrecht ein indirektes Klassen- und Zensuswahlrecht wurde. In den kommenden Jahren kam es zum Streit über ein neues Wahlrecht; der liberale Kammer wollte statt Grundbesitz Besitz und Bildung zur Wahlbefähigung machen. Ab 1867 wurde das formell weiterhin selbständige Fürstentum von Preußen verwaltet.

### Sachsen

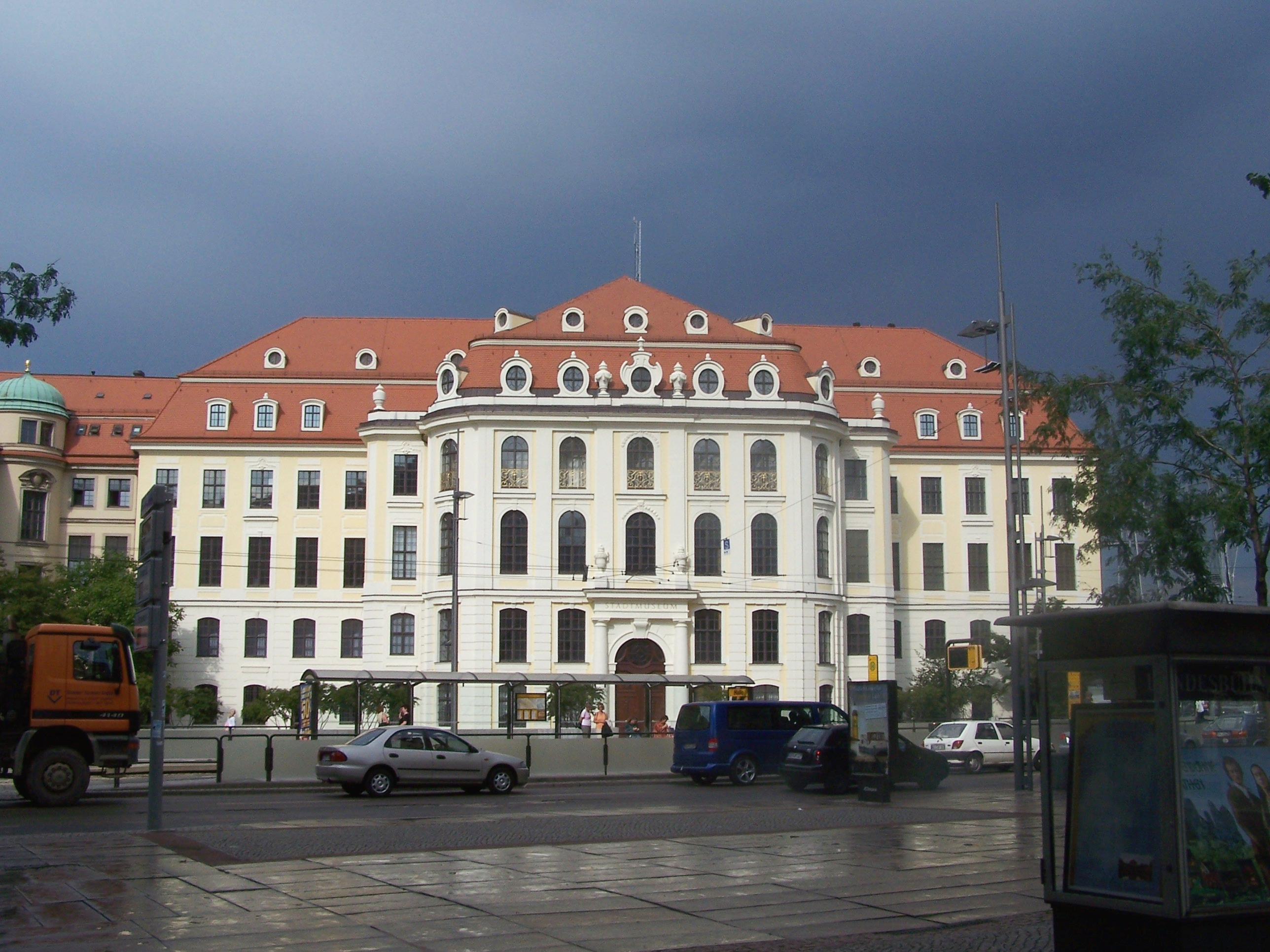
Landhaus in Dresden, bereits im 18. Jahrhundert Gebäude für die Ständeversammlung

#### Ständisches Wahlrecht
Die Verfassungsurkunde für das Königreich Sachsen vom 4. September 1831 sah eine Ständeversammlung mit zwei Kammern vor. Mitglieder der ersten Kammer waren die königlichen Prinzen, Besitzer der Standesherrschaften, gewählte und vom König ernannte Rittergutsbesitzer, vier evangelische Prälaten, und ein katholischer, ein von den Professoren der Universität Leipzig gewählter Professor, und die ersten Magistratspersonen der acht größeren Städte. Die zweite Kammer setzte sich aus Abgeordneten der Rittergutsbesitzer, Abgeordneten aus den Städten, aus den ländlichen Gebieten und aus dem Handels- und Fabrikwesen zusammen, also dem ländlichen und städtischen Besitzbürgertum Nur die Rittergutsbesitzer wählten ihren Abgeordneten direkt; alle anderen Wähler waren auf Wahlmänner beschränkt. 1833 machten die Urwähler für die Zweite Kammer etwa zehn Prozent der Bevölkerung aus.

#### Männerwahlrecht der Grundstückseigentümer
Im Frühjahr 1848 wurde Sachsen, wie fast alle Staaten des Deutschen Bundes, von Aufständen und demokratischen Bewegungen erfasst. Am 13. März 1848 trat die Regierung Könneritz zurück, weil sie einen bewaffneten Kampf und die Ausrufung einer Republik befürchtete. Die neue Regierung unter dem Vorsitz von Karl Hermann Alexander Braun legte am 22. März 1848 der zweiten Kammer den Entwurf eines Wahlgesetzes vor, der an einem Zweikammersystem festhielt und allgemeine, gleiche und direkte Wahlen nicht vorsah. Die Regierung zog den Entwurf zurück, weil sich die notwendige verfassungsändernde Mehrheit nicht abzeichnete. Am 2. September 1848 legte die Regierung einen neuen Entwurf vor. Dieser führte zu einem Kompromiss: Das Zweikammersystem blieb erhalten, aber die Wahlen wurden direkt und gleich, aber noch nicht allgemein.  Nach dem Wahlgesetz vom 15. November 1848 fanden die Wahlen zur Zweiten Kammer nun in 75 Wahlkreisen ohne das Dazwischentreten von Wahlmännern statt. Wahlberechtigt waren alle volljährigen Männer, die entweder Bürger einer Stadt waren, oder auf dem Lande volles zivilrechtliches Eigentum an einem von ihnen bewohnten Grundstück hatten, und ihre Hausgenossen und die Armeeangehörigen.  Nach der Niederschlagung des Maiaufstands und der Verhängung des Kriegsrechtes ordnete eine neue, konservative sächsische Regierung im September 1849 Neuwahlen der Kammern an. Die Wahlen ergaben erneut eine knappe Mehrheit für die demokratische Linke. Diese geriet mit der Regierung wegen der Deutschlandpolitik in Konflikt, da die Regierung zunächst der von Preußen angeregten Erfurter Union beitrat, aber später mit Österreich die Erfurter Union ablehnte. Am 1. Juni 1850 lösten König und Regierung die Kammern auf. In einem Staatsstreich ließen sie die alte Ständeversammlung nach der Verfassung des Jahres 1831 und in der Zusammensetzung vom 21. Mai 1848 wieder einberufen.

#### Rückkehr zum ständischen Wahlrecht von 1831
Die wieder einberufene Ständeversammlung stimmte den Maßnahmen von König und Regierung zu und setzte die Verfassung und das Wahlrecht von 1831 wieder in Kraft. Er unterstützte auch weiter dessen Reaktionspolitik, wie ein restriktives Pressegesetz, das 1854 zum Vorbild im Deutschen Bund wurde.

#### Ständisches Männerwahlrecht auch für Steuerzahler
Das Wahlgesetz vom 19. Oktober 1861 erhöhte die Zahl der Vertreter des Handels- und Fabrikwesens von fünf auf zehn, so dass die Zweite Kammer 80 Sitze hatte. Wahlberechtigt wurden in den städtischen und ländlichen Wahlkreisen neben den Eigentümern ihrer bewohnten Grundstücke zusätzlich auch Männer, die zwei Taler Grundsteuern oder direkte Personallandesabgaben entrichteten, und in den größeren Städten drei Taler. Das Wahlrecht wurde zwar ausgeweitet, aber es durfte nur wählen, wer eine direkte Staatssteuer entrichtete; ein Systemwechsel fand nicht statt. Die Wahlen waren geheim. Ref:.

#### Wegfall ständischer Vorrechte – Männerwahlrecht der Steuerzahler
Sachsen trat 1866 dem Norddeutschen Bund bei, für den Bismarck aus außenpolitischen Gründen das von ihm innenpolitisch als schädlich empfundene allgemeine, direkte, gleiche und geheime Männerwahlrecht vorgesehen hatte. Zu einer eingeschränkten Annäherung daran wurde das Wahlrecht 1868 auf alle Männer ausgeweitet, die entweder Eigentümer eines mit einem Wohnsitz versehenen Grundstücks waren, oder einen Taler an direkten Personallandesabgaben zahlten. Auf die Zugehörigkeit zu bestimmten Einwohnergruppen kam es nicht mehr an. Darin lag ein Systemwechsel. Aufgrund des Wahlrechts von 1868 konnten freilich nur 9,9 Prozent der sächsischen Staatsbürger wählen. Nach dem Wahlrecht des Norddeutschen Bundes wären doppelt so viele Männer wahlberechtigt gewesen.

#### Dreiklassenwahlrecht
Die Wahl zur Ständeversammlung 1893 ergab 14 Sitze in der Zweiten Kammer für die Sozialdemokraten. Als die Sozialdemokraten das gleiche, direkte, geheime Wahlrecht zur Zweiten Kammer für männliche Staatsbürger über 21 Jahre und die Frauen forderten, legte der erzkonservative Innenminister von Metzsch auf Anregung des konservativen Abgeordneten Paul Mehnert im Februar 1896 den Entwurf eines neuen Wahlgesetzes vor. Es war ein Dreiklassenwahlrecht, ähnlich wie in Preußen, aber leicht abgemildert. Der Entwurf wurde in Windeseile am 28. März 1896 von beiden Kammern gutgeheißen, bevor sich eine breite Protestbewegung entfalten konnte. Die Wahlen blieben geheim, aber es wurden wieder Wahlmänner eingeführt. Zwischen 1871 und 1918 war dies der einzige Fall, in dem in einem deutschen Land das Wahlrecht eine derart reaktionäre Rückbildung, zudem noch mit linksliberaler Beihilfe erfuhr.

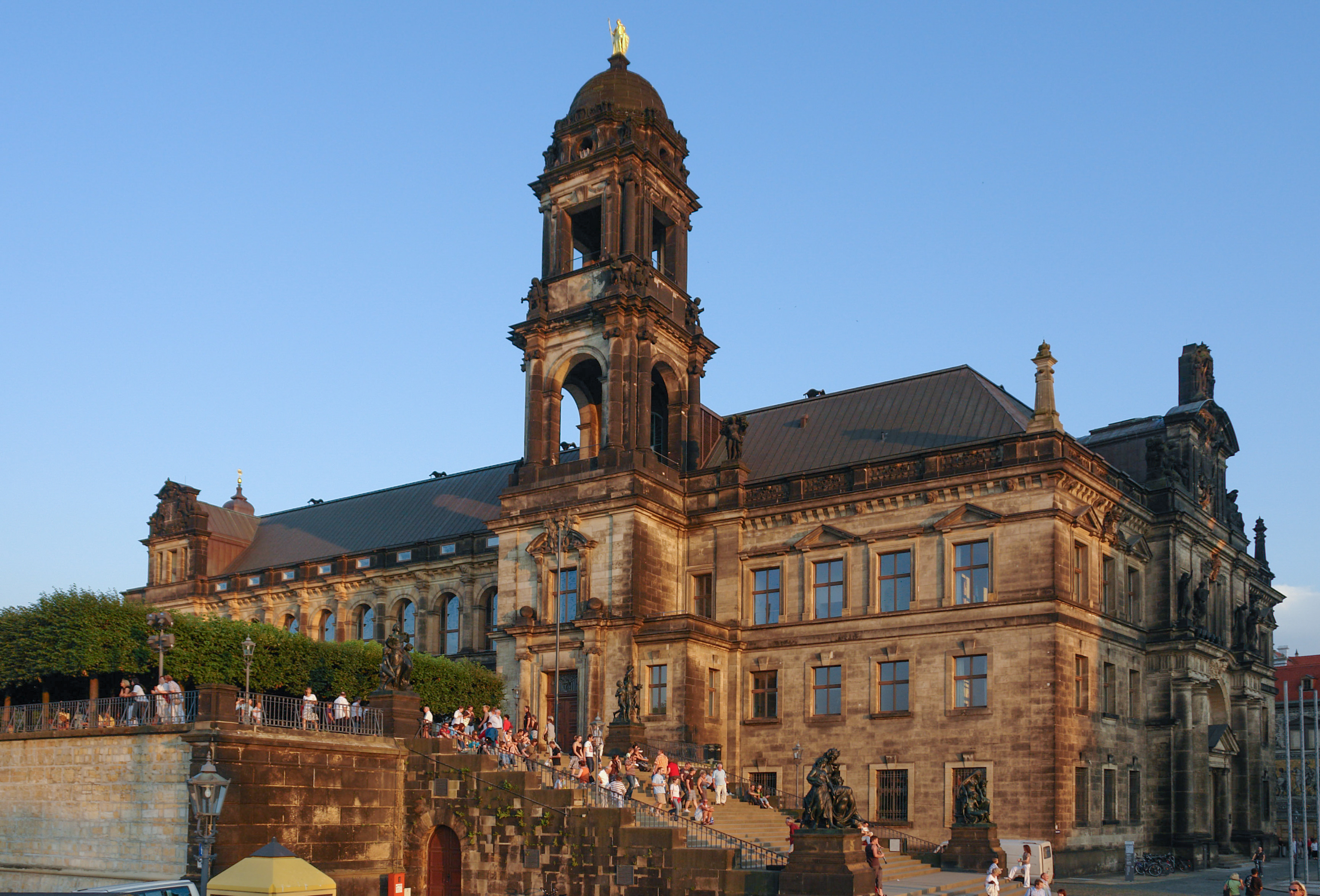
Sächsisches Ständehaus in Dresden, seit 1907 das Landtagsgebäude

In die erste Abteilung, die ein Drittel der Wahlmänner wählte, kam als Urwähler, wer mindestens 300 Mark Steuern jährlich zahlte. Im Gegensatz zum preußischen hatte das sächsische Dreiklassenwahlrecht eine Maximierungsgrenze, Die staatliche Grund- und Einkommensteuer, die jemand zahlte, kam nur bis zur Höhe von 2.000 Mark in Ansatz., In die zweite Abteilung, die ebenfalls ein Drittel der Wahlmänner wählte, kam als Urwähler, wer wenigstens 38 Mark bezahlte und/oder auf den das zweite Drittel der Gesamtsteuersumme des Wahlkreises entfiel. In die dritte Abteilung, die ebenfalls ein Drittel der Wahlmänner wählte, kamen die vielen, auf die das letzte Drittel der Gesamtsteuersumme des Wahlkreises entfiel. Die Maximierungsgrenze brachte den Urwählern der dritten Abteilung nichts. Es kamen aber mehr Urwähler in die erste Abteilung. Davon profitierten in geringem Maße auch Urwähler der zweiten Abteilung. Dagegen konnte in Preußen ein starker Steuerzahler in gar nicht so seltenen Extremfällen die Wahlmänner seiner Abteilung alleine wählen. In ersten beiden Wahlgängen benötigte ein Kandidat die absolute Mehrheit, um gewählt zu werden, im dritten reichte die relative. Ein Kandidat war weiterhin für sechs Jahre gewählt, und alle zwei Jahre wurde ein Drittel der Sitze erneuert.
In Preußen wollte die Regierung Bethmann Hollweg das strikte preußische Dreiklassenwahlrecht ähnlich dem sächsischen Dreiklassenwahlrecht abmildern, gab aber diese Bemühung 1910 auf, weil sich keine Mehrheit dafür im konservativ dominierten preußischen Landtag abzeichnete.
1901 verlor die Sozialdemokratie ihr letztes Kammermandat in ihrer Hochburg Sachsen, was zu ihrer Radikalisierung beitrug.

#### Pluralwahlrecht
In den Jahren 1907 bis 1909 fanden in Sachsen von Sozialdemokraten initiierte Massenkundgebungen und Demonstrationen für demokratische Wahlrechtsreformen statt. Die Nationalliberalen rückten vom Dreiklassenwahlrecht ab. König und Teile der Regierung hielten eine Reform für erforderlich. Zur Änderung des Wahlrechts war aber eine verfassungsändernde Zweidrittelmehrheit erforderlich, so dass die bisher durch das Wahlrecht begünstigten Konservativen mehrere Umarbeitungen eines vom Innenminister Wilhelm von Hohenthal vorgelegten Gesetzesentwurfs erzwangen. Als unzulänglicher Kompromiss kam am 5. Mai 1909 ein Pluralwahlrecht zustande. Ungleich war es weiterhin: Zwar war der Zensus abgeschafft und jeder hatte eine Grundstimme, aber einige Wähler erhielten Zusatzstimmen, wobei sie insgesamt jeweils nur maximal vier Stimmen haben durften:
- 1–3 Zusatzstimmen für hohes Einkommen;
- eine Zusatzstimme für die mittlere Reife (wer den einjährig-freiwilligen Militärdienst statt der normalen Dienstzeit ableisten durfte)
- eine Zusatzstimme für Wähler über fünfzig Jahre

Außerdem wurden nun alle sechs Jahre alle Sitze neu vergeben, und zwar wieder direkt. Gewählt war, wer die absolute Mehrheit im Wahlkreis erlangte, zur Not mit einer Stichwahl.

### Mecklenburg

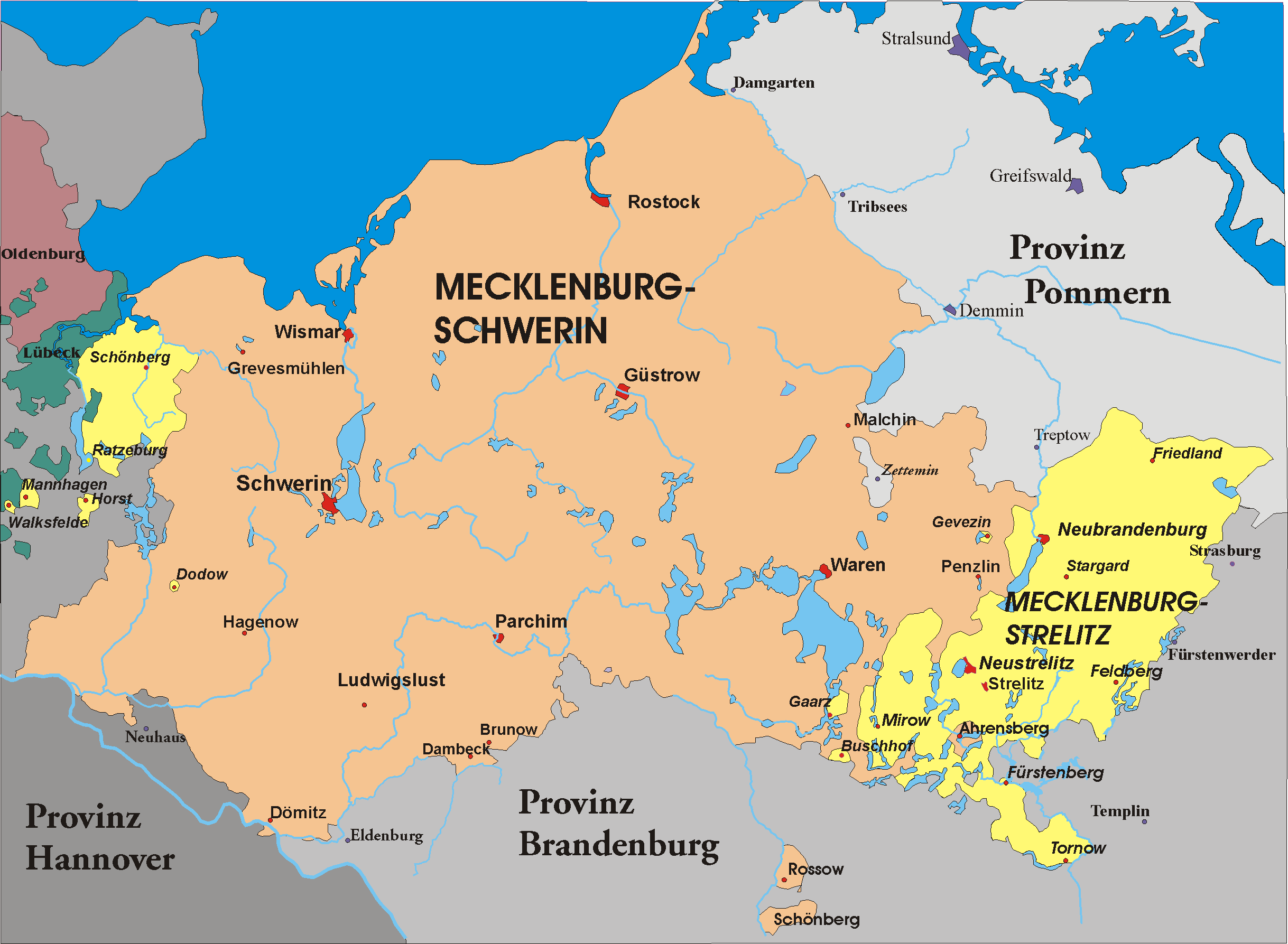
Beide Mecklenburg im 19. Jahrhundert; groß Mecklenburg-Schwerin, klein westlich und größer östlich davon Mecklenburg-Strelitz

Die Großherzogtümer Mecklenburg-Schwerin und Mecklenburg-Strelitz hatten seit 18. April 1755 den Rostocker Erbvergleich als altständische Verfassung. Die Landesunion hieß eine gemeinsame landständische Körperschaft. Die Landesunion bestand zum einen aus einer Ritterschaft, die 1848 etwa 640 landtagsfähige Rittergüter mit einer entsprechenden Zahl von Sitzen ausmachte. Dabei konnte es sich auch um Bürgerliche handeln, die ein solches Gut erworben hatten; diese Zahl stieg. Zum anderen bestand die Landesunion aus einer Landschaft, die die 44 landtagsfähigen Städte vertrat. Die Städte entsandten dazu Vertreter der Magistrate (der Stadtregierungen). Zusammen mit den Bürgerlichen in der Ritterschaft hatten die Vertreter in der Landschaft eine Mehrheit. Es gab aber auch Fälle, in denen sowohl Ritterschaft als auch Landschaft zusammen mussten.
Die liberale Bewegung verlangte 1848 von den Großherzögen die Einberufung einer verfassungsgebenden Versammlung. Diese aber standen vor dem Problem, dass sie dazu die Landesunion um Zustimmung bitten mussten, wenn sie keinen Staatsstreich begehen wollten. Schließlich kündigte Großherzog Friedrich Franz II. am 18. März 1848 die Berufung eines außerordentlichen Landtags an. Ein von diesem ausgearbeitetes neues Wahlgesetz wurde am 15. Juli 1848 vom Großherzog durch Verkündung in Kraft gesetzt. Es führte das allgemeine und gleiche Wahlrecht für die (indirekte) Wahl des verfassungsvereinbarenden Landtags (3. Oktober in Mecklenburg-Schwerin, 9. Oktober in Mecklenburg-Strelitz) ein. Wählen durften männliche Staatsangehörige über 30.
Der verfassungsvereinbarende Landtag trat am 31. Oktober 1848 zusammen, wobei ein Drittel den Liberalen und ein weiteres den Radikaldemokraten zuneigte. Am 3. August 1849 verabschiedete der Landtag das mecklenburgische Staatsgrundgesetz mit einem Zensuswahlrecht und einem Vetorecht der Landesherren. Während der Großherzog von Mecklenburg-Schwerin die Verfassung in Kraft gesetzt hätte, verweigerte sich der hochkonservative Großherzog von Mecklenburg-Strelitz und erklärte den Landtag für aufgelöst. Dazu hatte er zwar nicht das Recht, aber ohne seine Zustimmung konnte auch die Verfassung nicht in Kraft treten.
Der Streit um die Verfassung führte zur Trennung der beiden Großherzogtümer. Der Landtag beschloss dies am 19. August, am 22. August löste Großherzog Friedrich Franz II. von Schwerin ihn rechtswirksam auf. Am 10. Oktober setzte er das Staatsgrundgesetz in Kraft und hob durch Gesetz die alte Verfassung und deren Körperschaften auf. Der Strelitzer Großherzog ließ jedoch beim Schiedsgericht der Erfurter Union einen Entschluss bewirken, den Freienwalder Schiedsspruch vom 11. September 1850. Dieser erklärte das Staatsgrundgesetz von 1849 für nichtig, da laut Art. 56 der Wiener Schlussakte die landständischen Verfassungen nur auf verfassungsmäßigem Wege geändert werden durften. Die Reaktionspolitik erreichte beide Mecklenburg, und am 15. Februar 1851 trat der altständische Landtag wieder zusammen.

### Hansestädte
In Hamburg, Bremen und Lübeck gab es nach der napoleonischen Zeit wieder, seit 1813/1814, die altständischen Verfassungen. Hauptorgan war jeweils ein Senat, der seine patrizischen Mitglieder auf Lebenszeit kooptierte. Daneben gab es eine Bürgerschaft als Vertretung der eingesessenen bürgerlichen Oberschicht; letzteres Organ durfte nur beraten oder zusammen mit dem Senat beschließen. Auch hier mussten die Revolutionäre 1848 Rücksicht auf das althergebrachte patrizisch-oligarchische System nehmen.
Die Freie und Hansestadt Hamburg hatte seit 1528 eine Verfassung, die neben dem Senat drei (verschieden große) Kollegien vorsah. Sie entsprachen in gewisser Weise den Ersten Kammern anderswo. Die Bürgerschaft war dementsprechend eine Art Zweiter Kammer. Sie bestand aus reichen Grundeigentümern (Erbgesessene) und Werkmeistern der Zünfte (Älterleute).
Mehrere Bürgerdeputationen im Vormärz bewirkten den Wechsel von ständischer zu Repräsentativverfassung nicht, und auch in der Märzrevolution kam eine neue Rats- und Bürgerdeputation nicht weiter. Schließlich verlangten im August politische Vereine die Berufung einer konstituierenden Körperschaft, der Senat akzeptierte dies am 7. September 1848. Sie wurde Ende 1848 nach gleichem und allgemeinem Wahlrecht gewählt, im Februar 1849 nahm sie ihre Arbeit auf. Die Verhandlungen verliefen ergebnislos, und erst 1860 kam es zu einer Verfassung. Ihr zufolge durfte alle Bürger die Bürgerschaft wählen, die Steuern zahlten. Daneben blieb der Senat gleichberechtigt. Die Einführung eines neuen Zensus im Jahre 1906 ging als Wahlrechtsraub in die Geschichte ein.
Auch die Freie Hansestadt Bremen hatte eine aus der Reformationszeit stammende altständische Stadtverfassung. 1814 wurde sie dahingehend verändert, dass der Senat nicht mehr kooptiert wurde, sondern vom Bürgerkonvent gewählt. Der Senat bestand nun aus vier Bürgermeistern und 24 Senatoren und der Bürgerkonvent aus 500 Mitgliedern, die der Senatspräsident auf Lebenszeit berief. Hinzu kamen 20 Ältermänner, die angesehensten Großkaufleute. Am 14. März 1848 beschloss der Bürgerkonvent, unter Zustimmung des Senats, eine verfassungsgebende Bürgerschaft zu wählen. Deren von ihr mit dem Senat vereinbarte Verfassung trat am 18. April 1849 in Kraft. Der Senat trat demnach neben die Bürgerschaft, die nach allgemeinem und gleichem Wahlrecht zusammenzusetzen war. In der Reaktionszeit wurde eine neue verfassungsgebende Versammlung in acht Klassen gewählt. Die Verfassung von 1854 machte aus dem Senat wieder die Regierungsgewalt.
In der Freien und Hansestadt Lübeck hatte die Revolution es leicht, da Senat und Bürgerschaft schon im Vormärz für die Reform der aus dem 17. Jahrhundert stammenden Stadtverfassung waren. Eine vereinbarte neue Verfassung trat am 8. April 1848 in Kraft, es war die früheste Landesverfassung der Revolution. Durften laut dieser Verfassung nur die in fünf ständische Klassen eingeteilten Bürger wählen, durften dies laut der revidierte vom 30. Dezember auch die Einwohner, nach allgemeinem und gleichem Wahlrecht. So blieb es mit einigen Änderungen bis zur Novemberrevolution.

### Frankfurt bis 1866
Die Freie Stadt Frankfurt, ein Gliedstaat des Deutschen Bundes, hatte seit dem 18. Oktober 1816 mit der Konstitutionsergänzungsakte eine Verfassung mit einem Senat als Exekutive und einer Ständigen Bürgerrepräsentation als Aufsichtsorgan. Die 42 Mitglieder des Senats und 61 Mitglieder der Ständigen Bürgerrepräsentation wurden durch Wahlgremien kooptiert und auf Lebenszeit ernannt.
Der Gesetzgebende Körper war für die Gesetzgebung, die Bewilligung und Erhebung von Steuern, Genehmigung des Budgets und die Aufsicht über den Staatshaushalt verantwortlich. Er bestand aus 20 Senatoren, 20 Mitgliedern der Ständigen Bürgerrepräsentation und 45 indirekt gewählten Bürgern. Wahlberechtigt waren alle männlichen Frankfurter Bürger christlicher Konfession. Gewählt wurde in der Klasse I der Adligen und Gelehrten, der Klasse II der Handeltreibenden und der Klasse III der Gewerbetreibenden. Nicht wählen durften somit wirtschaftlich Unselbständige und Jene, die kein volles Bürgerrecht besaßen. Hierzu gehörten Juden, Beisassen (die nicht genug Vermögen für den Erwerb des Bürgerrechts hatten), Fremde (auch als Permissionisten bezeichnet, also Zugezogene, die nur aufgrund einer besonderen Erlaubnis in der Stadt sein dürften) sowie Landbewohner in den acht Dorfschaften auf dem Gebiet der Freien Stadt. Landbewohner erhielten das aktive und passive Wahlrecht 1823, Juden erst 1864.

### Thüringische Herzogtümer

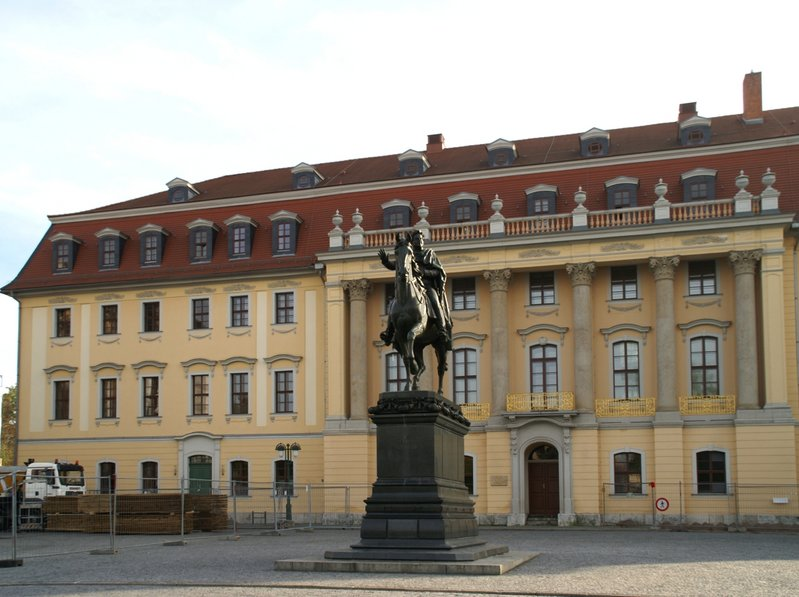
Gebäude des Landtags von Sachsen-Weimar-Eisenach und später des Landtags von Thüringen, Weimar

Das Großherzogtum Sachsen-Weimar-Eisenach hatte seit dem 5. Mai 1816 eine Verfassung. In der Märzrevolution kam es am 17. November 1848 zu einem Wahlgesetz, das das allgemeine und gleiche Wahlrecht einführte. Laut Landtagswahlgesetz vom 10. April 1909 musste man für die Wahlberechtigung Bürgerrecht in einer Gemeinde haben. Die größeren Grundbesitzer wählten fünf der 38 Abgeordneten des Landtags; sie mussten ein Grundeigentum in Deutschland haben, das land- oder forstwirtschaftlich bewirtschaftet wurde und mit mindestens 3000 Mark zur Staatseinkommensteuer veranlagt war. Fünf weitere Abgeordnete kamen von den sonstigen Höchstbesteuerten, deren Einkommen mit mindestens 3000 Mark besteuert wurde. Der Senat der Universität Jena, die Handelskammer, die Handwerkskammer und die Arbeitskammern wählten je einen Abgeordneten. Abgestuft nach Besitz, Steuer und in Berufsstände wurden die 23 übrigen Landtagsmitglieder gewählt.
Das 1826 verselbständigte Großherzogtum Sachsen-Altenburg kannte eine Verfassung seit dem 29. April 1831. Am 10. April 1848 gestand das Wahlgesetz den Untertanen ein allgemeines, direktes Wahlrecht zu. Vor dem Ersten Weltkrieg wurden die Wähler nach der Steuerlast in drei Klassen eingeteilt. Jede Klasse stand für je ein Drittel der Gesamtsumme der Steuerbeträge im Wahlkreis; in der ersten Klassen befanden sich die Wähler mit den höchsten Steuerbeträgen usw. Jede Klasse wählte einen Abgeordneten pro Wahlkreis.
Im ebenfalls 1826 entstandenen Herzogtum Sachsen-Meiningen-Hildburghausen gab es seit dem 23. August 1829 eine Verfassung, das Wahlgesetz vom 3. Juni 1848 versprach die allgemeine, direkte Wahl. Vor dem Ersten Weltkrieg hatte der Landtag vier Abgeordnete, die von denjenigen Großgrundbesitzern gewählt wurden, die mindestens 60 Mark an Grund- oder Gebäudesteuer im Jahr zahlten. Vier kamen von den Höchstbesteuerten mit mindestens 3000 Mark Veranlagung für die Einkommensteuer. Die weiteren Wahlberechtigten wählten 16 Abgeordnete. Die Wahl war geheim und direkt nach dem Prinzip der absoluten Mehrheit mit Stichwahl.
Seit dem 8. August 1821 hatte das Herzogtum Sachsen-Coburg-Saalfeld eine Verfassung; das 1826 gebildete Herzogtum Sachsen-Coburg und Gotha führte das allgemeine und gleiche Wahlrecht mit dem Wahlgesetz vom 22. April 1848 ein.
Auch in den anderen thüringischen Kleinststaaten kam es 1848 zu Wahlen meist nach einem direkten Wahlrecht. Reuß-Greiz war im November der Nachzügler; Reuß ä. L. erhielt überhaupt erst im März 1867 eine konstitutionell-monarchische statt ständische Verfassung. In den meisten Staaten im thüringischen Raum hatten der Adel und der größere Grundbesitz eine künstlich herbeigeführte stärkere Stellung als der Grundbesitz von Bauern und Bürgern. Um 1870 wurden Wahlgesetze mit teilweise privilegiertem Wahlrecht eingeführt.
In Schwarzburg-Sondershausen hatte der Landtag vor dem Ersten Weltkrieg maximal sechs Mitglieder, die er Fürst auf Lebenszeit ernannte. Sechs wurden von den dreihundert Höchstbesteuerten direkt gewählt. Die übrigen Wähler bestimmten über Wahlmänner weitere sechs Mitglieder. Ausgeschlossen war vom Wählen, wer keine Steuern gezahlt hat oder damit mehr als ein Jahr im Rückstand war.
Schwarzburg-Rudolstadt hatte einen Landtag mit vier Wahlkreisabgeordneten der Höchstbesteuerten, die mindestens 120 Mark direkte Steuern im Jahr zahlten; sowie 12 Wahlkreisabgeordneten der übrigen Wähler, die direkte Staatssteuern entrichteten. Die Wahlen waren direkt und geheim.
In Reuß ä. L. ernannten die Landesherren drei Abgeordnete. Die Rittergutsbesitzer und die sonstigen Grundbesitzer wählten zwei und die anderen Wahlberechtigten sieben Mitglieder. Für die Wahlberechtigung musste man einen eigenen Hausstand besitzen und direkte Steuern entrichten.
In Reuß j. L. wählten die Höchstbesteuerten drei und die übrigen Wahlberechtigten 17 Abgeordnete. Man musste in einer Ortsgemeinde des Fürstentums die Wahlberechtigung haben und zur Einkommensteuer veranlagt sein.

### Anhaltinische Herzogtümer

Herzogtum Anhalt 1863–1918

Keines der anhaltinischen Herzogtümer, Anhalt-Dessau, Anhalt-Köthen und Anhalt-Bernburg, hatte vor 1848 eine Verfassung, nur eine gemeinsame Landschaft (ein ständisches Parlament) von 1625. Da die Stände ohne Einfluss waren, wurden die Herzogtümer faktisch absolutistisch regiert. Die Regierung von Anhalt-Köthen wurde vom Herzog Anhalt-Dessau eingesetzt, nachdem der dortige Herrscher kinderlos verstorben war, 1853 wurden beide Herzogtümer vereinigt.
In der Märzrevolution ernannte der Herzog von Anhalt-Dessau ein liberales Ministerium. Zur Beratung einer Verfassung waren in Anhalt-Dessau und Anhalt-Köthen Landtage einberufen worden, die sich zu einem gemeinsamen Landtag vom 31. Juli 1848 vereinten. Die vereinbarte Verfassung vom 29. Oktober 1848 (mit Wahlgesetz vom 24. Februar 1849) war ausgesprochen links, schaffte den Adel ab und richtete sogar Arbeiterkommissionen ein.
In Anhalt-Bernburg kam es zu einem Konflikt zwischen Herzog und dem am 31. Juli 1848 gewählten Landtag. Der Herzog wollte eine seinen Vorstellungen entsprechende Verfassung oktroyieren. Der Landtag wiederum erklärte am 29. November 1848 den Herzog für regierungsunfähig. Der Herzog löste daraufhin den Landtag auf und setzte seine eigene Verfassung in Kraft, die vom neugewählten Landtag in Vereinbarung revidiert werden sollte.
Seit 1863 gab es ein vereintes Herzogtum Anhalt. Laut Landschafts- und Geschäftsordnung vom 17. September 1859 hatte der Landtag 36 Mitglieder. Der Herzog ernannte zwei Mitglieder für die Dauer der Legislaturperiode; die höchstbesteuerten Grundbesitzer (mindestens 63 Mark Grundsteuer) wählten acht, die höchstbesteuerten Handel- und Gewerbetreibende (mindestens 18.000 Mark Veranlagung zur Einkommensteuer) zwei, die weiteren Wahlberechtigten der Städte wählten 14 und die weiteren Wahlberechtigten des platten Landes zehn. Wähler und Wählbare mussten mindestens 25 Jahre alt sein. Die geheime Wahl war für die Abgeordneten der Städte und des platten Landes indirekt. In den Jahren vor dem Ersten Weltkrieg war die Wahl direkt und geheim; 27 Abgeordnete des Landtags wurden von Städten und Land gewählt, ferner zwei vom Herzog ernannt und 17 von Gruppen wie den Grundbesitzern und Berufsvertretungen gewählt.

## Bundesstaaten mit nichtdeutschem Landesherrn

### Holstein und Lauenburg bis 1866

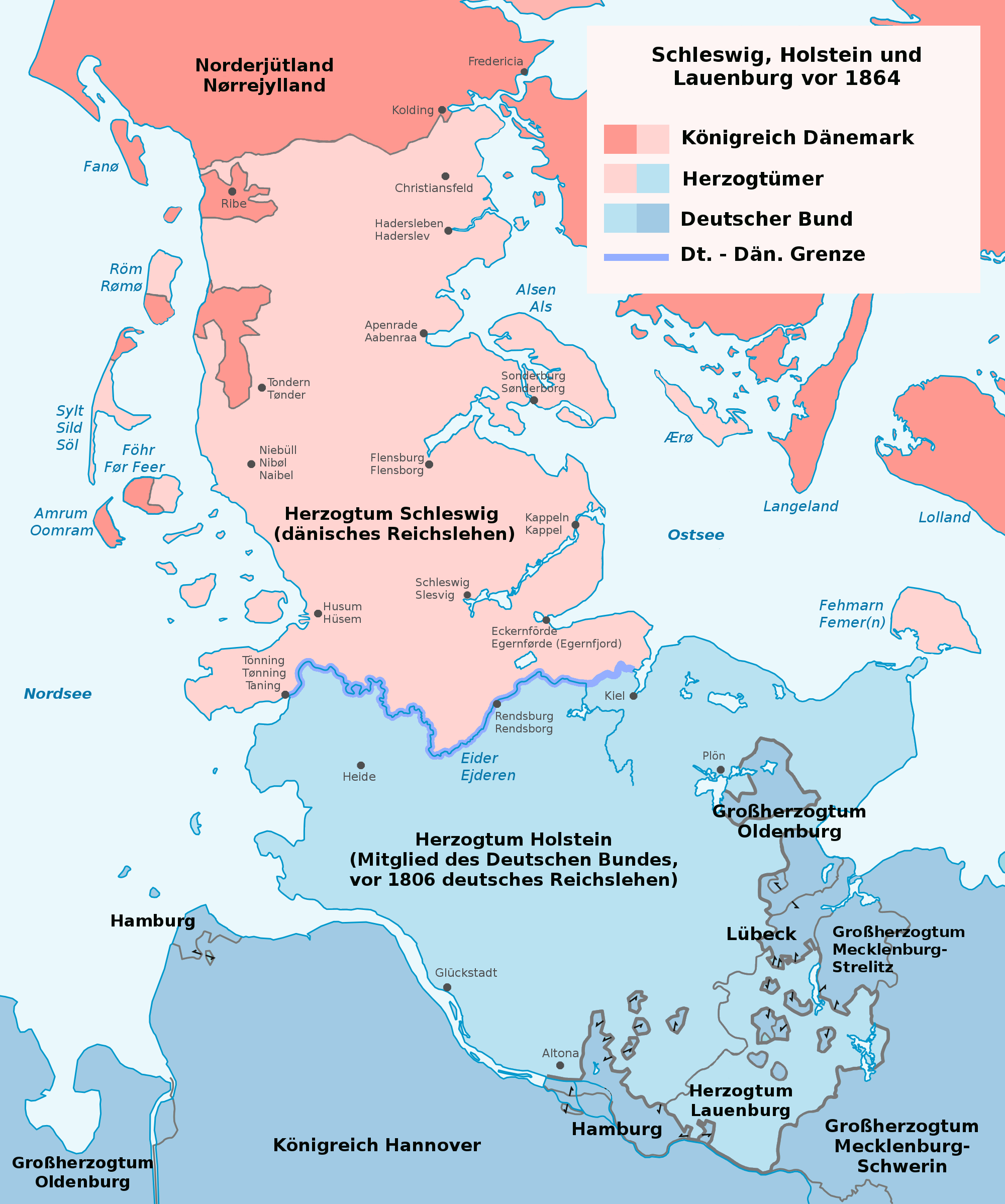
Die Herzogtümer Schleswig, Holstein und Lauenburg vor dem Deutsch-Dänischen Krieg

Gebietsveränderungen

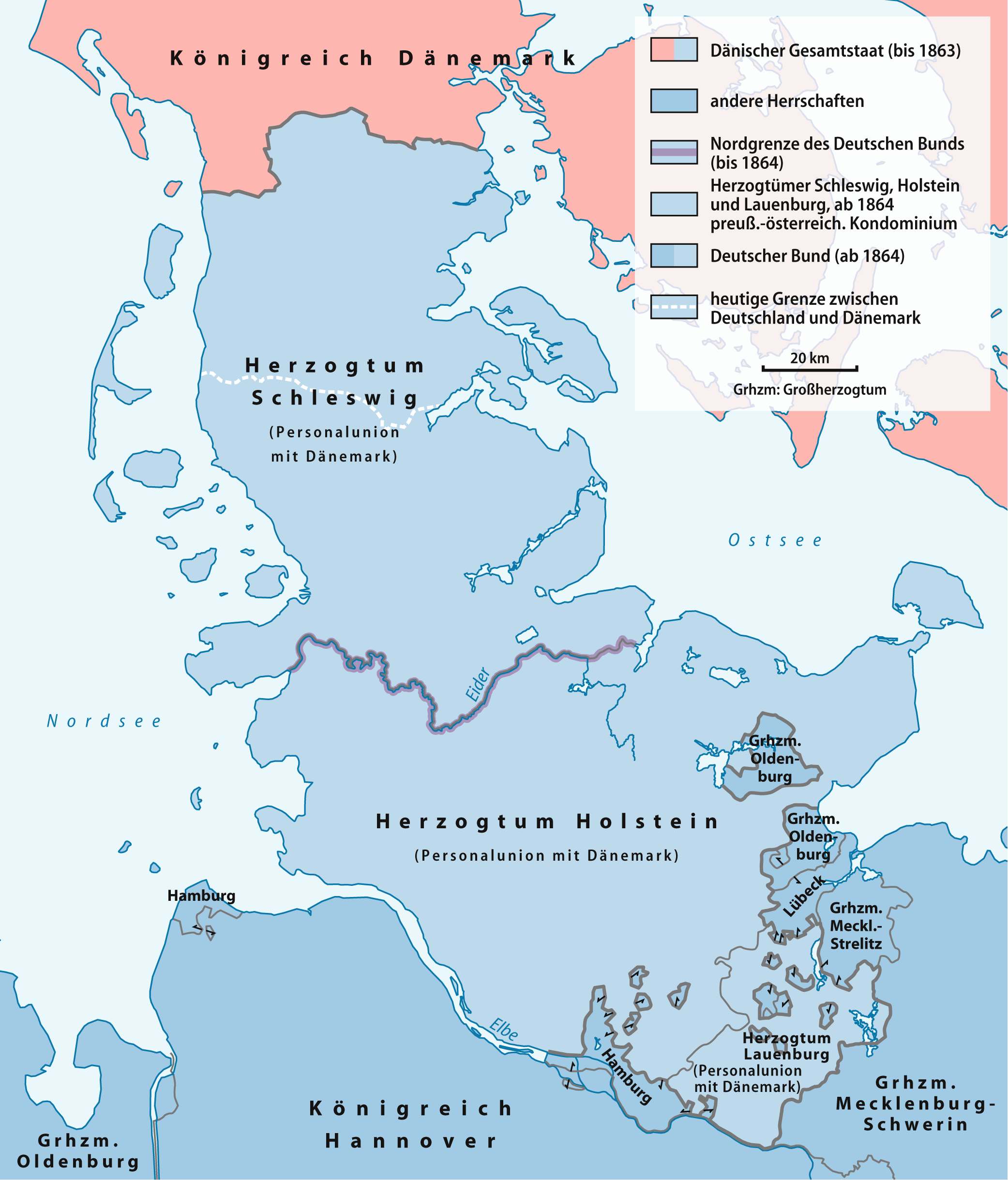
Die Herzogtümer nach dem Deutsch-Dänischen Krieg

Die Herzogtümer Holstein und Lauenburg waren seit 1815 Mitgliedsstaaten im Deutschen Bund, besaßen jedoch mit dem dänischen König einen nichtdeutschen Landesherren. Zusammen mit dem dänischen Herzogtum Schleswig waren sie bis zum Deutsch-Dänischen Krieg 1864 Teil des multiethnischen Dänischen Gesamtstaates, wobei Lauenburg erst 1814/15 als Ausgleich für den Verlust von Norwegen zum Gesamtstaat gekommen war. Holstein und Lauenburg waren bereits vor 1806 Reichslehen des Römisch-Deutschen Reiches, wohingegen Schleswig ein Reichslehen Dänemarks war. Während der dänische König in Schleswig eine Doppelfunktion als König (Lehnsherr) und Herzog (Vasall) wahrnahm, regierte er in Holstein und Lauenburg ausschließlich in seiner Funktion als Herzog und war als solcher norddeutscher Landesherr.
Wie in anderen Ländern entwickelte sich auch in den Herzogtümern im 19. Jh. eine liberale Bewegung, die jedoch bald von einem Dissens zwischen deutschen und dänischen Nationalliberalen geprägt war. Nach der Bundesakte von 1815 sollten in den einzelnen Mitgliedsstaaten landständische Verfassungen etabliert werden. Lauenburg besaß bereits eine landständische Verfassung, Holstein jedoch nicht. Dies nahmen deutsche Nationalliberale (dt. Schleswig-Holsteiner) zum Anlass die Aufnahme Schleswigs in den Deutschen Bund und eine gemeinsame Verfassung für Schleswig und Holstein zu fordern. Dänische Nationalliberale (Eiderdänen) forderten dagegen eine Verfassung für Dänemark inklusive Schleswigs und waren hierfür bereit Holstein und Lauenburg abzutreten. Beide nationalliberale Gruppen glichen sich in ihren Forderungen nach bürgerlichen Freiheitsrechten, waren sie doch in der nationalen Frage um das gemischtsprachige Schleswig tief gespalten. Angesichts der französischen Julirevolution von 1830 und einer Flugschrift des Juristen Uwe Jens Lornsen, der eine gemeinsame Verfassung für Schleswig-Holstein forderte, entschloss sich der dänische König 1831 vier ratgebende Ständeversammlungen für die dänischen Inseln (mit Sitz in Roskilde), Norderjütland (mit Sitz in Viborg), Schleswig bzw. Sønderjylland (mit Sitz in Schleswig, später Flensburg) und Holstein (mit Sitz in Itzehoe) zu etablieren, die erstmals 1834 zusammenkamen. Der Forderung des schleswig-holsteinischen Adels (Schleswig-Holsteinische Ritterschaft) nach einem gemeinsamen Landtag für Schleswig und Holstein kam der König nicht nach. Als Mittelinstanz zur Schleswig-Holstein-Lauenburgischen Kanzlei in Kopenhagen wurde die schleswig-holsteinische Regierung auf Schloss Gottorf etabliert. Die Mitglieder der Ständeversammlungen wurden teilweise gewählt, teilweise direkt vom König ernannt. Das Wahlrecht war an einen hohen Grundbesitzzensus geknüpft, so dass nur etwa 3 % das passive und 1,5 % der Einwohner das aktive Wahlrecht ausüben konnten. Frauen und Nichtbesitzende waren von vornherein ausgeschlossen. Juden besaßen zumindest im Königreich ein passives Wahlrecht, in den Herzogtümern waren ihnen sowohl das passive als auch das aktive Wahlrecht vorenthalten. Das Mindestalter lag bei 25 Jahren. Die Wahlbeteiligung lag von Herbst 1834 bis Januar 1835 bei 76 Prozent.
Die Ständeversammlungen vertraten also nur einen Bruchteil der Bevölkerung und hatten nur beratende Funktion. Dänemark selbst verblieb noch bis 1848/49 eine absolutistische Monarchie. Dennoch wurden die schleswigsche und holsteinische Ständeversammlung bald zu einem Forum der nationalpolitischen Gegensätze. Dies zeigte sich vor allem in der Sprachfrage. Während die Umgangssprache in Schleswig in weiten Teilen Dänisch und Friesisch war, war die Verwaltungssprache im gesamten Herzogtum Deutsch. Dies führte zu Protesten der dänischen Nationalliberalen. So wandte sich Hjort Lorenzen 1842 bewusst auf Dänisch an die Delegierten der schleswigschen Ständeversammlung, die bisher auf Deutsch tagte. Die deutschen Delegierten wiederum forderte offen den Anschluss Schleswigs an den Deutschen Bund. Ein weiterer Konfliktpunkt entwickelte sich angesichts des zu erwartenden Erlöschens der männlichen Linie der in Kopenhagen regierenden Oldenburger. Während nach dem dänischen Königsgesetz die weibliche Nebenlinie voll erbberechtigt war, gestattete das in den deutschen Herzogtümern Holstein und Lauenburg geltende Lex Salica nur die männliche Erbfolge. Die deutsch dominierten Ständeversammlungen in Schleswig und Holstein forderten die Anerkennung von Christian August aus der Augustenburger Nebenlinie, was jedoch von dänischer Seite unter Verweis auf das dänische Königsgesetz abgelehnt wurde. In Folge lösten sich die Ständeversammlungen 1846 selbst auf.
Im Jahr 1848 wurden bereits über einen Verfassungsentwurf für den Gesamtstaat beraten, als erste Berichte über Unruhen in Frankreich und einigen deutschen Staaten bekannt wurden. In Kopenhagen führte dies zur dänischen Märzrevolution und zur Bildung einer Regierung, an der erstmals auch dänische Nationalliberale beteiligt waren (März-Ministerium). In Kiel wiederum bildete sich eine deutsch gesinnte Provisorische Regierung, die in Folge die sogenannte Schleswig-Holsteinische Erhebung einleitete. In Kopenhagen gab es Pläne eine verfassungsgebende Reichsversammlung einzuberufen. Der König sollte hierfür nur noch ein Viertel der Mitglieder ernennen, die übrigen Delegierten sollten von allen Männern über dreißig Jahren gewählt werden dürfen, die einen eigenen Herd hatten und sich rechtzeitig für die Wahl einschrieben. Statt 32.000 wie bei den Ständewahlen konnten so nun 200.000 Einwohner wählen. Am 23. Oktober 1848 begann die Reichsversammlung. Der Entwurf für eine Verfassung Dänemarks orientierte sich an der belgischen und schuf ein Zweikammersystem mit Landsting und Folketing; er wurde am 25. Mai 1849 mit großer Mehrheit angenommen. Die Frage nach der Einbindung Schleswigs wurde hierhin noch offen gelassen. Das Landsting als erste Kammer wurde über die örtlichen Amtskreise indirekt gewählt; wer gewählt werden wollte, musste mindestens 40 Jahre alt sein und jährlich mindestens 1200 Reichstaler einnehmen. Das Folketing als zweite Kammer mit hundert Mitgliedern wurde in Einmannkreisen direkt gewählt, das passive Wahlrecht lag bei 25 Jahren.
Die zur gleichen Zeit in Kiel gebildete provisorische Regierung für Schleswig-Holstein ließ eine verfassungsgebende Versammlung einberufen, die eine Verfassung ausarbeitete, laut der eine Landesversammlung zur Hälfte nach gleichem Wahlrecht, zur Hälfte nach ständischer Wahl zusammengesetzt sein sollte.
In Lauenburg wiederum hatte die Märzrevolution die ständische Ritter- und Landschaft durch die demokratisch gewählte Landesversammlung ersetzt. Diese bestand aus 21 Abgeordneten. Davon wurden 12 durch allgemeine Wahlen und 9 durch Wahlen der Grundeigentümer bestimmt. 1850 wurde die Landesversammlung aufgelöst und die alte Ritter- und Landschaft als Landtag wieder eingesetzt. 1853 fügte der König Lauenburgs ständischem Landtag weitere, bäuerliche Abgeordnete hinzu.
Nach Ersten Schleswigschen Krieg wurde der Dänische Gesamtstaat wiederhergestellt. Die früheren Ständeversammlungen für Schleswig und Holstein wurden wieder einberufen und setzten ihre Arbeit bis zum Deutsch-Dänischen Krieg 1864 fort. Im Londoner Protokoll von 1852 wurde der Gesamtstaat von den Großmächten als „europäische Notwendigkeit“ festgestellt. Zudem wurde die weibliche Erblinie auch in Holstein und Lauenburg von den Großmächten anerkannt. In Hinblick auf die Forderungen der jeweiligen nationalliberalen Parteien Schleswig entweder einem dänischen Nationalstaat oder dem Deutschen Bund anzuschließen, wurde festgehalten die Herzogtümer im Gesamtstaat zu belassen. In den gemischtsprachigen Teilen Schleswig führte die dänische Regierung 1851 schließlich doch Sprachreskripte ein, die die bisherige rein deutsche Kirchen- und Schulsprache ablöste und stattdessen eine dänische Schul- und eine gemischte Kirchensprache einführte. Davon ausgenommen waren die friesischsprachige Gebiete, die dem Gebiet mit alleiniger deutschen Kirchen- und Schulsprache zugeordnet wurden. Gegenüber Österreich und Preußen gab Dänemark daneben das Versprechen ab, dass eine Verfassung für ganz Dänemark (aber ohne Einverleibung Schleswigs) einzuführen. Die 1855 verabschiedete Gesamtstaatsverfassung (Fællesforfatning) wurde jedoch von der holsteinischen Ständeversammlung verworfen und 1858 vom Deutschen Bund für die Bundesstaaten Holstein und Lauenburg aufgehoben. Daraufhin beschloss die dänische Regierung 1863 die Novemberverfassung, die jedoch von deutscher Seite als Bruch des Londoner Protokolls angesehen wurde und schließlich zur Bundesexekution Holsteins und Lauenburgs durch Bundestruppen im Dezember 1863 führte. Am 2. Februar 1864 überschritten schließlich preußische und österreichische Truppen gegen den Protest des Deutschen Bundes die Eider, womit der Deutsch-Dänische Krieg begann. Nach Ende des Krieges erhielten die drei Herzogtümer österreichische und preußische Statthalter, nach dem Deutsch-Deutschen Krieg 1866 wurden die Gebiete schließlich komplett preußisch.

### Luxemburg bis 1866

Das Vereinigte Königreich der Niederlande von 1815 bis 1830, mit dem Großherzogtum Luxemburg.

Luxemburg war seit 1815 ein Großherzogtum, dessen Großherzog der niederländische König Wilhelm I. war. Er verwaltete das Großherzogtum ohne eigene Verfassung und wie eine niederländische Provinz. Das Großherzogtum gehörte zum Deutschen Bund und hatte auch eine Bundesfestung unter einem preußischen Kommandanten. Als 1830 sich die südniederländischen Provinzen als Belgien unabhängig erklärten, wurde ein belgischer Gouverneur für Luxemburg eingesetzt. Dieser hatte seinen Sitz in Arlon, also im westlichen Teil des Großherzogtums. Er beanspruchte aber auch die Macht über den östlichen, rein deutschsprachigen, und ließ auch dort Wahlen für die verfassungsgebende Versammlung Belgiens abhalten. Nur Luxemburg-Stadt und die Festung Luxemburg konnten den belgischen Aufstand abwehren. Der niederländische König bat um Hilfe durch den Deutschen Bund; letztlich wurde die Krise durch eine Teilung Luxemburgs gelöst. Das verbleibende Großherzogtum Luxemburg (der ehemalige Ostteil) gehörte wie bisher dem Deutschen Bund an.
Bei den Wahlen zur belgischen verfassungsgebenden Versammlung (Congrès national auf Französisch, Volksraad auf Niederländisch) vom 3. November 1830 galt ein strenges Zensuswahlrecht, noch einschränkender als für das Königreich der Niederlande. Wählen durften ferner Intellektuelle wie die Ausübenden eines freien Berufes, Geistliche sowie hohe politische Funktionäre und Beamte, mit Ausnahme von Lehrern (die oftmals dem niederländischen König treu waren) und Beamten holländischer Herkunft. Pikanterweise hatten die belgischen Revolutionäre kurz zuvor noch gegen die von Beamten dominierten Volksvertretungen im Königreich der Niederlande protestiert. Mit dem Wahlrecht für Geistliche wurde deren Unterstützung für den neuen Staat verstärkt und das hollandfeindliche Element auf dem Lande gefestigt. Bei den Wahlen selbst kam es zu Unregelmäßigkeiten wie mangelhafte Wählerlisten oder tendenziöse Auszählungen. Wahlberechtigt waren 45.000 (männliche) Belgier über 25 Jahre, von denen 30.000 wählten.
Der niederländische König Wilhelm II. gab am 12. September 1841 dem Großherzogtum eine Verfassung mit „Landstände“ genanntem Parlament. Ihr zufolge wählten Männer über 25 Jahre mit luxemburgischer Staatsangehörigkeit und Bürgerrechten mit Wohnsitz im jeweiligen Wahlbezirk (Canton) nach einem indirekten Zensuswahlrecht. Die nötige Steuerlast betrug zehn Gulden im Jahr, für die Wählbarkeit als Wahlmann zwanzig Gulden. Zur Wählbarkeit musste man ein Jahr lang im Land gewohnt haben. Wahlmänner und Wählbare durften nicht einen gerichtlichen Beistand haben oder zu bestimmten Strafen verurteilt sein. Außerdem durften bestimmte Beamte, Geistliche, Militärpersonen unter dem Rang des Hauptmanns, Grundschullehrer sowie Söhne und Schwiegersöhne von Stände-Mitgliedern nicht den Landständen angehören.
Wilhelm II. und die Landstände vereinbarten zum 9. Juli 1848 eine neue Verfassung. Sie schaffte den Verfassungsrang des Zensus ab. Wahlmänner und Wählbare durften nicht Armenunterstützung erhalten. Keine Parlamentsmitglieder durften sein: Regierungsmitglieder und Beamte sowie Militärpersonen unter dem Range des Hauptmanns. Die Verfassung eröffnete aber die Möglichkeit, für Wahlmänner und Abgeordnete weitere Erfordernisse einzuführen. Laut Wahlgesetz vom 23. Juli des Jahres betrug der Zensus zehn Franken. Es führte zahlreiche detaillierte Bestimmungen auf, zum Beispiel über den Wahltag (ein Dienstag) und die Uhrzeiten für das „Wahlgeschäft“. Die Wähler mussten sich im Wahllokal versammeln und wurden namentlich aufgerufen, um ihren verschlossenen Stimmzettel dem Wahlvorsteher zu überreichen.
Als Luxemburg nicht mehr einem deutschen Staatsverband angehörte, erhielt es 1868 eine neue Verfassung, die die direkte Wahl einführte und den Wahlzensus begrenzte. 1919 wurden das allgemeine und gleiche Wahlrecht mit Verhältniswahl eingeführt.

### Limburg 1839–1866
Der Deutsche Bund hatte den Westteil Luxemburgs 1839 verloren und sollte dafür entschädigt werden. Zum Ausgleich teilte Belgien seine Provinz Limburg und gab den Ostteil an die Niederlande zurück. Dieser Ostteil wurde die niederländische Provinz Limburg und galt als Herzogtum Limburg zusammen mit Luxemburg als ein Bundesglied. Dessen drei Stimmen in der Bundesversammlung wurden vom Vertreter des niederländischen Königs abgegeben. Wie Luxemburg gehörte auch Limburg nach dem Ende des Deutschen Bundes 1866 dem neuen deutschen Staat nicht an.
Die Volksvertretungen der niederländischen Provinzen heißen Provinciale Staten (Provinzialstände). Zunächst wurden sie von drei Ständen gewählt, Ritterschaften, Stadtbürger und Land. Seit der großen Verfassungsreform 1848 galt ein Zensuswahlrecht. Limburg hatte 1839 195.425 Einwohner, von denen 1,42 Prozent das aktive und 0,38 Prozent das passive Wahlrecht besaßen. Bis zur Reform waren die Mitglieder der Ersten Kammer des nationalen Parlaments noch vom König ernannt worden, seitdem wurden sie von den Provinzialständen gewählt.

## Preußen 1848 bis 1918

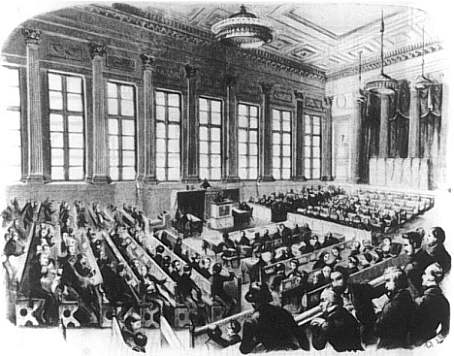
Konstituierende Sitzung der Preußischen Nationalversammlung, Mai 1848

Vor 1848 gab es in Preußen nur ständisch zusammengesetzte Provinziallandtage, und daran änderte auch der Vereinigte Landtag von 1847 nichts. Der König wollte mit dieser Versammlung die Liberalen beschwichtigen und sich Unterstützung für die Finanzierung der Staatseisenbahn einholen. Den Liberalen ging diese Versammlung von Provinzvertretern nicht weit genug, während die Konservativen darin einen gefährlichen Schritt zu einer konstitutionellen Verfassung sahen. Und tatsächlich hatte der Vereinigte Landtag historisch gesehen die Bedeutung, dass er liberalen Politikern aus ganz Preußen die Gelegenheit gab, sich zu treffen und auszutauschen.

### Verfassungen in Preußen seit 1848

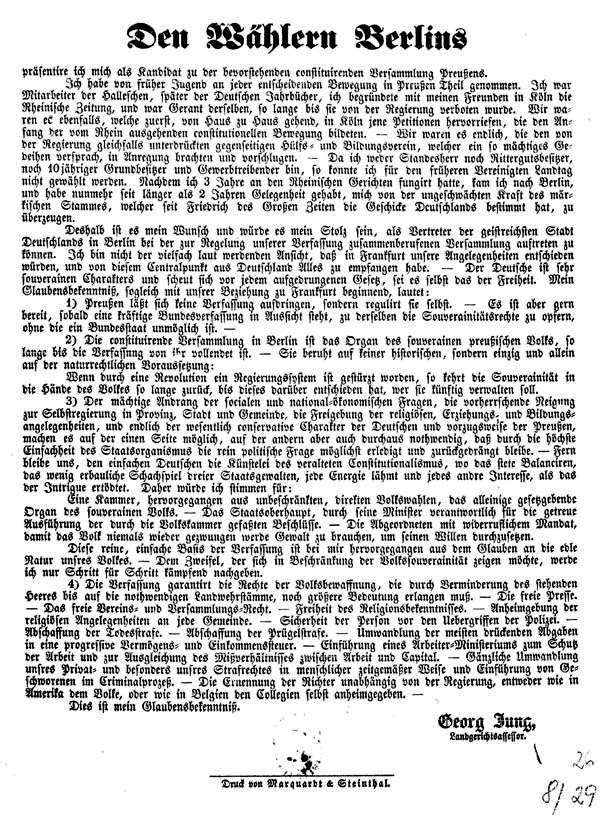
Manifest zur Wahl der Preußischen Nationalversammlung, von Georg Jung, später radikaldemokratisches Mitglied dort und im Preußischen Abgeordnetenhaus

In der Revolution von 1848 kam es dann zu allgemeinen Wahlen in für die Preußische Nationalversammlung, nach einem vom zweiten Vereinigten Landtag beschlossenen Wahlgesetz. Die Wahl im Mai war allgemein, insofern alle erwachsenen Männer wählen durften, die seit mindestens sechs Monaten am selben Ort wohnten und keine Armenhilfe bezogen. Indirekt war die Wahl, da die Urwähler ein Wahlmännerkollegium wählten, das dann die Abgeordneten wählte. Die Nationalversammlung wurde geprägt von Liberalen und Linksliberalen.
Zwar gelang es der Nationalversammlung nicht, ihren Verfassungsentwurf durchzusetzen, aber sie nötigte indirekt den König dazu, selbst eine Verfassung mitsamt preußischem Parlament einzurichten. Weil sie ohne Vereinbarung mit der Nationalversammlung zustande kam, nennt man sie die oktroyierte Verfassung. Die erste stammte vom Dezember 1849 und beinhaltete noch das allgemeine Wahlrecht der Nationalversammlung. Doch im April 1849 wurde dies wieder abgeschafft, wonach das Wahlrecht zwar allgemein, aber ungleich war.

### Herrenhaus
Die Zusammensetzung des Herrenhauses war zunächst umstritten. Nach der ersten, „oktroyierten“ Verfassung sollte diese Kammer von den später einzurichtenden Vertretungen der Provinzen, Bezirke und Kreise gewählt werden (Art. 63). Das Wahlgesetz vom 6. Dezember 1848 ließ provisorisch die Reichen wählen. Der hohe Zensus sorgte dafür, dass ein Teil der Kammermitglieder zum grundbesitzenden Adel gehörte.
Der König wollte aber die Mitglieder selbst ernennen und setzte bei der Revision durch, dass das Herrenhaus aus drei Gruppen bestehen sollte (Art. 65). 120 Mitglieder sollten ihre Angehörigkeit erben bzw. (bis zu einem Zehntel der Zahl der ersten Gruppe) vom König berufen werden. Die übrigen 120 Mitglieder sollten gewählt werden: drei Viertel von den Wahlbezirken, ein Viertel von den Gemeinderäten der größeren Städte. Die tatsächliche Zusammensetzung der Kammer verzögerte sich allerdings, und schließlich ermächtigte das Abgeordnetenhaus den König 1853 dazu, selbst die Zusammensetzung zu regeln. Seit 1854 kannte das Herrenhaus nur erbliche oder ernannte Mitglieder. Mitglieder waren bestimmte Angehörige des Adels und des Grundbesitzes, vom König berufene verdiente Bürger, Inhaber der vier großen Landesämter, von den ordentlichen Professoren gewählte Vertreter der zehn Landesuniversitäten, bestimmte Vertreter der Städte. 1911 gab es 260 adlige und 87 bürgerliche Mitglieder des Herrenhauses.

### Abgeordnetenhaus und das Dreiklassenwahlrecht

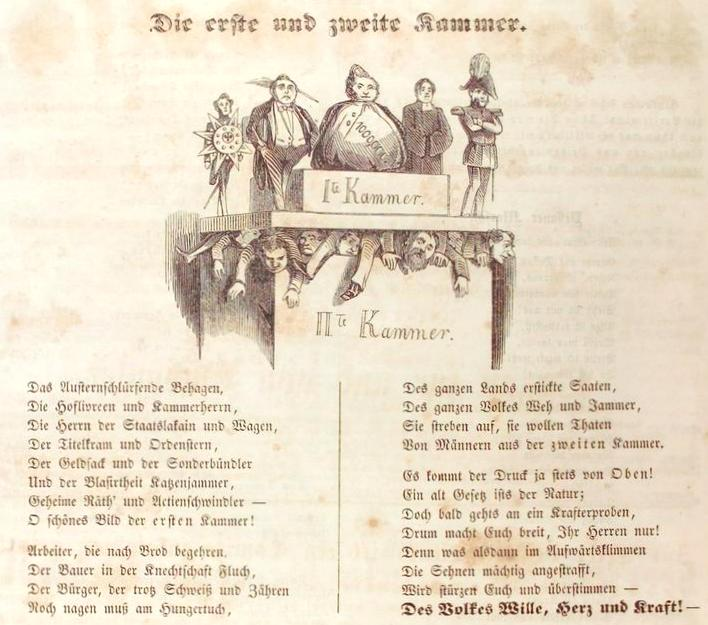
Kritik an der Ersten Kammer, die die Zweite erdrückt. Kladderadatsch, 1849.

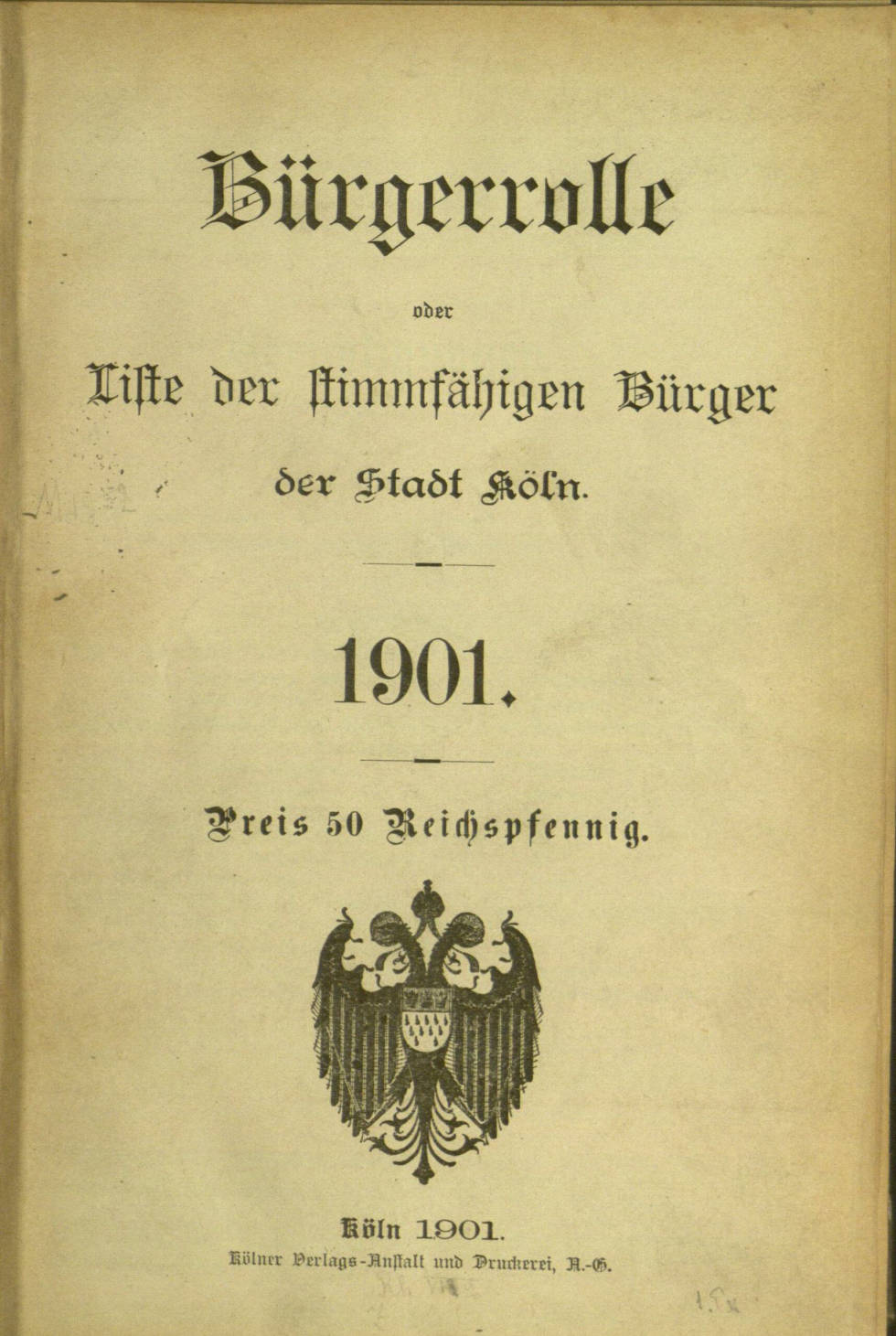
Wählerliste in Köln, mit den Wahlberechtigten in den drei Abteilungen (Klassen), 1901

In diesem Zensuswahlrecht waren die Urwähler je Wahlbezirk in drei Klassen nach ihrem Steueraufkommen eingeteilt, wobei in der ersten Klasse durchschnittlich die fünf Prozent reichsten Wähler wählten, in der zweiten 12,6 Prozent und in der dritten über achtzig Prozent. Alle drei Klassen wählten aber gleich viele Wahlmänner, die dann wiederum Abgeordnete bestimmten. Es gab Urwahlbezirke, in denen ein einziger reicher Mann die erste Klasse ausmachte. 1903 wählte sogar der Reichskanzler in der dritten Klasse. Dieses preußische Dreiklassenwahlrecht galt deutschlandweit und international als absurd, selbst unter Konservativen, die aber nicht wagten, an den Verhältnissen etwas zu ändern. Allerdings durften in diesem System auch arme Männer wählen, wenn auch mit weniger Stimmgewicht, die in anderen Ländern mit Zensuswahlrecht überhaupt nicht wählen durften.
1891 führte Preußen die progressive Einkommensteuer ein, wodurch die Reicheren höhere und die Ärmeren niedrigere (oder keine) Steuern zahlen mussten. Ein auch von der Regierung unerwünschter Nebeneffekt wäre aber gewesen, dass in den ersten beiden Wahlklassen erheblich weniger Wähler gewählt hätten. Daher änderte man die Berechnungsgrundlage. Jedem Wähler wurden fiktive drei Mark angerechnet, sodass die Folgen der neuen Einkommensteuer für die Wahl ausgeglichen wurde. Außerdem galt die Einteilung der Wähler in drei Klassen nicht mehr pro Gemeinde, sondern nur pro Urwahlbezirk. So konnten in ärmeren Stadtteilen auch sozialdemokratische Wähler in die zweite oder gar erste Klasse aufsteigen. Eine Gesetzesänderung von 1893 bestimmte, dass die unter Drei-Mark-Klausel fallenden Wähler immer in der dritten Klasse wählten.
1906 wurde die Zahl der Abgeordneten von 433 auf 443 erhöht, um in Ballungsgebieten mehr Wahlkreise einzurichten. So sollte die Kritik am Wahlsystem gemildert werden. Ein 1910 von der preußischen Regierung eingebrachter Entwurf, der etwas mehr Wähler in die höheren Klassen gebracht und die direkte Wahl eingeführt hätte, wurde im Abgeordnetenhaus nach Änderungen (u. a. Beibehalten der indirekten Wahl, Einführung der geheimen Wahl der Wahlmänner) angenommen, wurde aber von der Regierung zurückgezogen, als er im Herrenhaus auf Widerstand stieß.
Außer der öffentlichen Stimmabgabe für die III. Klasse war auch die geografische Einrichtung des Wahlsystems tendenziös. Es bevorzugte das ländliche Preußen gegenüber dem städtischen. Die Provinz Ostpreußen beispielsweise hatte 32 Mandate, Westfalen 34 und die Stadt Berlin nur 12, obwohl (im Jahre 1910) Berlin genauso viele Einwohner wie Ostpreußen hatte und Westfalen doppelt so viele wie Ostpreußen. Derselbe Trend war bei den Wahlbezirken zu erkennen. Die vier größten Wahlkreise und die vierzig kleinsten hatten 1910 gleich viele Einwohner (drei Millionen jeweils zusammen), aber in den kleinsten hatte der einzelne Wähler ein siebenmal so großes Stimmgewicht. All dies bevorzugte stark die konservativen Parteien.
Bei niedriger Wahlbeteiligung sorgte das Dreiklassenwahlrecht in Preußen fast immer für regierungstreue Mehrheiten im Abgeordnetenhaus. Eine Ausnahme waren die 1860er-Jahre mit ihren liberalen Mehrheiten, die für den Preußischen Verfassungskonflikt sorgten. Für die Sozialdemokraten und Linksliberalen war das Dreiklassenwahlrecht die Grundlage der konservativen Herrschaft in Preußen und damit, ab 1867, über den Bundesrat im Norddeutschen Bund. Im Vorfeld der Novemberrevolution 1918 erschien ihnen eine preußische Wahlreform als Grundvoraussetzung für eine wirksame Parlamentarisierung des Reiches.

## Österreich 1848 bis 1866
Das Kaisertum Österreich hatte in Deutschland den Ruf, eine der politisch rückständigsten Mächte zu sein. Altständische Verfassungen gab es nur in den einzelnen Reichsländern, wenn überhaupt. Das gesamte Reich hatte weder eine Verfassung noch eine Repräsentativverfassung. In der Märzrevolution jedoch gab der Kaiser am 15. März 1848 ein Verfassungsversprechen. Ein Ausschuss der Landtage erarbeitete sie. Vieles blieb in der Schwebe, vor allem, ob sie für den gesamten Staat oder nur für seinen Westen gelten solle. Der Reichstag (Österreichs) hatte nach dem Entwurf vom Mai zwei Kammern: einen Senat als Vertretung der Großgrundbesitzer, und ein Abgeordnetenhaus, das grundsätzlich nach einem Zensuswahlrecht zu wählen war. Die Liberalen waren gegen das Vetorecht des Senats und die Demokraten gegen die Beschränkung des Wahlrechts, ihnen zufolge sollten auch Kleinbürger, unselbständige Arbeiter, Dienstleute und Erwerbslose wählen. Nach einer Demonstration in Wien am 15. Mai dehnte der Innenminister Baron Pillersdorf das Wahlrecht auf „alle Volksklassen“ aus.

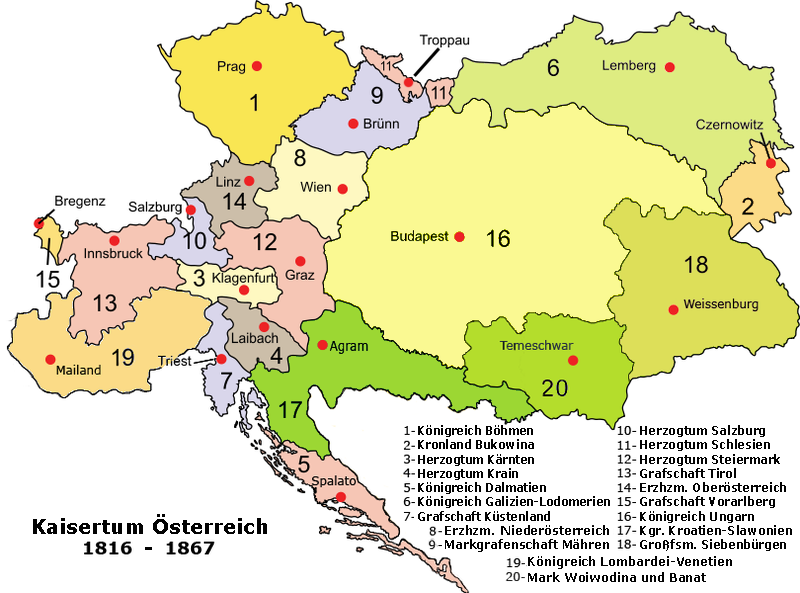
Kaisertum Österreich, 1816 bis 1867

Für die Reichstagswahl im Juni war ließ sich nur jeder 25. Wahlberechtigte registrieren, und in den Städten siegten meist die (rechten) Liberalen, auf dem Lande die Konservativen. Die parlamentarische Arbeit litt unter Nationalitätenkonflikten, und die Demokraten radikalisierten sich. Ungarn wollte sich vom Gesamtstaat lösen und hatte an der Wahl nicht teilgenommen.
Die verfassungsgebende Versammlung, die noch im Juni erstmals zusammentrat, war durch ein Eingreifen des Kaisers ein Einkammerparlament. Laut neuem Verfassungsentwurf sollte es einen Reichstag mit Volkskammer und Länderkammer (für die Provinzen) geben; alle Mitglieder sollten durch Wahl in ihr Amt kommen, nicht durch Ernennung. Eine Adelskammer kam in den Debatten nicht zur Sprache. In der Verfassung von 1849 gab es dann durchaus ernannte Mitglieder im Oberhaus. Es kam aber zu keinen Wahlen, und 1851 schaffte der Kaiser die Verfassung ab.
In Österreich gab es nach 1849 kein Parlament, aber einen Reichsrat als Beratungsorgan der Krone. 1860, nach der militärischen Niederlage im Italienischen Krieg 1859, wurde der Reichsrat um 38 Vertreter der Länder erweitert, für eine Neuordnung im Sinne eines Föderalismus der Länder. Landtage wurden wieder eingerichtet, auch dort, wo sie vorher abgeschafft worden waren. Sie hatten aber nur beratende Funktion. Das entsprechende „Oktoberdiplom“ war eine landständische Verfassung, keine Repräsentativverfassung. Diese blieb als Schritt in Richtung Volkssouveränität gefürchtet.
Dieses neue Staatsgrundgesetz stellte weder die Liberalen noch die Konservativen zufrieden. Das „Februarpatent“ von 1861 sollte daher den Reichsrat als Gesamtparlament für Heeres- und Finanzfragen etablieren, einschließlich ungarischer und venetianischer Mitglieder des Abgeordnetenhauses; für die deutschsprachigen Gebiete, Böhmen und Galizien war ein „engerer Reichsrat“ zuständig. De facto tagte der Reichsrat aber nur als „engerer“, da Ungarn, Kroaten und Rumänen den Reichsrat boykottierten. Die zweite Neuerung war die Wahl der Landtage, die dann Abgeordnete in den Reichsrat schickten. Beabsichtigterweise begünstigte das neue Wahlrecht diejenigen Schichten, in denen das Deutschtum vorherrschte.
Die Wahlordnungen für die 15 Landtage waren inhaltlich einander gleich. Bischöfe und Universitätsrektoren hießen Virilisten, sie hatten eine Virilstimme, also eine eigenständige, vollwertige Stimme im Landtag. Die übrigen Abgeordneten wurden in Kurien gewählt, eine Art Klasse. Eine Kurie stand für die Großgrundbesitzer bzw. der Höchstbesteuerten; eine weitere für die Städte, eine für die Handels- und Gewerbekammern und eine für die Landgemeinden. Wahlberechtigt war nur, wer österreichischer Staatsbürger und eigenberechtigt war sowie eine direkte Steuer entrichtete. Die Landgemeinden stellten zwar die Mehrheit der Bevölkerung, doch ihre Kurie war deutlich schwächer repräsentiert als die der Städte.
Auch die Wahlkreiseinteilung war tendenziös: Prag mit einer tschechischen Mehrheit zum Beispiel hatte 145.000 Einwohner und zehn Sitze im Landtag, Reichenberg mit 19.000 Einwohnern aber drei. Im zusammengetretenen böhmischen Landtag protestierten die Tschechen folgerichtig gegen das Wahlrecht. Trotz tschechischer Bevölkerungsmehrheit waren von 236 Landtagsabgeordneten nur 79 „National-Tschechen“. Ähnlich verhielt es sich mit den vom Landtag nach Wien geschickten Reichsratabgeordneten. Am 20. September 1865 machte Kaiser Franz Joseph das Februarpatent rückgängig. Verhandlungen mit Ungarn zu einer Zweiteilung des Gesamtstaates waren schon weit fortgeschritten, als 1866 der Deutsche Bund zerbrach.
Wahlen zum österreichischen Abgeordnetenhaus nach der Verfassung von 1867 fanden erst 1873 statt, nachdem eine Gesetzesänderung die Ernennung der Abgeordneten durch die regionalen Parlamente abgeschafft hat. 1882 sank der Zensus in einer Wahlrechtsreform um die Hälfte, von zehn auf fünf Gulden. In den Städten stieg die Zahl der Wähler um 34 Prozent, auf dem Lande um 26 Prozent. Veränderungen der Kurienaufteilung sorgten dafür, dass in der Kurie der Großgrundbesitzer die Deutschen meist nicht mehr die Mehrheit hatten. Am 26. Januar 1907 sanktionierte der Kaiser ein Gesetz, das das allgemeine Wahlrecht einführte. Ziel war es, das Parlament arbeitsfähig zu machen, indem die Vormacht der Großgrundbesitzer und Großbürger gebrochen wurde und Vertreter hineinkamen, die die Nationalitätenkonflikte verminderten.

## Elsaß-Lothringen 1871–1918

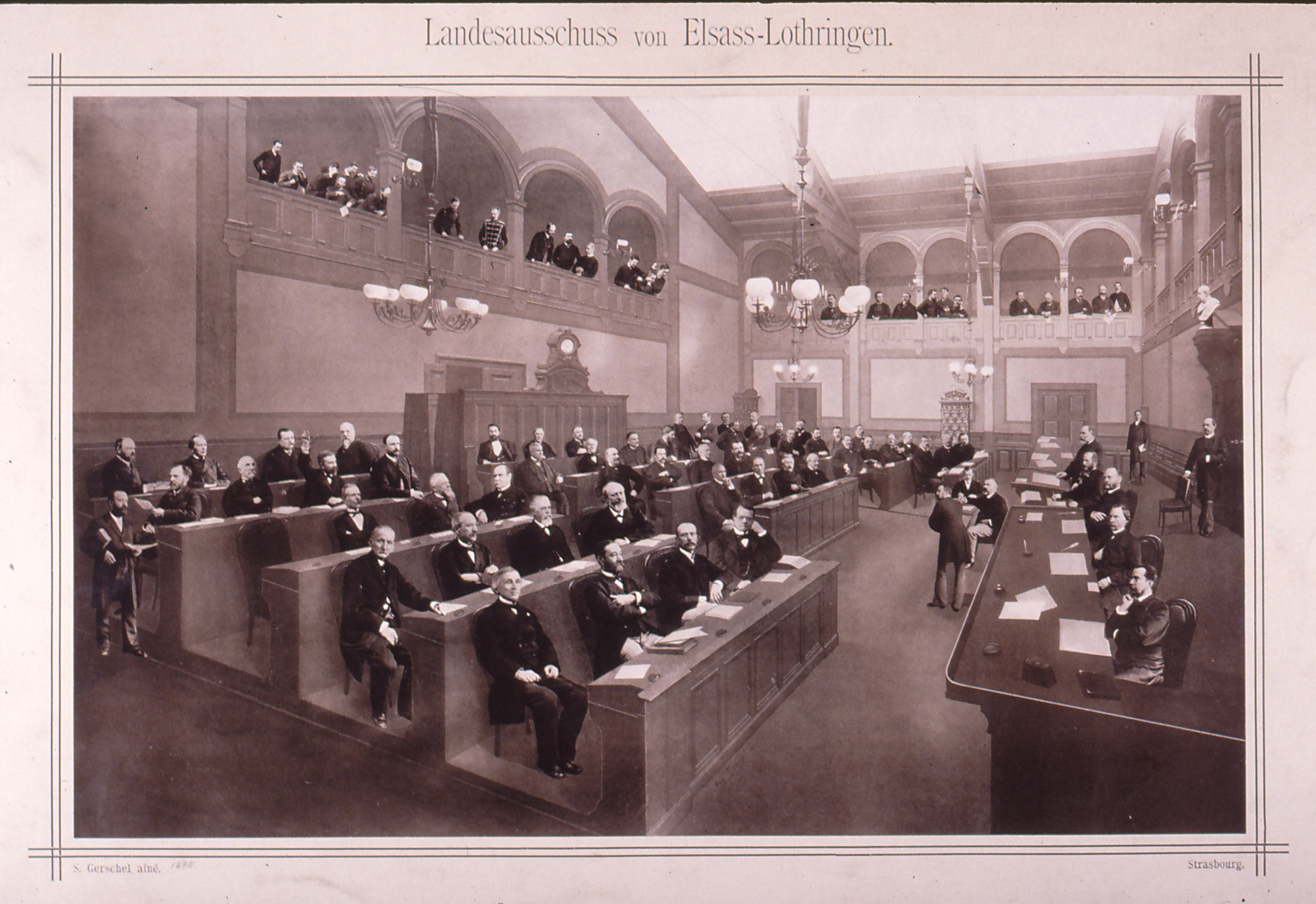
Landesausschuss von Elsaß-Lothringen, 1885

Das von Frankreich 1871 annektierte Gebiet wurde mit dem Vereinigungsgesetz vom 9. Juni 1871 zum Reichsland Elsaß-Lothringen. Es war eine reichsunmittelbare Gebietskörperschaft, die direkt der Reichsgewalt unterstellt war. Ausführende und gesetzgebende Gewalt lagen in der Hand des Kaisers, bis am 1. Januar 1874 die Reichsverfassung eingeführt wurde. Für Elsaß-Lothringen galten nun die Reichsgesetze, und der Reichstag erließ Landesgesetze für Elsaß-Lothringen. Im Oktober des Jahres richtete eine kaiserliche Verordnung einen Landesausschuss ein, der für die Landesgesetze immerhin eine beratende Funktion erhielt. Gewählt wurden die Mitglieder des Landesausschusses indirekt, und zwar von den elsaß-lothringischen Bezirkstagen. Seit 1877 war für die Landesgesetze die Zustimmung des Landesausschusses notwendig. Allerdings konnten Landesgesetze weiterhin durch die Reichsgesetzgebung (Reichstag und Bundesrat) zustande kommen.

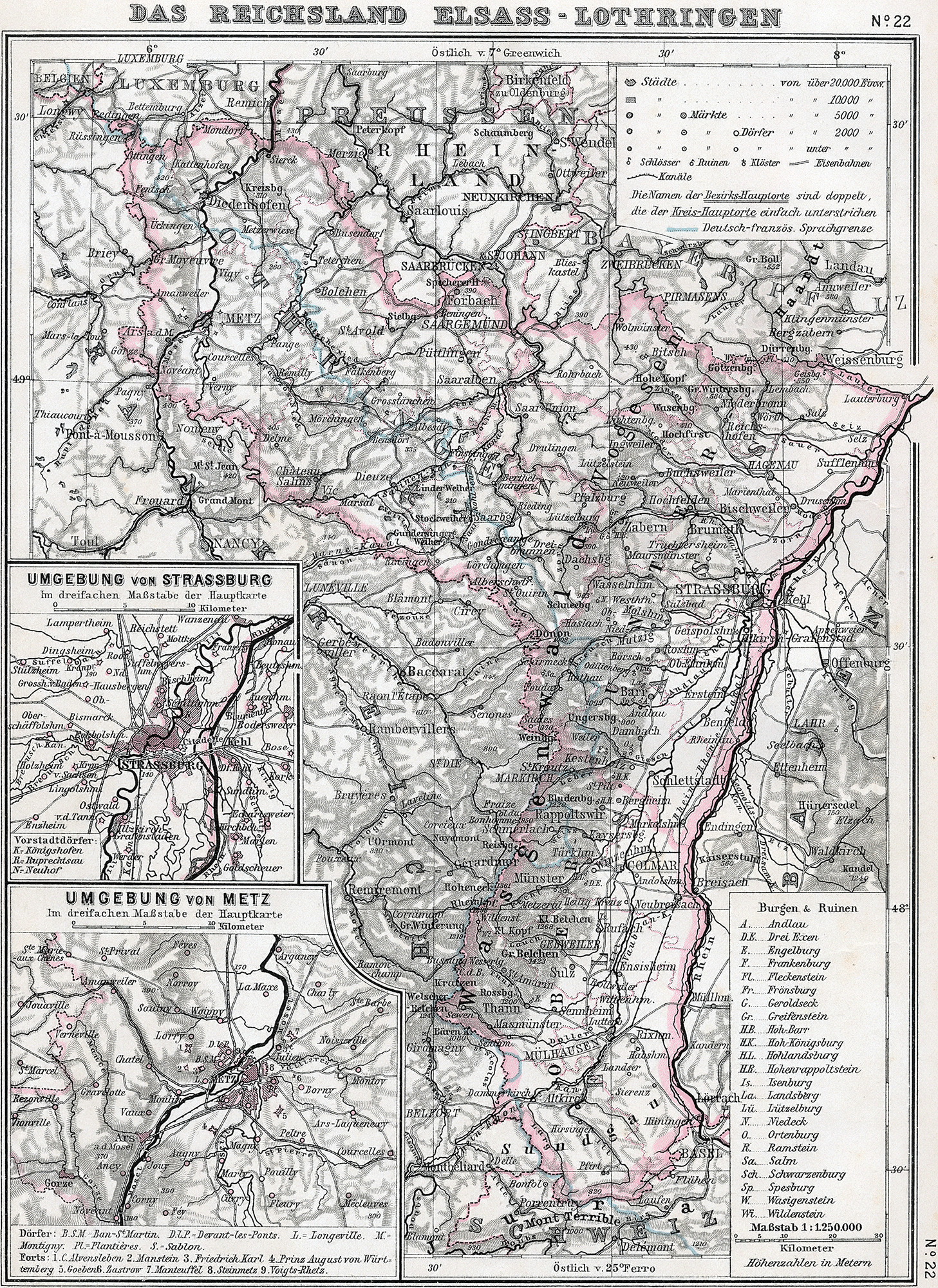
Zeitgenössische Landkarte, 1905

1911 erhielt Elsaß-Lothringen eine eigene Landesverfassung mit einem Landtag, der aus zwei Kammern bestand und der mit dem Kaiser die alleinige Gesetzgebung für das Land leistete. Der Kaiser blieb der Landesherr, er setzte mit Gegenzeichnung des Reichskanzlers einen Statthalter ein, der zwar Reichsorgan war, aber dem Landtag verantwortlich war, ebenso wie ein dem Statthalter unterstelltes Ministerium. Die Erste Kammer des Landtags vereinte Mitglieder, die entweder kraft Amt, durch Ernennung des Kaisers oder Wahl von Berufungskörperschaften (Universität, Städte usw.) ihr Mandat erhielten. Die Mitglieder der Zweiten Kammer wurden durch allgemeine, gleiche und direkte Wahl bestimmt. Ein Kandidat bedurfte im ersten Wahlgang der absoluten, im zweiten einer relativen Mehrheit.
Seit 1873 hatten die Elsaß-Lothringer das Wahlrecht für den Reichstag, zuerst wählten sie 1874 mit. Sie wählten vor allem Autonomisten, die mit den deutschen Behörden zusammenarbeiten wollten, im Gegensatz zur Protestpartei. 1918 musste Deutschland Elsaß-Lothringen im Rahmen des Waffenstillstandes an Frankreich zurückgeben.

## Belege
1. ↑  Manfred Botzenhart: Deutscher Parlamentarismus in der Revolutionszeit 1848–1850. Droste Verlag, Düsseldorf 1977, S. 192/193.
2. ↑  Manfred Botzenhart: Deutscher Parlamentarismus in der Revolutionszeit 1848–1850. Droste Verlag, Düsseldorf 1977, S. 195/196.
3. ↑  Ernst Rudolf Huber: Deutsche Verfassungsgeschichte seit 1789. Band IV: Struktur und Krisen des Kaiserreiches. Verlag W. Kohlhammer, Stuttgart [u. a.] 1969, S. 422/423.
4. ↑  Ernst Rudolf Huber: Deutsche Verfassungsgeschichte seit 1789. Band IV: Struktur und Krisen des Kaiserreiches. Verlag W. Kohlhammer, Stuttgart [u. a.] 1969, S. 425/236.
5. ↑  Ernst Rudolf Huber: Deutsche Verfassungsgeschichte seit 1789. Band IV: Struktur und Krisen des Kaiserreiches. Verlag W. Kohlhammer, Stuttgart [u. a.] 1969, S. 374.
6. ↑  Angelika Schaser: Zur Einführung des Frauenwahlrechts vor 90 Jahren am 12. November 1918, in: Feministische Studien 1 (2009), S. 97–110, hier S. 97.
7. ↑  Ernst Rudolf Huber: Deutsche Verfassungsgeschichte seit 1789. Band V: Weltkrieg, Revolution und Reichserneuerung: 1914–1919. W. Kohlhammer, Stuttgart [u. a.] 1960, S. 596/597.
8. ↑  Rüdiger Ham, Mario Kandil: Die napoleonischen Modellstaaten. In: Peter Brandt u. a. (Hrsg.): Handbuch der europäischen Verfassungsgeschichte im 19. Jahrhundert. Institutionen und Rechtspraxis im gesellschaftlichen Wandel. Band 1: Um 1800. Dietz, Bonn 2006, S. 684–713, hier S. 684–687.
9. ↑  Rüdiger Ham, Mario Kandil: Die napoleonischen Modellstaaten. In: Peter Brandt u. a. (Hrsg.): Handbuch der europäischen Verfassungsgeschichte im 19. Jahrhundert. Institutionen und Rechtspraxis im gesellschaftlichen Wandel. Band 1: Um 1800. Dietz, Bonn 2006, S. 684–713, hier S. 691–692.
10. ↑  Ernst Rudolf Huber: Deutsche Verfassungsgeschichte seit 1789. Band I: Reform und Restauration 1789 bis 1830. Verlag W. Kohlhammer, Stuttgart [u. a.] 1981, S. 88.
11. ↑  Rüdiger Ham, Mario Kandil: Die napoleonischen Modellstaaten. In: Peter Brandt u. a. (Hrsg.): Handbuch der europäischen Verfassungsgeschichte im 19. Jahrhundert. Institutionen und Rechtspraxis im gesellschaftlichen Wandel. Band 1: Um 1800. Dietz, Bonn 2006, S. 684–713, hier S. 689, 691.
12. ↑  Rüdiger Ham, Mario Kandil: Die napoleonischen Modellstaaten. In: Peter Brandt u. a. (Hrsg.): Handbuch der europäischen Verfassungsgeschichte im 19. Jahrhundert. Institutionen und Rechtspraxis im gesellschaftlichen Wandel. Band 1: Um 1800. Dietz, Bonn 2006, S. 684–713, hier S. 695.
13. ↑  Rüdiger Ham, Mario Kandil: Die napoleonischen Modellstaaten. In: Peter Brandt u. a. (Hrsg.): Handbuch der europäischen Verfassungsgeschichte im 19. Jahrhundert. Institutionen und Rechtspraxis im gesellschaftlichen Wandel. Band 1: Um 1800. Dietz, Bonn 2006, 684–713, hier S. 696.
14. ↑  Ernst Rudolf Huber: Deutsche Verfassungsgeschichte seit 1789. Band I: Reform und Restauration 1789 bis 1830. Verlag W. Kohlhammer, Stuttgart [u. a.] 1981, S. 89.
15. ↑  Helmut Stubbe da Luz: 'Demokratische' und partizipatorische Ansätze im politischen System der napoleonischen Modellstaatswesen Westphalen und Berg. In: Gerd Dethlefs, Armin Owzar, Gisela Weiß (Hrsg.): Modell und Wirklichkeit. Politik, Kultur und Gesellschaft im Großherzogtum Berg und im Königreich Westphalen. Ferdinand Schöningh: Paderborn/München/Wien/Zürich 2008, S. 33–46, hier S. 38.
16. ↑  Rüdiger Ham, Mario Kandil: Die napoleonischen Modellstaaten. In: Peter Brandt u. a. (Hrsg.): Handbuch der europäischen Verfassungsgeschichte im 19. Jahrhundert. Institutionen und Rechtspraxis im gesellschaftlichen Wandel. Band 1: Um 1800. Dietz, Bonn 2006, S. 684–713, hier S. 696.
17. ↑  Helmut Stubbe da Luz: 'Demokratische' und partizipatorische Ansätze im politischen System der napoleonischen Modellstaatswesen Westphalen und Berg. In: Gerd Dethlefs, Armin Owzar, Gisela Weiß (Hrsg.): Modell und Wirklichkeit. Politik, Kultur und Gesellschaft im Großherzogtum Berg und im Königreich Westphalen. Ferdinand Schöningh: Paderborn/München/Wien/Zürich 2008, S. 33–46, hier S. 41–43.
18. ↑  Rüdiger Ham, Mario Kandil: Die napoleonischen Modellstaaten. In: Peter Brandt u. a. (Hrsg.): Handbuch der europäischen Verfassungsgeschichte im 19. Jahrhundert. Institutionen und Rechtspraxis im gesellschaftlichen Wandel. Band 1: Um 1800. Dietz, Bonn 2006, S. 684–713, hier S. 693.
19. ↑  Ernst Rudolf Huber: Deutsche Verfassungsgeschichte seit 1789. Band I: Reform und Restauration 1789 bis 1830. Verlag W. Kohlhammer, Stuttgart [u. a.] 1981, S. 315/316.
20. ↑  Axel Kellmann, Patricia Drewes: Die süddeutschen Reformstaaten. In: Peter Brandt u. a. (Hrsg.): Handbuch der europäischen Verfassungsgeschichte im 19. Jahrhundert. Institutionen und Rechtspraxis im gesellschaftlichen Wandel. Band 1: Um 1800. Dietz, Bonn 2006, S. 714–784, hier S. 727.
21. ↑  Axel Kellmann, Patricia Drewes: Die süddeutschen Reformstaaten. In: Peter Brandt u. a. (Hrsg.): Handbuch der europäischen Verfassungsgeschichte im 19. Jahrhundert. Institutionen und Rechtspraxis im gesellschaftlichen Wandel. Band 1: Um 1800. Dietz, Bonn 2006, S. 714–784, hier S. 728.
22. ↑  Axel Kellmann, Patricia Drewes: Die süddeutschen Reformstaaten. In: Peter Brandt u. a. (Hrsg.): Handbuch der europäischen Verfassungsgeschichte im 19. Jahrhundert. Institutionen und Rechtspraxis im gesellschaftlichen Wandel. Band 1: Um 1800. Dietz, Bonn 2006, S. 714–784, hier S. 729.
23. ↑  Axel Kellmann, Patricia Drewes: Die süddeutschen Reformstaaten. In: Peter Brandt u. a. (Hrsg.): Handbuch der europäischen Verfassungsgeschichte im 19. Jahrhundert. Institutionen und Rechtspraxis im gesellschaftlichen Wandel. Band 1: Um 1800. Dietz, Bonn 2006, S. 714–784, hier S. 729/730.
24. ↑  Peter Brandt, Kurt Münger: Preußen. In: Peter Brandt u. a. (Hrsg.): Handbuch der europäischen Verfassungsgeschichte im 19. Jahrhundert. Institutionen und Rechtspraxis im gesellschaftlichen Wandel. Band 1: Um 1800. Dietz, Bonn 2006, S. 785–809, hier S. 806.
25. ↑  Peter Brandt, Kurt Münger: Preußen. In: Peter Brandt u. a. (Hrsg.): Handbuch der europäischen Verfassungsgeschichte im 19. Jahrhundert. Institutionen und Rechtspraxis im gesellschaftlichen Wandel. Band 1: Um 1800. Dietz, Bonn 2006, S. 785–809, hier S. 807/808.
26. ↑  Peter Brandt, Kurt Münger: Preußen. In: Peter Brandt u. a. (Hrsg.): Handbuch der europäischen Verfassungsgeschichte im 19. Jahrhundert. Institutionen und Rechtspraxis im gesellschaftlichen Wandel. Band 1: Um 1800. Dietz, Bonn 2006, S. 785–809, hier S. 809.
27. ↑  Ernst Rudolf Huber: Deutsche Verfassungsgeschichte seit 1789. Band I: Reform und Restauration 1789 bis 1830. Verlag W. Kohlhammer, Stuttgart [u. a.] 1981, S. 165/166.
28. ↑  Ernst Rudolf Huber: Deutsche Verfassungsgeschichte seit 1789. Band I: Reform und Restauration 1789 bis 1830. Verlag W. Kohlhammer, Stuttgart [u. a.] 1981, S. 170/171.
29. ↑  Peter Burg: Das Zweikammersystem in den deutschen Bundesstaaten. In: H. W. Blom, W. P. Blockmans, H. de Schepper (Hrsg.): Bicameralisme. Tweekamerstelsel vroeger en nu. Handelingen van de Internationale Conferentie ter gelegenheid van het 175-jarig bestaan van de Eerste Kamer der Staten-Generaal in de Nederlanden. Sdu Uitgeverij, Den Haag 1992, S. 291–297, hier S. 292.
30. ↑  Ernst Rudolf Huber: Deutsche Verfassungsgeschichte seit 1789. Band I: Reform und Restauration 1789 bis 1830. Verlag W. Kohlhammer, Stuttgart [u. a.] 1981, S. 341.
31. ↑  Ernst Rudolf Huber: Deutsche Verfassungsgeschichte seit 1789. Band I: Reform und Restauration 1789 bis 1830. Verlag W. Kohlhammer, Stuttgart [u. a.] 1981, S. 346/347.
32. ↑  Ernst Rudolf Huber: Deutsche Verfassungsgeschichte seit 1789. Band I: Reform und Restauration 1789 bis 1830. Verlag W. Kohlhammer, Stuttgart [u. a.] 1981, S. 343/344.
33. ↑  Ernst Rudolf Huber: Deutsche Verfassungsgeschichte seit 1789. Band I: Reform und Restauration 1789 bis 1830. Verlag W. Kohlhammer, Stuttgart [u. a.] 1981, S. 341/342.
34. ↑  Ernst Rudolf Huber: Deutsche Verfassungsgeschichte seit 1789. Band I: Reform und Restauration 1789 bis 1830. Verlag W. Kohlhammer, Stuttgart [u. a.] 1981, S. 342.
35. ↑  Josef Leeb: Wahlrecht und Wahlen zur Zweiten Kammer der bayerischen Ständeversammlung im Vormärz (1818–1848). Verlag Vandenhoeck & Ruprecht, Göttingen, 1996, S. 62 ff
36. ↑  Josef Leeb: Wahlrecht und Wahlen zur Zweiten Kammer der bayerischen Ständeversammlung im Vormärz (1818–1848). Verlag Vandenhoeck & Ruprecht, Göttingen, 1996, S. 67
37. ↑  Josef Leeb: Wahlrecht und Wahlen zur Zweiten Kammer der bayerischen Ständeversammlung im Vormärz (1818–1848). Verlag Vandenhoeck & Ruprecht, Göttingen, 1996, S. 451
38. ↑  Josef Leeb: Wahlrecht und Wahlen zur Zweiten Kammer der bayerischen Ständeversammlung im Vormärz (1818–1848). Verlag Vandenhoeck & Ruprecht, Göttingen, 1996, S. 147
39. ↑  Ernst Rudolf Huber: Deutsche Verfassungsgeschichte seit 1789. Band IV: Struktur und Krisen des Kaiserreiches. Verlag W. Kohlhammer, Stuttgart [u. a.] 1969, S. 394.
40. ↑  Ernst Rudolf Huber: Deutsche Verfassungsgeschichte seit 1789. Band II: Der Kampf um Einheit und Freiheit 1830 bis 1850. W. Kohlhammer, Stuttgart [u. a.] 1960, S. 183–186.
41. ↑  Ernst Rudolf Huber: Deutsche Verfassungsgeschichte seit 1789. Band IV: Struktur und Krisen des Kaiserreiches. Verlag W. Kohlhammer, Stuttgart [u. a.] 1969, S. 394/395.
42. ↑  Verzeichnis der Wahlkreise (PDF; 439 kB)
43. ↑  Ernst Rudolf Huber: Deutsche Verfassungsgeschichte seit 1789. Band I: Reform und Restauration 1789 bis 1830. Verlag W. Kohlhammer, Stuttgart [u. a.] 1981, S. 342.
44. ↑  Ernst Rudolf Huber: Deutsche Verfassungsgeschichte seit 1789. Band I: Reform und Restauration 1789 bis 1830. Verlag W. Kohlhammer, Stuttgart [u. a.] 1981, S. 342.
45. ↑  Ernst Rudolf Huber: Deutsche Verfassungsgeschichte seit 1789. Band I: Reform und Restauration 1789 bis 1830. Verlag W. Kohlhammer, Stuttgart [u. a.] 1981, S. 344.
46. ↑  Peter Burg: Das Zweikammersystem in den deutschen Bundesstaaten. In: H. W. Blom, W. P. Blockmans, H. de Schepper (Hrsg.): Bicameralisme. Tweekamerstelsel vroeger en nu. Handelingen van de Internationale Conferentie ter gelegenheid van het 175-jarig bestaan van de Eerste Kamer der Staten-Generaal in de Nederlanden. Sdu Uitgeverij, Den Haag 1992, S. 291–297, hier S. 293.
47. ↑  Ernst Rudolf Huber: Deutsche Verfassungsgeschichte seit 1789. Band II: Der Kampf um Einheit und Freiheit 1830 bis 1850. W. Kohlhammer, Stuttgart [u. a.] 1960, S. 186–189.
48. ↑  Ernst Rudolf Huber: Deutsche Verfassungsgeschichte seit 1789. Band IV: Struktur und Krisen des Kaiserreiches. Verlag W. Kohlhammer, Stuttgart [u. a.] 1969, S. 413/414.
49. ↑  Ernst Rudolf Huber: Deutsche Verfassungsgeschichte seit 1789. Band IV: Struktur und Krisen des Kaiserreiches. Verlag W. Kohlhammer, Stuttgart [u. a.] 1969, S. 414/415.
50. ↑  Fritz Stier-Somlo: Vom parlamentarischen Wahlrecht in den Kulturstaaten der Welt. Dietrich Reimer, Berlin 1918, S. 195.
51. ↑  Ernst Rudolf Huber: Deutsche Verfassungsgeschichte seit 1789. Band I: Reform und Restauration 1789 bis 1830. Verlag W. Kohlhammer, Stuttgart [u. a.] 1981, S. 342.
52. ↑  Ernst Rudolf Huber: Deutsche Verfassungsgeschichte seit 1789. Band I: Reform und Restauration 1789 bis 1830. Verlag W. Kohlhammer, Stuttgart [u. a.] 1981, S. 342.
53. ↑  Ernst Rudolf Huber: Deutsche Verfassungsgeschichte seit 1789. Band I: Reform und Restauration 1789 bis 1830. Verlag W. Kohlhammer, Stuttgart [u. a.] 1981, S. 344.
54. ↑  Peter Burg: Das Zweikammersystem in den deutschen Bundesstaaten. In: H. W. Blom, W. P. Blockmans, H. de Schepper (Hrsg.): Bicameralisme. Tweekamerstelsel vroeger en nu. Handelingen van de Internationale Conferentie ter gelegenheid van het 175-jarig bestaan van de Eerste Kamer der Staten-Generaal in de Nederlanden. Sdu Uitgeverij, Den Haag 1992, S. 291–297, hier S. 293.
55. ↑  Ernst Rudolf Huber: Deutsche Verfassungsgeschichte seit 1789. Band II: Der Kampf um Einheit und Freiheit 1830 bis 1850. W. Kohlhammer, Stuttgart [u. a.] 1960, S. 194.
56. ↑  Ernst Rudolf Huber: Deutsche Verfassungsgeschichte seit 1789. Band IV: Struktur und Krisen des Kaiserreiches. Verlag W. Kohlhammer, Stuttgart [u. a.] 1969, S. 416.
57. ↑  Fritz Stier-Somlo: Vom parlamentarischen Wahlrecht in den Kulturstaaten der Welt. Dietrich Reimer, Berlin 1918, S. 196/197.
58. ↑  Ernst Rudolf Huber: Deutsche Verfassungsgeschichte seit 1789. Band I: Reform und Restauration 1789 bis 1830. Verlag W. Kohlhammer, Stuttgart [u. a.] 1981, S. 342.
59. ↑  Ernst Rudolf Huber: Deutsche Verfassungsgeschichte seit 1789. Band I: Reform und Restauration 1789 bis 1830. Verlag W. Kohlhammer, Stuttgart [u. a.] 1981, S. 342.
60. ↑  Ernst Rudolf Huber: Deutsche Verfassungsgeschichte seit 1789. Band I: Reform und Restauration 1789 bis 1830. Verlag W. Kohlhammer, Stuttgart [u. a.] 1981, S. 344.
61. ↑  Ernst Rudolf Huber: Deutsche Verfassungsgeschichte seit 1789. Band II: Der Kampf um Einheit und Freiheit 1830 bis 1850. W. Kohlhammer, Stuttgart [u. a.] 1960, S. 199.
62. ↑  Ernst Rudolf Huber: Deutsche Verfassungsgeschichte seit 1789. Band II: Der Kampf um Einheit und Freiheit 1830 bis 1850. W. Kohlhammer, Stuttgart [u. a.] 1960, S. 190.
63. ↑  Ernst Rudolf Huber: Deutsche Verfassungsgeschichte seit 1789. Band IV: Struktur und Krisen des Kaiserreiches. Verlag W. Kohlhammer, Stuttgart [u. a.] 1969, S. 421/422.
64. ↑  Fritz Stier-Somlo: Vom parlamentarischen Wahlrecht in den Kulturstaaten der Welt. Dietrich Reimer, Berlin 1918, S. 198.
65. ↑  Volker Klügel: Wahlrechtsbeschränkungen und deren Auswirkungen im Königreich Hannover zur Zeit des Frühkonstitutionalismus. Diss., Göttingen 1988, S. 28.
66. ↑  Ernst Rudolf Huber: Deutsche Verfassungsgeschichte seit 1789. Band II: Der Kampf um Einheit und Freiheit 1830 bis 1850. W. Kohlhammer, Stuttgart [u. a.] 1960, S. 90.
67. ↑  Ernst Rudolf Huber: Deutsche Verfassungsgeschichte seit 1789. Band II: Der Kampf um Einheit und Freiheit 1830 bis 1850. W. Kohlhammer, Stuttgart [u. a.] 1960, S. 93.
68. ↑  Ernst Rudolf Huber: Deutsche Verfassungsgeschichte seit 1789. Band II: Der Kampf um Einheit und Freiheit 1830 bis 1850. W. Kohlhammer, Stuttgart [u. a.] 1960, S. 114.
69. ↑  Manfred Botzenhart: Deutscher Parlamentarismus in der Revolutionszeit 1848–1850. Droste Verlag, Düsseldorf 1977, S. 199/201.
70. ↑  Manfred Botzenhart: Deutscher Parlamentarismus in der Revolutionszeit 1848–1850. Droste Verlag, Düsseldorf 1977, S. 201.
71. ↑  Manfred Botzenhart: Deutscher Parlamentarismus in der Revolutionszeit 1848–1850. Droste Verlag, Düsseldorf 1977, S. 198.
72. ↑  Manfred Botzenhart: Deutscher Parlamentarismus in der Revolutionszeit 1848–1850. Droste Verlag, Düsseldorf 1977, S. 203–205.
73. ↑  Manfred Botzenhart: Deutscher Parlamentarismus in der Revolutionszeit 1848–1850. Droste Verlag, Düsseldorf 1977, S. 207/208, S. 210.
74. ↑  Ernst Rudolf Huber: Deutsche Verfassungsgeschichte seit 1789. Band II: Der Kampf um Einheit und Freiheit 1830 bis 1850. W. Kohlhammer, Stuttgart [u. a.] 1960, S. 538/539, S. 210.
75. ↑  Manfred Botzenhart: Deutscher Parlamentarismus in der Revolutionszeit 1848–1850. Droste Verlag, Düsseldorf 1977, S. 211.
76. ↑  Ernst Rudolf Huber: Deutsche Verfassungsgeschichte seit 1789. Band II: Der Kampf um Einheit und Freiheit 1830 bis 1850. W. Kohlhammer, Stuttgart [u. a.] 1960, S. 209.
77. ↑  Ernst Rudolf Huber: Deutsche Verfassungsgeschichte seit 1789. Band II: Der Kampf um Einheit und Freiheit 1830 bis 1850. W. Kohlhammer, Stuttgart [u. a.] 1960, S. 212, 215.
78. ↑  Ernst Rudolf Huber: Deutsche Verfassungsgeschichte seit 1789. Band II: Der Kampf um Einheit und Freiheit 1830 bis 1850. W. Kohlhammer, Stuttgart [u. a.] 1960, S. 540.
79. ↑  Ernst Rudolf Huber: Deutsche Verfassungsgeschichte seit 1789. Band II: Der Kampf um Einheit und Freiheit 1830 bis 1850. W. Kohlhammer, Stuttgart [u. a.] 1960, S. 541.
80. ↑  Fritz Stier-Somlo: Vom parlamentarischen Wahlrecht in den Kulturstaaten der Welt. Dietrich Reimer, Berlin 1918, S. 199/200.
81. ↑  Ernst Rudolf Huber: Deutsche Verfassungsgeschichte seit 1789. Band II: Der Kampf um Einheit und Freiheit 1830 bis 1850. W. Kohlhammer, Stuttgart [u. a.] 1960, S. 47.
82. ↑  Ernst Rudolf Huber: Deutsche Verfassungsgeschichte seit 1789. Band II: Der Kampf um Einheit und Freiheit 1830 bis 1850. W. Kohlhammer, Stuttgart [u. a.] 1960, S. 60.
83. ↑  Ernst Rudolf Huber: Deutsche Verfassungsgeschichte seit 1789. Band II: Der Kampf um Einheit und Freiheit 1830 bis 1850. W. Kohlhammer, Stuttgart [u. a.] 1960, S. 539/540.
84. ↑  Ernst Rudolf Huber: Deutsche Verfassungsgeschichte seit 1789. Band IV: Struktur und Krisen des Kaiserreiches. Verlag W. Kohlhammer, Stuttgart [u. a.] 1969, S. 431.
85. ↑  Fritz Stier-Somlo: Vom parlamentarischen Wahlrecht in den Kulturstaaten der Welt. Dietrich Reimer, Berlin 1918, S. 200/201.
86. ↑  Fritz Stier-Somlo: Vom parlamentarischen Wahlrecht in den Kulturstaaten der Welt. Dietrich Reimer, Berlin 1918, S. 207.
87. ↑  Georg Wilhelm Sante (Hrsg.): Geschichte der deutschen Länder. „Territorien-Ploetz“. 2. Band: Die deutschen Länder vom Wiener Kongreß bis zur Gegenwart. A. G. Ploetz Verlag, Würzburg 1971, S. 576/577.
88. ↑  Fritz Stier-Somlo: Vom parlamentarischen Wahlrecht in den Kulturstaaten der Welt. Dietrich Reimer, Berlin 1918, S. 206.
89. ↑  Ernst Rudolf Huber: Deutsche Verfassungsgeschichte seit 1789. Band II: Der Kampf um Einheit und Freiheit 1830 bis 1850. W. Kohlhammer, Stuttgart [u. a.] 1960, S. 63.
90. ↑  Ernst Rudolf Huber: Deutsche Verfassungsgeschichte seit 1789. Band II: Der Kampf um Einheit und Freiheit 1830 bis 1850. W. Kohlhammer, Stuttgart [u. a.] 1960, S. 66/68.
91. ↑  Ernst Rudolf Huber: Deutsche Verfassungsgeschichte seit 1789. Band II: Der Kampf um Einheit und Freiheit 1830 bis 1850. W. Kohlhammer, Stuttgart [u. a.] 1960, S. 68/69.
92. ↑  Ernst Rudolf Huber: Deutsche Verfassungsgeschichte seit 1789. Band II: Der Kampf um Einheit und Freiheit 1830 bis 1850. W. Kohlhammer, Stuttgart [u. a.] 1960, S. 218.
93. ↑  F. A. Brockhaus in Leipzig, Berlin und Wien, 14. Auflage, 1894–1896, Band 12, S. 190, s.v. „Nassau“, abgerufen am 14. September 2012.
94. ↑  Pierer’s Universal-Lexikon, Band 11. Altenburg 1860, S. 689–692, s.v. „Nassau“, abgerufen am 14. September 2012.
95. ↑  Meyers Großes Konversations-Lexikon, Band 14. Leipzig 1908, S. 434–436, s.v. „Nassau“, abgerufen am 14. September 2012.
96. ↑  Pierer’s Universal-Lexikon, Band 18. Altenburg 1864, S. 792–795, s.v. „Waldeck“, abgerufen am 15. September 2012.
97. ↑  Ernst Rudolf Huber: Deutsche Verfassungsgeschichte seit 1789. Band II: Der Kampf um Einheit und Freiheit 1830 bis 1850. W. Kohlhammer, Stuttgart [u. a.] 1960, S. 526.
98. ↑  Documentarchiv.de: Verfassungsurkunde für das Königreich Sachsen, abgerufen am 9. September 2012.
99. ↑  Peter Burg: Das Zweikammersystem in den deutschen Bundesstaaten. In: H. W. Blom, W. P. Blockmans, H. de Schepper (Hrsg.): Bicameralisme. Tweekamerstelsel vroeger en nu. Handelingen van de Internationale Conferentie ter gelegenheid van het 175-jarig bestaan van de Eerste Kamer der Staten-Generaal in de Nederlanden. Sdu Uitgeverij, Den Haag 1992, S. 291–297, hier S. 293.
100. ↑  Roland Zeise: Bürgerliche Umwälzung und proletarische Parteibildung (1830–1871), S. 360 in: Karl Czok: Geschichte Sachsens. Weimar 1990.
101. ↑  Josef Matzerath/Uwe Ulrich Jäschke: Aspekte sächsischer Landtagsgeschichte. Die Mitglieder und Wahlbezirke der sächsischen Landtage (1833–1952). Teil III: Wahlbezirke und Raumbezüge, S. 57.
102. ↑  Ernst Rudolf Huber: Deutsche Verfassungsgeschichte seit 1789. Band II: Der Kampf um Einheit und Freiheit 1830 bis 1850. W. Kohlhammer, Stuttgart [u. a.] 1960, S. 204.
103. ↑  Ernst Rudolf Huber: Deutsche Verfassungsgeschichte seit 1789. Band II: Der Kampf um Einheit und Freiheit 1830 bis 1850. W. Kohlhammer, Stuttgart [u. a.] 1960, S. 207.
104. ↑  Josef Matzerath/Uwe Ulrich Jäschke: Aspekte sächsischer Landtagsgeschichte. Die Mitglieder und Wahlbezirke der sächsischen Landtage (1833–1952). Teil III: Wahlbezirke und Raumbezüge, S. 133.
105. ↑  Josef Matzerath/Uwe Ulrich Jäschke: Aspekte sächsischer Landtagsgeschichte. Die Mitglieder und Wahlbezirke der sächsischen Landtage (1833–1952). Teil III: Wahlbezirke und Raumbezüge, S. 142.
106. ↑  Roland Zeise/Bernd Rüdiger: Bundesstaat im Deutschen Reich (1871 – 1917/18), S. 398 in: Karl Czok: Geschichte Sachsens. Weimar 1990.
107. ↑  Ernst Rudolf Huber: Deutsche Verfassungsgeschichte seit 1789. Band IV: Struktur und Krisen des Kaiserreiches. Verlag W. Kohlhammer, Stuttgart [u. a.] 1969, S. 405.
108. ↑  Ernst Rudolf Huber: Deutsche Verfassungsgeschichte seit 1789. Band IV: Struktur und Krisen des Kaiserreiches. Verlag W. Kohlhammer, Stuttgart [u. a.] 1969, S. 405/406.
109. ↑  Roland Zeise/Bernd Rüdiger: Bundesstaat im Deutschen Reich (1871 – 1917/18), S. 417 in: Karl Czok: Geschichte Sachsens. Weimar 1990.
110. ↑  Ernst Rudolf Huber: Deutsche Verfassungsgeschichte seit 1789. Band IV: Struktur und Krisen des Kaiserreiches. Verlag W. Kohlhammer, Stuttgart [u. a.] 1969, S. 409/410.
111. ↑  Ernst Rudolf Huber: Deutsche Verfassungsgeschichte seit 1789. Band II: Der Kampf um Einheit und Freiheit 1830 bis 1850. W. Kohlhammer, Stuttgart [u. a.] 1960, S. 541/542.
112. ↑  Ernst Rudolf Huber: Deutsche Verfassungsgeschichte seit 1789. Band II: Der Kampf um Einheit und Freiheit 1830 bis 1850. W. Kohlhammer, Stuttgart [u. a.] 1960, S. 542–544.
113. ↑  Ernst Rudolf Huber: Deutsche Verfassungsgeschichte seit 1789. Band II: Der Kampf um Einheit und Freiheit 1830 bis 1850. W. Kohlhammer, Stuttgart [u. a.] 1960, S. 220/221.
114. ↑  Ernst Rudolf Huber: Deutsche Verfassungsgeschichte seit 1789. Band II: Der Kampf um Einheit und Freiheit 1830 bis 1850. W. Kohlhammer, Stuttgart [u. a.] 1960, S. 221.
115. ↑  Ernst Rudolf Huber: Deutsche Verfassungsgeschichte seit 1789. Band II: Der Kampf um Einheit und Freiheit 1830 bis 1850. W. Kohlhammer, Stuttgart [u. a.] 1960, S. 212, 222.
116. ↑  Ernst Rudolf Huber: Deutsche Verfassungsgeschichte seit 1789. Band II: Der Kampf um Einheit und Freiheit 1830 bis 1850. W. Kohlhammer, Stuttgart [u. a.] 1960, S. 544.
117. ↑  Ernst Rudolf Huber: Deutsche Verfassungsgeschichte seit 1789. Band II: Der Kampf um Einheit und Freiheit 1830 bis 1850. W. Kohlhammer, Stuttgart [u. a.] 1960, S. 544.
118. ↑  Ernst Rudolf Huber: Deutsche Verfassungsgeschichte seit 1789. Band II: Der Kampf um Einheit und Freiheit 1830 bis 1850. W. Kohlhammer, Stuttgart [u. a.] 1960, S. 545/546.
119. ↑  Georg Wilhelm Sante (Hrsg.): Geschichte der deutschen Länder. „Territorien-Ploetz“, Bd. 2, 1971, S. 629.
120. ↑  Ernst Rudolf Huber: Deutsche Verfassungsgeschichte seit 1789. Band II: Der Kampf um Einheit und Freiheit 1830 bis 1850. W. Kohlhammer, Stuttgart [u. a.] 1960, S. 646/647.
121. ↑  Georg Wilhelm Sante (Hrsg.): Geschichte der deutschen Länder. „Territorien-Ploetz“, Bd. 2, 1971, S. 631.
122. ↑  Ernst Rudolf Huber: Deutsche Verfassungsgeschichte seit 1789. Band II: Der Kampf um Einheit und Freiheit 1830 bis 1850. W. Kohlhammer, Stuttgart [u. a.] 1960, S. 647.
123. ↑  Georg Wilhelm Sante (Hrsg.): Geschichte der deutschen Länder. „Territorien-Ploetz“, Bd. 2, 1971, S. 625.
124. ↑  Ernst Rudolf Huber: Deutsche Verfassungsgeschichte seit 1789. Band II: Der Kampf um Einheit und Freiheit 1830 bis 1850. W. Kohlhammer, Stuttgart [u. a.] 1960, S. 522/523.
125. ↑  Ernst Rudolf Huber: Deutsche Verfassungsgeschichte seit 1789. Band II: Der Kampf um Einheit und Freiheit 1830 bis 1850. W. Kohlhammer, Stuttgart [u. a.] 1960, S. 530.
126. ↑  Ernst Rudolf Huber: Deutsche Verfassungsgeschichte seit 1789. Band II: Der Kampf um Einheit und Freiheit 1830 bis 1850. W. Kohlhammer, Stuttgart [u. a.] 1960, S. 532.
127. ↑  Fritz Stier-Somlo: Vom parlamentarischen Wahlrecht in den Kulturstaaten der Welt. Dietrich Reimer, Berlin 1918, S. 198/199.
128. ↑  Ernst Rudolf Huber: Deutsche Verfassungsgeschichte seit 1789. Band II: Der Kampf um Einheit und Freiheit 1830 bis 1850. W. Kohlhammer, Stuttgart [u. a.] 1960, S. 532.
129. ↑  Fritz Stier-Somlo: Vom parlamentarischen Wahlrecht in den Kulturstaaten der Welt. Dietrich Reimer, Berlin 1918, S. 202/203.
130. ↑  Ernst Rudolf Huber: Deutsche Verfassungsgeschichte seit 1789. Band II: Der Kampf um Einheit und Freiheit 1830 bis 1850. W. Kohlhammer, Stuttgart [u. a.] 1960, S. 533.
131. ↑  Fritz Stier-Somlo: Vom parlamentarischen Wahlrecht in den Kulturstaaten der Welt. Dietrich Reimer, Berlin 1918, S. 202.
132. ↑  Ernst Rudolf Huber: Deutsche Verfassungsgeschichte seit 1789. Band II: Der Kampf um Einheit und Freiheit 1830 bis 1850. W. Kohlhammer, Stuttgart [u. a.] 1960, S. 533.
133. ↑  Georg Wilhelm Sante (Hrsg.): Geschichte der deutschen Länder. „Territorien-Ploetz“. 2. Band: Die deutschen Länder vom Wiener Kongreß bis zur Gegenwart. A. G. Ploetz Verlag, Würzburg 1971, S. 511/521.
134. ↑  Fritz Stier-Somlo: Vom parlamentarischen Wahlrecht in den Kulturstaaten der Welt. Dietrich Reimer, Berlin 1918, S. 204.
135. ↑  Fritz Stier-Somlo: Vom parlamentarischen Wahlrecht in den Kulturstaaten der Welt. Dietrich Reimer, Berlin 1918, S. 204/205.
136. ↑  Fritz Stier-Somlo: Vom parlamentarischen Wahlrecht in den Kulturstaaten der Welt. Dietrich Reimer, Berlin 1918, S. 205.
137. ↑  Fritz Stier-Somlo: Vom parlamentarischen Wahlrecht in den Kulturstaaten der Welt. Dietrich Reimer, Berlin 1918, S. 205/206.
138. ↑  Ernst Rudolf Huber: Deutsche Verfassungsgeschichte seit 1789. Band II: Der Kampf um Einheit und Freiheit 1830 bis 1850. W. Kohlhammer, Stuttgart [u. a.] 1960, S. 534.
139. ↑  Ernst Rudolf Huber: Deutsche Verfassungsgeschichte seit 1789. Band II: Der Kampf um Einheit und Freiheit 1830 bis 1850. W. Kohlhammer, Stuttgart [u. a.] 1960, S. 535.
140. ↑  Ernst Rudolf Huber: Deutsche Verfassungsgeschichte seit 1789. Band II: Der Kampf um Einheit und Freiheit 1830 bis 1850. W. Kohlhammer, Stuttgart [u. a.] 1960, S. 535/536.
141. ↑  Meyers Großes Konversations-Lexikon, Band 1. Leipzig 1905, S. 527–531, s.v. „Anhalt“, abgerufen am 15. September 2012.
142. ↑  Fritz Stier-Somlo: Vom parlamentarischen Wahlrecht in den Kulturstaaten der Welt. Dietrich Reimer, Berlin 1918, S. 203.
143. ↑  Georg Wilhelm Sante (Hrsg.): Geschichte der deutschen Länder. „Territorien-Ploetz“, Bd. 2, 1971, S. 585.
144. ↑  Georg Wilhelm Sante (Hrsg.): Geschichte der deutschen Länder. „Territorien-Ploetz“, Bd. 2, 1971, S. 586.
145. ↑  Roar Skovmand, Vagn Dybdahl, Erik Rasmussen: Geschichte Dänemarks 1830–1939. Die Auseinandersetzungen um nationale Einheit, demokratische Freiheit und soziale Gleichheit. Karl Wachholtz Verlag, Neumünster 1973, S. 59.
146. ↑  Georg Wilhelm Sante (Hrsg.): Geschichte der deutschen Länder. „Territorien-Ploetz“, Bd. 2, 1971, S. 586/587.
147. ↑  Roar Skovmand, Vagn Dybdahl, Erik Rasmussen: Geschichte Dänemarks 1830–1939. Die Auseinandersetzungen um nationale Einheit, demokratische Freiheit und soziale Gleichheit. Karl Wachholtz Verlag, Neumünster 1973, S. 114/115.
148. ↑  Roar Skovmand, Vagn Dybdahl, Erik Rasmussen: Geschichte Dänemarks 1830–1939. Die Auseinandersetzungen um nationale Einheit, demokratische Freiheit und soziale Gleichheit. Karl Wachholtz Verlag, Neumünster 1973, S. 117.
149. ↑  Georg Wilhelm Sante (Hrsg.): Geschichte der deutschen Länder. „Territorien-Ploetz“, Bd. 2, 1971, S. 588/590.
150. ↑  Robert Bohn: Geschichte Schleswig-Holsteins. Beck, München 2006, ISBN 3-406-50891-X, S. 87–94.
151. ↑  Ernst Rudolf Huber: Deutsche Verfassungsgeschichte seit 1789. Band II: Der Kampf um Einheit und Freiheit 1830 bis 1850. W. Kohlhammer, Stuttgart [u. a.] 1960, S. 115–117, S. 120/121.
152. ↑  Ernst Rudolf Huber: Deutsche Verfassungsgeschichte seit 1789. Band II: Der Kampf um Einheit und Freiheit 1830 bis 1850. W. Kohlhammer, Stuttgart [u. a.] 1960, S. 124.
153. ↑  Els Witte: De constructie van België. 1828–1847. In: Nieuwe geschiedenis van België. 1830–1905. Lannoo, Tielt 2005, S. 29–226, hier S. 110–112.
154. ↑  Belgium.be: Vorläufige Regierung und Nationaler Kongress, abgerufen am 19. März 2022.
155. ↑  Verfassungen.eu: Verordnung in Betreff der landständischen Verfassung für das Großherzogthum Luxemburg, abgerufen am 9. September 2012. Zusätzlich mit näheren Angaben zum Beispiel für die Berechnung der Steuerlast: Verfassungen.eu: Reglement für die Wahl der Mitglieder der Stände des Großherzogthum Luxemburg vom 16. Oktober 1841, abgerufen am 9. September 2012.
156. ↑  Verfassungen.eu: Verfassung des Großherzogtums Luxemburg vom 9. Juli 1848, abgerufen am 9. September 2012.
157. ↑  Legilux.public.lu: Gesetz über die Wahlen zur Kammer der Abgeordneten vom 23. Juli 1848, abgerufen am 9. September 2012. Siehe ferner: Legilux.public.lu: König-Großherzogliche Verordnung vom 7. Juni 1857, die Wahlen zur Ständeversammlung betreffend, abgerufen am 9. September 2012.
158. ↑  Verfassungen.eu: Verfassung des Großherzogtums Luxemburg vom 9. Juli 1848 in der Fassung der Bekanntmachung vom 17. Oktober 1868, abgerufen am 9. September 2012.
159. ↑  Ernst Rudolf Huber: Deutsche Verfassungsgeschichte seit 1789. Band II: Der Kampf um Einheit und Freiheit 1830 bis 1850. W. Kohlhammer, Stuttgart [u. a.] 1960, S. 124.
160. ↑  Bert van den Braak: De Eerste Kamer. Geschiedenis, samenstelling en betekenis 1815–1995. Diss., Leiden, Den Haag 1998, S. 93–95.
161. ↑  Lodewijk Blok: Stemmen en Kiezen. Het kiesstelsel in Nederland in de periode 1814–1850. Diss., Utrecht, Wolters-Noordhoff / Forsten, Groningen 1987, S. 300.
162. ↑  Frank de Vries: De staatsrechtelijke positie van de Eerste Kamer. Diss., Groningen, Kluwer. Deventer 2000, S. 24–27.
163. ↑  Christopher Clark: Preußen. Aufstieg und Niedergang. 1600–1947. Bundeszentrale für politische Bildung, Bonn 2007, S. 528–530.
164. ↑  Christopher Clark: Preußen. Aufstieg und Niedergang. 1600–1947. Bundeszentrale für politische Bildung, Bonn 2007, S. 547.
165. ↑  Christopher Clark: Preußen. Aufstieg und Niedergang. 1600–1947. Bundeszentrale für politische Bildung, Bonn 2007, S. 573.
166. ↑  Ernst Rudolf Huber: Deutsche Verfassungsgeschichte seit 1789. Band I: Reform und Restauration 1789 bis 1830. Verlag W. Kohlhammer, Stuttgart [u. a.] 1981, S. 81.
167. ↑  Ernst Rudolf Huber: Deutsche Verfassungsgeschichte seit 1789. Band I: Reform und Restauration 1789 bis 1830. Verlag W. Kohlhammer, Stuttgart [u. a.] 1981, S. 82–84.
168. ↑  Ernst Rudolf Huber: Deutsche Verfassungsgeschichte seit 1789. Band IV: Struktur und Krisen des Kaiserreiches. Verlag W. Kohlhammer, Stuttgart [u. a.] 1969, S. 371/372.
169. ↑  Ernst Rudolf Huber: Deutsche Verfassungsgeschichte seit 1789. Band IV: Struktur und Krisen des Kaiserreiches. Verlag W. Kohlhammer, Stuttgart [u. a.] 1969, S. 374.
170. ↑  Ernst Rudolf Huber: Deutsche Verfassungsgeschichte seit 1789. Band IV: Struktur und Krisen des Kaiserreiches. Verlag W. Kohlhammer, Stuttgart [u. a.] 1969, S. 376.
171. ↑  Ernst Rudolf Huber: Deutsche Verfassungsgeschichte seit 1789. Band IV: Struktur und Krisen des Kaiserreiches. Verlag W. Kohlhammer, Stuttgart [u. a.] 1969, S. 379–383.
172. ↑  Ernst Rudolf Huber: Deutsche Verfassungsgeschichte seit 1789. Band I: Reform und Restauration 1789 bis 1830. Verlag W. Kohlhammer, Stuttgart [u. a.] 1981, S. 89/90.
173. ↑  Helmut Rumpler: Österreichische Geschichte 1804–1914: Eine Chance für Mitteleuropa. Bürgerliche Emanzipation und Staatsverfall in der Habsburgermonarchie. Ueberreuter, Wien 1997, S. 279–280.
174. ↑  Helmut Rumpler: Österreichische Geschichte 1804–1914: Eine Chance für Mitteleuropa. Bürgerliche Emanzipation und Staatsverfall in der Habsburgermonarchie. Ueberreuter, Wien 1997, S. 282–283.
175. ↑  Wilhelm Brauneder: Bicameralism upon two first chambers: the Austrian House of Representatives as a non-elected representation of provinces. In: H. W. Blom, W. P. Blockmans, H. de Schepper (Hrsg.): Bicameralisme. Tweekamerstelsel vroeger en nu. Handelingen van de Internationale Conferentie ter gelegenheid van het 175-jarig bestaan van de Eerste Kamer der Staten-Generaal in de Nederlanden. Sdu Uitgeverij, Den Haag 1992, S. 299–309, hier S. 301/302.
176. ↑  Helmut Rumpler: Österreichische Geschichte 1804–1914: Eine Chance für Mitteleuropa. Bürgerliche Emanzipation und Staatsverfall in der Habsburgermonarchie. Ueberreuter, Wien 1997, S. 373–376.
177. ↑  Helmut Rumpler: Österreichische Geschichte 1804–1914: Eine Chance für Mitteleuropa. Bürgerliche Emanzipation und Staatsverfall in der Habsburgermonarchie. Ueberreuter, Wien 1997, S. 377.
178. ↑  Matthias Weiß: Die Ausbreitung des allgemeinen und gleichen, parlamentarischen Wahlrechts in der westlichen Reichshälfte der Habsburgermonarchie. Diss., Heidelberg 1965, S. 81/82.
179. ↑  Helmut Rumpler: Österreichische Geschichte 1804–1914: Eine Chance für Mitteleuropa. Bürgerliche Emanzipation und Staatsverfall in der Habsburgermonarchie. Ueberreuter, Wien 1997, S. 377/378.
180. ↑  Helmut Rumpler: Österreichische Geschichte 1804–1914: Eine Chance für Mitteleuropa. Bürgerliche Emanzipation und Staatsverfall in der Habsburgermonarchie. Ueberreuter, Wien 1997, S. 383/384.
181. ↑  Helmut Rumpler: Österreichische Geschichte 1804–1914: Eine Chance für Mitteleuropa. Bürgerliche Emanzipation und Staatsverfall in der Habsburgermonarchie. Ueberreuter, Wien 1997, S. 385.
182. ↑  Wilhelm Brauneder: Bicameralism upon two first chambers: the Austrian House of Representatives as a non-elected representation of provinces. In: H. W. Blom, W. P. Blockmans, H. de Schepper (Hrsg.): Bicameralisme. Tweekamerstelsel vroeger en nu. Handelingen van de Internationale Conferentie ter gelegenheid van het 175-jarig bestaan van de Eerste Kamer der Staten-Generaal in de Nederlanden. Sdu Uitgeverij, Den Haag 1992, S. 299–309, hier S. 307.
183. ↑  Helmut Rumpler: Österreichische Geschichte 1804–1914: Eine Chance für Mitteleuropa. Bürgerliche Emanzipation und Staatsverfall in der Habsburgermonarchie. Ueberreuter, Wien 1997, S. 489.
184. ↑  Helmut Rumpler: Österreichische Geschichte 1804–1914: Eine Chance für Mitteleuropa. Bürgerliche Emanzipation und Staatsverfall in der Habsburgermonarchie. Ueberreuter, Wien 1997, S. 552.
185. ↑  Ernst Rudolf Huber: Deutsche Verfassungsgeschichte seit 1789. Band IV: Struktur und Krisen des Kaiserreiches. Verlag W. Kohlhammer, Stuttgart [u. a.] 1969, S. 439/440.
186. ↑  Ernst Rudolf Huber: Deutsche Verfassungsgeschichte seit 1789. Band IV: Struktur und Krisen des Kaiserreiches. Verlag W. Kohlhammer, Stuttgart [u. a.] 1969, S. 445.
187. ↑  Ernst Rudolf Huber: Deutsche Verfassungsgeschichte seit 1789. Band IV: Struktur und Krisen des Kaiserreiches. Verlag W. Kohlhammer, Stuttgart [u. a.] 1969, S. 453.
188. ↑  Ernst Rudolf Huber: Deutsche Verfassungsgeschichte seit 1789. Band IV: Struktur und Krisen des Kaiserreiches. Verlag W. Kohlhammer, Stuttgart [u. a.] 1969, S. 471–473.
189. ↑  Ernst Rudolf Huber: Deutsche Verfassungsgeschichte seit 1789. Band IV: Struktur und Krisen des Kaiserreiches. Verlag W. Kohlhammer, Stuttgart [u. a.] 1969, S. 448/449.